# Liste von Persönlichkeiten der Stadt Hamburg
Hamburger Persönlichkeiten, die wichtig für Hamburg und seine Geschichte sind, die also hier maßgeblich gewirkt haben oder deren Person eng mit dem Namen Hamburg verbunden wird, sind nachfolgend aufgeführt. Am Ende der Liste sind weitere Personen aufgeführt, die in Hamburg geboren oder gestorben sind, ohne maßgeblich hier gewirkt zu haben.

## Eigene Listen
- Hamburger Bürgermeister
- Hamburger Ehrenbürger
- Hamburger Hauptpastoren
- Hamburger Nobelpreisträger
- Hamburger Polizeipräsidenten
- Hamburgische Sezession

## Politik
- Harald Abatz (1893–1954), FDP-Politiker
- Carl Eduard Abendroth (1804–1885), Hamburger Kaufmann und von 1859 bis 1871 Mitglied der Hamburgischen Bürgerschaft
- Petra Adam-Ferger (* 1944), SPD-Politikerin, von 1986 bis 1997 Mitglied der Hamburgischen Bürgerschaft
- Kurt Adams (1889–1944), SPD-Politiker, von 1924 bis 1933 Mitglied der Hamburgischen Bürgerschaft
- Christoph Ahlhaus (* 1969), CDU-Politiker, Innensenator (2008–2010), Erster Bürgermeister (2010–2011)
- Doris Altewischer (1929–2019), Politikerin (CDU), von 1966 bis 1985 Abgeordnete des nordrhein-westfälischen Landtags
- Etkar André (1894–1936), KPD-Politiker, von 1928 bis 1933 Mitglied der Hamburgischen Bürgerschaft
- Niels Annen (* 1973), SPD-Politiker, von 2005 bis 2009 und seit 2013 Mitglied des Deutschen Bundestages
- Günter Apel (1927–2007), SPD-Politiker, Schulsenator (1971–1978, weitere Ressorts bis 1983)
- Hans Apel (1932–2011), SPD-Politiker, von 1974 bis 1978 Bundesfinanzminister und von 1978 bis 1982 Bundesverteidigungsminister, Mitglied des Deutschen Bundestages 1965–1990
- Philipp Auerbach (1906–1952), Holocaust-Überlebender, bayerischer Staatskommissar
- Bernhard Bästlein (1894–1944), KPD-Politiker, MdR, Widerstandskämpfer gegen den Nationalsozialismus
- Christoph Anton Balzer (1818–1871), Kaufmann und von 1859 bis 1862 sowie von 1865 bis 1871 Mitglied der Hamburgischen Bürgerschaft
- Hermann Baumeister (1806–1877), Richter und Politiker, von 1859 bis 1877 Mitglied der Hamburgischen Bürgerschaft
- August Bebel (1840–1913), SPD-Politiker, MdR
- Hellmut Becker (1913–1993), Jurist, Bildungsforscher und Bildungspolitiker
- Karsten Behr (* 1964), Politiker (CDU), von 1994 bis 2008 Mitglied des Niedersächsischen Landtages
- Ksenija Bekeris (* 1978), Politikerin (SPD), seit 2024 Hamburger Senatorin für Schule und Berufsbildung, seit 2008 Mitglied der Hamburgischen Bürgerschaft
- Ferdinand Beneke (1774–1848), Jurist und Politiker
- Sebastian von Bergen (1554–1623), Jurist und Staatsmann
- Karl Wilhelm Berkhan (1915–1994), SPD-Politiker, von 1953 bis 1957 Mitglied der Hamburgischen Bürgerschaft, von 1957 bis 1975 Mitglied des Deutschen Bundestages
- Achim-Helge von Beust (1917–2007), Mitbegründer der Hamburger CDU, Bezirksamtsleiter in Wandsbek
- Ole von Beust (* 1955), CDU-Politiker, Erster Bürgermeister (2001–2010)
- Lorenz Gösta Beutin (* 1978), Politiker (Die Linke), von 2017 bis 2021 und seit 2025 Mitglied des Deutschen Bundestages
- Dieter Biallas (1936–2016), FDP-Politiker, Wissenschaftssenator, Zweiter Bürgermeister (1974–1978)
- Adolf Biedermann (1881–1933), SPD-Politiker, von 1926 bis 1933 Mitglied des Reichstags
- Hans-Harder Biermann-Ratjen (1901–1969), FDP-Politiker, Kultursenator (1945, 1953–1966), von 1949 bis 1957 und von 1961 bis 1963 Mitglied der Hamburgischen Bürgerschaft
- Martin Bill (* 1982), Politiker (Bündnis 90/Die Grünen), von 2013 bis 2020 Mitglied der Hamburgischen Bürgerschaft
- Nicolaus Binder (1785–1865), Erster Bürgermeister (mehrfach zwischen 1855 und 1861)
- Stefanie Blaschka (* 1995), SPD-Politikerin, seit 2025 Mitglied der Hamburgischen Bürgerschaft
- Abelke Bleken († 1583), Opfer der Hexenverfolgung.
- Erik Bernhard Blumenfeld (1915–1997), CDU-Politiker, Landesvorsitzender (1958–1968), MdHB, MdB
- Thea Bock (1938–2025), Politikerin (GAL, SPD), von 1991 bis 1994 Mitglied des Deutschen Bundestages, von 1982 bis 1988 Mitglied der Hamburgischen Bürgerschaft
- Arthur Böckenhauer (1899–1953), MdR (NSDAP)
- Wilhelm Boller (1904–1943), Widerstandskämpfer gegen den Nationalsozialismus
- Olga Brandt-Knack (1885–1978), Künstlerin, SPD-Politikerin, Mitglied der Hamburgischen Bürgerschaft
- Max Brauer (1887–1973), SPD-Politiker, von 1961 bis 1965 Mitglied des Deutschen Bundestages, von 1946 bis 1953 und von 1957 bis 1960 Erster Bürgermeister Hamburgs, Oberbürgermeister Altonas
- Carl Brekelbaum (1863–1956), Unternehmer und Politiker (DNVP), MdR
- Johannes Büll (1878–1970), MdR, Senator (1946–1949, 1953–1957, verschiedene Ressorts)
- Olaf Bull (* 1977), SPD-Politiker
- Bernhard von Bülow (1849–1929), Politiker, von 1900 bis 1909 Reichskanzler des Deutschen Kaiserreichs
- Johann Heinrich Burchard (1852–1912), Rechtsanwalt, Erster Bürgermeister (mehrfach seit 1904)
- Wilhelm Burchard-Motz (1878–1963), Rechtsanwalt, Zweiter Bürgermeister (1933–1934), Senator (1925–1933)
- Ole Thorben Buschhüter (* 1976), SPD-Politiker, seit 2008 Mitglied der Hamburgischen Bürgerschaft
- Ursula Caberta (* 1950), SPD-Politikerin, von 1986 bis 1992 Mitglied der Hamburgischen Bürgerschaft
- Bernd Capeletti (* 1950), CDU-Politiker, von 2006 bis 2011 Mitglied der Hamburgischen Bürgerschaft
- Charles Ami de Chapeaurouge (1830–1897), Politiker und Reichstagsabgeordneter
- Jacqueline Charlier (* 1973), politische Beamtin
- Wolfgang Curilla (* 1942), SPD-Politiker, Senator (1978–1993, verschiedene Ressorts)
- Matthias Czech (* 1975), SPD-Politiker, seit 2011 Mitglied der Hamburgischen Bürgerschaft
- Gustav Dahrendorf (1901–1954), SPD-Politiker, MdR
- Ralf Dahrendorf (1929–2009), Soziologe, FDP-Politiker und Publizist, Landtags- und Bundestagsabgeordneter
- Herbert Dau (1911–2000), SPD-Politiker, Präsident der Hamburgischen Bürgerschaft (1960–1978)
- Arnold Diestel (1857–1924), Kaufmann, Erster Bürgermeister (1920–1924)
- Alexandra Dinges-Dierig (* 1953), CDU-Politikerin, Mitglied der Hamburgischen Bürgerschaft, Senatorin für Bildung und Sport (2004–2008)
- Klaus von Dohnanyi (* 1928), SPD-Politiker, von 1972 bis 1974 Bundesminister für Bildung und Wissenschaft, von 1969 bis 1981 Mitglied des Deutschen Bundestags und von 1981 bis 1988 Erster Bürgermeister
- Jörg Dräger (* 1968), Physiker, parteiloser Politiker, von 2001 bis 2008 Senator für Wissenschaft und Forschung der Stadt Hamburg
- Andreas Dressel (* 1975), SPD-Politiker, seit 2018 Finanzsenator der Stadt Hamburg
- Wilhelm Drexelius (1906–1974), SPD-Politiker, Schulsenator (1961–1970), Zweiter Bürgermeister
- Walter Dudek (1890–1976), SPD-Politiker, Bürgermeister von Harburg (1925–1933), Finanzsenator (1946–1953)
- Thomas Ebermann (* 1951), Publizist, GAL-Politiker, Mitglied der Hamburgischen Bürgerschaft (1982–1984)
- Jürgen Echternach (1937–2006), CDU-Politiker, Mitglied der Hamburgischen Bürgerschaft (1966–1981)
- Jan Ehlers (1939–2019), Politiker (SPD), von 1978 bis 1988 Arbeits- und Sozialsenator
- Heinrich Eisenbarth (1884–1950), SPD-Politiker, Senator (1925–1933, 1945–1950, verschiedene Ressorts)
- Günter Elste (* 1949), SPD-Politiker, Mitglied der Hamburgischen Bürgerschaft (1985–1997), Chef der Hamburger Hochbahn
- Helga Elstner (1924–2012), SPD-Politikerin, Gesundheitssenatorin, Zweite Bürgermeisterin
- Edgar Engelhard (1917–1979), FDP-Politiker, Senator (1953–1966, verschiedene Ressorts), Zweiter Bürgermeister von 1953 bis 1966
- Andreas Ernst (* 1971), CDU-Politiker, von 2004 bis 2006 Mitglied der Hamburgischen Bürgerschaft, von 2006 bis 2008 Staatsrat der Stadt Hamburg für den Bereich Sport
- Britta Ernst (* 1961), SPD-Politikerin, Mitglied der Hamburgischen Bürgerschaft (1997–2011)
- Katharina Fegebank (* 1977), Politikerin (Bündnis 90/Die Grünen), Mitglied der Hamburgischen Bürgerschaft und des Senats, seit 2015 Zweite Bürgermeisterin
- Dirk Fischer (* 1943), CDU-Politiker und Landesvorsitzender, von 1980 bis 2017 Mitglied des Deutschen Bundestages, von 1970 bis 1981 Mitglied der Hamburgischen Bürgerschaft
- Andrea Franke (* 1958), Verwaltungsbeamtin und Richterin
- Michael Freytag (* 1958), CDU-Politiker, von 2004 bis 2007 Stadtentwicklungssenator, von 2007 bis 2010 Finanzsenator der Freien und Hansestadt Hamburg
- Carsten Frigge (* 1963), CDU-Politiker, vom 31. März 2010 bis 24. November 2010 Finanzsenator der Freien und Hansestadt Hamburg
- Norbert Frühauf (* 1958), Rechtsanwalt, PRO-Politiker und Fraktionsvorsitzender in der Hamburgischen Bürgerschaft
- Anke Fuchs (1937–2019), Politikerin (SPD), von 1980 bis 2002 Mitglied des Deutschen Bundestages, im Jahr 1982 Bundesministerin für Jugend, Familie und Gesundheit
- Anna Gallina (* 1983), Politikerin (Grüne/Bündnis 90), von 2015 bis 2020 Mitglied der Hamburgischen Bürgerschaft, seit 2020 Senatorin für Justiz und Verbraucherschutz der Freien und Hansestadt Hamburg
- Stephan Gamm (* 1971), CDU-Politiker, seit 2015 Mitglied der Hamburgischen Bürgerschaft
- Axel Gedaschko (* 1959), CDU-Politiker, von 2007 bis 2008 Senator für Stadtentwicklung und Umwelt, von 2008 bis 2010 Wirtschaftssenator der Freien und Hansestadt Hamburg
- Dennis Gladiator (* 1981), CDU-Politiker, seit 2011 Mitglied der Hamburgischen Bürgerschaft
- Horst Gobrecht (1936–2015), SPD-Politiker, von 1976 bis 1984 Mitglied des Deutschen Bundestages, von 1984 bis 1987 Finanzsenator der Freien und Hansestadt Hamburg
- Christa Goetsch (* 1952), Fraktionsvorsitzende der GAL (2002–2008), Bildungssenatorin und Zweite Bürgermeisterin (2008–2010)
- Hermann Goßler (1802–1877), Anwalt, Erster Bürgermeister (1874)
- Kay Gottschalk (* 1965), AfD-Politiker, seit 2017 Mitglied des Deutschen Bundestages
- Reinhard Grindel (* 1961), CDU-Politiker, von 2002 bis 2016 Mitglied des Deutschen Bundestags, von 2016 bis 2019 DFB-Präsident
- Joist Grolle (* 1932), SPD-Politiker, Schulsenator (1978–1987), Historiker
- Willy Grothe (1886–1959), NSDAP-Politiker und SA-Führer, Reichstagsabgeordneter
- Norbert Hackbusch (* 1955), Linkspartei-Politiker
- Gerhard Hachmann (1838–1904), Rechtsanwalt, Erster Bürgermeister (1900–1901, 1904)
- Otto Hackmack (1922–2016), Gewerkschaftsfunktionär, SPD-Politiker, von 1966 bis 1978 Mitglied der Hamburgischen Bürgerschaft, Senator der Freien und Hansestadt Hamburg
- Werner Hackmann (1947–2007), SPD-Politiker, von 1988 bis 1994 Innensenator der Freien und Hansestadt Hamburg, Sportfunktionär
- Anja Hajduk (* 1963), GAL-Politikerin, Bürgerschaftsabgeordnete (1997–2002), MdB (2002–2008), Stadtentwicklungssenatorin (2008–2010)
- Leonhard Hajen (* 1948), SPD-Politiker, Wissenschaftssenator (1991–1997), Wirtschaftswissenschaftler
- Jörg Hamann (* 1965), CDU-Politiker, von 2004 bis 2020 Mitglied der Hamburgischen Bürgerschaft
- Nicolaus Ferdinand Haller (1805–1876), Jurist, Erster Bürgermeister (mehrfach zwischen 1863 und 1873)
- Christopher Harms (* 1980 oder 1981), Journalist und Ministerialbeamter, seit 2025 Sprecher des Senats der Freien und Hansestadt Hamburg
- Alfons Hartmann (1915–1943), kommunistischer Widerstandskämpfer gegen den Nationalsozialismus
- Johann Gustav Heckscher (1797–1865), Reichsjustizminister und Reichsaußenminister
- Adrian Hector (* 1983), Politiker (Bündnis 90/Die Grünen), seit 2022 Abgeordneter der Hamburgischen Bürgerschaft
- Erich Heins (1907–1944), kommunistischer Widerstandskämpfer gegen den Nationalsozialismus
- Roland Heintze (* 1973), CDU-Politiker, von 2004 bis 2015 Mitglied der Hamburgischen Bürgerschaft
- Linda Heitmann (* 1982), Politikerin (Bündnis 90/Die Grünen), von 2008 bis 2011 Mitglied der Hamburgischen Bürgerschaft, seit 2021 Mitglied des Deutschen Bundestages
- Wolfgang Hertle (* 1946), Politologe, Gewaltfreier Aktivist und Bewegungsforscher
- Helene Heyckendorf (1893–1945), kommunistische Widerstandskämpferin und Opfer des Nationalsozialismus
- Max Heyckendorf (1896–1979), kommunistischer Widerstandskämpfer und Opfer des Nationalsozialismus
- Günther Heyenn (1936–2009), Politiker (SPD), von 1971 bis 1976 Mitglied des Landtages von Schleswig-Holstein, von 1976 bis 1994 Mitglied des Deutschen Bundestages
- Lida Gustava Heymann (1868–1943), Frauenrechtlerin, Widerstandskämpferin gegen den Nationalsozialismus
- Johannes Hirsch (1861–1935), Drechslermeister, 1908–1928 Abgeordneter der Bürgerschaft (Reichspartei des deutschen Mittelstandes, später DVP), von 1928 bis 1933 Hamburger Bausenator
- Hermann Hoefer (1868–1945), Pädagoge, SPD-Politiker, von 1928 bis 1930 Mitglied der Hamburgischen Bürgerschaft, kommunistischer Widerstandskämpfer und Opfer des Nationalsozialismus
- Dirk Hordorff (1956–2023), Tennisfunktionär und -trainer
- Martin Hieronymus Hudtwalcker (1787–1865), Senator und Polizeiherr
- Georg Jarzembowski (* 1947), CDU-Politiker, von 1991 bis 2009 Mitglied des Europäischen Parlaments
- Jennifer Jasberg (* 1983), Politikerin (Bündnis 90/Die Grünen), seit 2022 Mitglied der Bürgerschaft
- Martin Rücker Freiherr von Jenisch (1861–1924), Diplomat
- Rudolf Kabel (1934–2019), Verwaltungsjurist und Direktor beim Deutschen Bundestag
- Johannes Kahrs (* 1963), SPD-Politiker, von 1998 bis 2020 Mitglied des Deutschen Bundestages
- Annkathrin Kammeyer (* 1990), SPD-Politikerin, seit 2011 Mitglied der Hamburgischen Bürgerschaft
- Paula Karpinski (1897–2005), SPD-Politikerin, von 1946 bis 1953 und von 1957 bis 1961 Jugendsenatorin der Freien und Hansestadt Hamburg, von 1946 bis 1968 Mitglied der Hamburgischen Bürgerschaft
- Karl Kaufmann (1900–1969), Gauleiter während des Nationalsozialismus
- Heinrich Kellinghusen (1796–1879), Jurist, Bürgermeister (1843–1860)
- Helmuth Kern (1926–2016), SPD-Politiker, von 1966 bis 1976 Senator für Wirtschaft und Verkehr, von 1957 bis 1982 Mitglied der Hamburgischen Bürgerschaft
- Jens Kerstan (* 1966), Politiker (Grüne/Bündnis 90), seit 2025 Umweltsenator der Freien und Hansestadt Hamburg
- Elisabeth Kiausch (* 1933), SPD-Politikerin, von 1991 bis 1993 Präsidentin der Hamburgischen Bürgerschaft
- Dirk Kienscherf (* 1965), SPD-Politiker, seit 2001 Mitglied der Hamburgischen Bürgerschaft
- Walther Leisler Kiep (1926–2016), CDU-Politiker, von 1965 bis 1976 und von 1980 bis 1982 Mitglied des Bundestages, von 1976 bis 1980 Finanzminister von Niedersachsen, Schatzmeister der Bundes-CDU
- Gustav Heinrich Kirchenpauer (1808–1887), Jurist, Journalist und Erster Bürgermeister (mehrfach zwischen 1869 und 1887)
- Thilo Kleibauer (* 1971), CDU-Politiker, seit 2004 Mitglied der Hamburgischen Bürgerschaft
- Hans Klein (1904–1970), kommunistischer Politiker, Polizeigeneral in der DDR
- Hans-Ulrich Klose (1937–2023), SPD-Politiker, von 1974 bis 1981 Erster Bürgermeister der Freien und Hansestadt Hamburg, von 1983 bis 2013 Mitglied des Deutschen Bundestags
- Rudolf Klug (1905–1944), kommunistischer Pädagoge, Widerstandskämpfer und Opfer des Nationalsozialismus
- Christian Koch (1878–1955), Bürgerschaftsabgeordneter (1908–1933), Leiter der Gefängnisbehörde, Zweiter Bürgermeister (1946–1950)
- Karl Kock (1908–1944), kommunistischer Widerstandskämpfer und Opfer des Nationalsozialismus
- Ditmar Koel (1500–1563), Bürgermeister von Hamburg und Piratenjäger
- Hellmut Körner (1904–1966), MdR (NSDAP) und Landesbauernführer
- Martina Koeppen (* 1967), Politikerin (SPD), seit 2008 Mitglied der Hamburgischen Bürgerschaft
- Stefan Kraxner (* 1971), Politiker (CDU), von 2003 bis 2007 Mitglied der Hamburgischen Bürgerschaft
- Thomas Kreuzmann (* 1958), Politiker (CDU), von 2008 bis 2020 Mitglied der Hamburgischen Bürgerschaft
- Carl Vincent Krogmann (1889–1978), Erster Bürgermeister während der Zeit des Nationalsozialismus
- Bernd Krösser (* 1964), Polizist und parteiloser politischer Beamter
- Roger Kusch (* 1954), Politiker (u. a. CDU), von 2001 bis 2006 Justizsenator der Freien und Hansestadt Hamburg
- Helene Lange (1848–1930), DDP-Politikerin, von 1919 bis 1921 Mitglied der Hamburgischen Bürgerschaft, Pädagogin und Frauenrechtlerin
- Rolf Lange (* 1942), SPD-Politiker, von 1984 bis 1986 Innensenator der Freien und Hansestadt Hamburg
- Rudolf Lange (* 1941), FDP-Politiker, von 2001 bis 2003 Bildungssenator der Freien und Hansestadt Hamburg, zuletzt Konteradmiral der Bundesmarine, Militärattache in Washington, D.C.
- Johannes Christian Eugen Lehmann (1826–1901), Jurist, Erster Bürgermeister (1895–1898, 1900)
- Melanie Leonhard (* 1977), SPD-Politikerin, seit 2022 Senatorin für Wirtschaft und Innovation der Freien und Hansestadt Hamburg
- Paul von Lettow-Vorbeck (1870–1964), Generalmajor, Niederschlagung der Sülzeunruhen
- Walter Leu (1908–1944), kommunistischer Widerstandskämpfer gegen den Nationalsozialismus und Opfer des Nationalsozialismus
- Leo Lippmann (1881–1943), Staatsrat, Jurist, Opfer des Nationalsozialismus
- Gertrud Lockmann (1895–1962), SPD-Politikerin, Mitglied der Hamburgischen Bürgerschaft, Widerstandskämpferin gegen den Nationalsozialismus
- Uwe Lohmann (* 1959), SPD-Politiker, seit 2011 Mitglied der Hamburgischen Bürgerschaft
- Dominik Lorenzen (* 1977), Politiker, Mitglied der Hamburgischen Bürgerschaft (Bündnis 90/Die Grünen)
- Hans Mahle (1911–1999), KPD-Politiker, Kinder- und Jugendfunktionär
- Willfried Maier (* 1942), GAL-Politiker, von 1997 bis 2001 Senator für Stadtentwicklung, Bundes- und Europaangelegenheiten der Freien und Hansestadt Hamburg
- Jürgen Markwardt (* 1968), Politiker, Bürgermeister der Hansestadt Uelzen
- Otto Marquardt (1893–1944), kommunistischer Widerstandskämpfer und Opfer des Nationalsozialismus
- Andreas Mattner (* 1960), CDU-Politiker, Manager und Verbandsfunktionär, von 1991 bis 1997 und von 2001 bis 2008 Mitglied der Hamburgischen Bürgerschaft
- Rolf Meinecke (1917–1984), Arzt und Politiker (SPD), von 1965 bis 1980 Mitglied des Deutschen Bundestages, von 1957 bis 1966 Mitglied der Hamburgischen Bürgerschaft
- Werner von Melle (1853–1937), Rechtsanwalt, Erster Bürgermeister (1919), zuvor bereits Bürgermeister (seit 1915)
- Ernst Freiherr von Merck (1811–1863), Mitglied der Frankfurter Nationalversammlung, Reichsfinanzminister
- Angela Merkel (* 1954), Politikerin (CDU), sowie Familienministerin, Umweltministerin und Vorsitzende der CDU und Bundeskanzlerin von Deutschland a. D.
- Mario Mettbach (1952–2021/22), Politiker (u. a. CDU), von 2001 bis 2004 Bausenator der Freien und Hansestadt Hamburg, Zweiter Bürgermeister (2003–2004)
- David Christopher Mettlerkamp (1774–1850), Offizier, Politiker
- Heinrich Adolph Meyer (1822–1889), MdR, Fabrikant, Meeresforscher
- Thomas Mirow (* 1953), SPD-Politiker, Senator (1991–1997, div. Ressorts), Spitzenkandidat bei der Bürgerschaftswahl 2004
- Amira Mohamed Ali (* 1980), Politikerin (Die Linke, BSW); seit 2017 Mitglied des Deutschen Bundestages, von 2019 bis 2023 Fraktionsvorsitzende der Partei Die Linken im Bundestag
- Carl Adolf Mönckeberg (1873–1939), Jurist, Redakteur, Autor, Publizist und Kommunalpolitiker
- Johann Georg Mönckeberg (1839–1908), Politiker, Erster Bürgermeister (mehrfach seit 1890)
- Ingo von Münch (* 1932), FDP-Politiker, von 1987 bis 1991 Senator für Wissenschaft und Kultur und Zweiter Bürgermeister der Freien und Hansestadt Hamburg
- Udo Nagel (* 1951), von 2004 bis 2008 Innensenator und von 2002 bis 2004 Polizeipräsident der Freien und Hansestadt Hamburg
- Michael Naumann (* 1941), Journalist, Verleger (Die Zeit), SPD-Politiker, Spitzenkandidat der Bürgerschaftswahl 2008
- Michael Neumann (* 1970), von 2011 bis 2016 Senator für Inneres und Sport der Freien und Hansestadt Hamburg, von 2004 bis 2011 Vorsitzender der SPD-Bürgerschaftsfraktion
- Paul Nevermann (1902–1979), SPD-Politiker, von 1961 bis 1965 Erster Bürgermeister der Freien und Hansestadt Hamburg
- Dirk Niebel (* 1963), FDP-Generalsekretär, Bundesminister für wirtschaftliche Zusammenarbeit und Entwicklung (2009–2013)
- Ralf Niedmers (* 1967), CDU-Politiker, seit 1997 Mitglied der Hamburgischen Bürgerschaft
- Heike Niggemeyer (* 1961), Ärztin und SPD-Politikerin
- Arnold Nöldeke (1865–1945), Richter, Justizsenator (1919–1931)
- Manfred Overhaus (1939–2019), Staatssekretär im Finanzministerium
- Cansu Özdemir (* 1988), Politikerin (Die Linke), seit 2011 Mitglied der Hamburgischen Bürgerschaft
- Aygül Özkan (* 1971), Politikerin (CDU), Ministerin in Niedersachsen, Hauptgeschäftsführerin des Zentralen Immobilien Ausschusses
- Aydan Özoğuz (* 1967), SPD-Politikerin, seit 2009 Mitglied des Deutschen Bundestages Vizepräsidentin des Deutschen Bundestages
- William Henry O’Swald (1832–1923), Kaufmann, Zweiter Bürgermeister (1908–1910)
- Ute Pape (* 1949), SPD-Politikerin, von 2000 bis 2001 Senatorin für Schule, Jugend und Berufsbildung der Freien und Hansestadt Hamburg
- Oswald Paulig (1922–2006), Konsumgenossenschafter und SPD-Politiker, von 1953 bis 1982 Mitglied der Hamburgischen Bürgerschaft
- Karen Pein (* 1973), Stadtplanerin und Politikerin (SPD), seit 2022 Senatorin für Stadtentwicklung und Wohnen der Freien und Hansestadt Hamburg
- Milan Pein (* 1974), SPD-Politiker, seit 2015 Mitglied der Hamburgischen Bürgerschaft
- Tobias von Pein (* 1985), SPD-Politiker, von 2012 bis 2022 Mitglied des Landtages von Schleswig-Holstein
- Wolfgang Peiner (* 1943), CDU-Politiker, Finanzsenator (2001–2006)
- Lore Maria Peschel-Gutzeit (1932–2023), SPD-Politikerin, Justizsenatorin (1991–1993, 1997–2001)
- Carl Wilhelm Petersen (1868–1933), DDP-Vorsitzender, MdR, Erster Bürgermeister (1924–1929, 1932–1933)
- Carl Friedrich Petersen (1809–1892), Jurist, Erster Bürgermeister (mehrfach zwischen 1876 und 1892)
- Mathias Petersen (* 1955), seit 2015 Mitglied der Hamburgischen Bürgerschaft, von 2004 bis 2007 Landesvorsitzender der SPD
- Rudolf Petersen (1878–1962), CDU-Politiker, Erster Bürgermeister (1945–1946)
- Wilhelm Petersen (1889–1968), Gewerkschaftsfunktionär
- Friedrich Philippi (1859–1938), Mitglied der Hamburgischen Bürgerschaft in der Fraktion der Vereinigten Liberalen, Senatspräsident beim Oberlandesgericht in Hamburg
- Christoph Ploß (* 1985), CDU-Politiker, seit 2017 Mitglied des Deutschen Bundestages
- Lars Pochnicht (* 1975), SPD-Politiker
- Michael Pollmann (* 1961), Politiker (Bündnis 90/Die Grünen)
- Max Predöhl (1854–1923), Jurist, Senator und Erster Bürgermeister
- August Quest (1886–1945), kommunistischer Widerstandskämpfer und Opfer des Nationalsozialismus
- Rosemarie Raab (* 1946), SPD-Politikerin, Schulsenatorin (1987–2000)
- Ties Rabe (* 1960), SPD-Politiker, seit 2008 Mitglied der Hamburgischen Bürgerschaft, von 2011 bis 2024 Schulsenator der Freien und Hansestadt Hamburg
- Frieda Radel (1869–1958), DDP-Politikerin, von 1919 bis 1927 Mitglied in der Hamburgischen Bürgerschaft, Journalistin und Frauenrechtlerin
- Bernd Reinert (* 1951), Bürgerschaftsabgeordneter, CDU-Fraktionsvorsitzender
- Johanne Reitze (1878–1949), Politikerin (SPD), Reichstagsabgeordnete
- Andreas Rieckhof (* 1959), Politiker (SPD), von 2006 bis 2011 Bürgermeister von Stade
- Nela Riehl (* 1985), Politikerin (Volt), seit 2024 Mitglied des Europäischen Parlaments
- Gabriel Riesser (1806–1863), Jurist, Hamburger Notar, Mitglied und Vizepräsident der Frankfurter Nationalversammlung, erster jüdischer Richter in Deutschland
- Erhard Rittershaus (1931–2006), Politiker der STATT Partei, von 1993 bis 1997 Wirtschaftssenator und Zweiter Bürgermeister der Freien und Hansestadt Hamburg
- Berndt Röder (* 1948), CDU-Politiker, von 1984 bis 2011 Mitglied der Hamburgischen Bürgerschaft, von 2004 bis 2010 Präsident der Bürgerschaft
- Rudolf Ross (1872–1951), Erster Bürgermeister (1931–1932)
- Curt Rothenberger (1896–1959), Jurist und NSDAP-Politiker
- Andrea Rugbarth (* 1957), Diplom-Ingenieurin, SPD-Politikerin, von 2008 bis 2015 Mitglied der Hamburgischen Bürgerschaft
- Volker Rühe (* 1942), CDU-Politiker, von 1976 bis 2005 Mitglied des Deutschen Bundestages, von 1992 bis 1998 Bundesverteidigungsminister
- Vincent Rumpff (1701–1781), Bürgermeister von 1765 bis 1781
- Ortwin Runde (* 1944), SPD-Politiker, Finanzsenator von 1993 bis 1997, von 1997 bis 2001 Erster Bürgermeister, von 2002 bis 2009 Abgeordneter des Deutschen Bundestages
- Hans Saalfeld (1928–2019), Gewerkschafter und Politiker (SPD), von 1969 bis 1988 Abgeordneter der Hamburgischen Bürgerschaft
- Krista Sager (* 1953), GAL-Politikerin, von 1997 bis 2001 Senatorin für Wissenschaft und Forschung und Zweite Bürgermeisterin, von 2002 bis 2013 Mitglied des Deutschen Bundestages
- Roland Salchow (* 1945), CDU-Politiker, von 1978 bis 2001 Mitglied der Hamburgischen Bürgerschaft, von 1991 bis 2001 Leiter des Bundesamtes für Seeschifffahrt und Hydrographie
- Marc Schemmel (* 1975), SPD-Politiker, seit 2015 Mitglied der Hamburgischen Bürgerschaft
- Jana Schiedek (* 1974), SPD-Politikerin, von 2008 bis 2011 Mitglied der Hamburgischen Bürgerschaft, von 2011 bis 2015 Senatorin für Justiz und Gleichstellung der Freien und Hansestadt Hamburg
- Ronald Schill (* 1958), Innensenator (2001–2003) (Partei Rechtsstaatlicher Offensive), von 2001 bis 2003 Zweiter Bürgermeister und Innensenator der Freien und Hansestadt Hamburg
- Karl Schiller (1911–1994), Politiker (SPD und CDU), von 1948 bis 1953 Senator für Wirtschaft und Verkehr der Freien und Hansestadt Hamburg, von 1966 bis 1972 Bundeswirtschaftsminister
- Georg Gottlieb Schirges (1811–1879), Mitbegründer der Hamburger Arbeiterbewegung
- Walter Schmedemann (1901–1976), SPD-Politiker, von 1949 bis 1970 Mitglied Hamburger Bürgerschaft, von 1948 bis 1953 und von 1957 bis 1967 Gesundheitssenator, Widerstandskämpfer gegen den Nationalsozialismus,
- Hansjörg Schmidt (* 1974), SPD-Politiker, seit 2011 Mitglied der Hamburgischen Bürgerschaft
- Helmut Schmidt (1918–2015), SPD-Politiker, MdB, Innensenator Hamburgs, Bundesverteidigungsminister, Bundeskanzler
- Jörg Schmoll (* 1973), Ministerialbeamter, von 2015 bis 2018 Sprecher des Senats der Freien und Hansestadt Hamburg
- Adolph Schönfelder (1875–1966), SPD-Politiker, Alterspräsident des Parlamentarischen Rates, Bürgerschaftsabgeordneter (1919–1933, 1945–1961)
- Birgit Schnieber-Jastram (* 1946), CDU-Politikerin, von 2001 bis 2008 Senatorin für Soziales und Familie, von 2004 bis 2008 Zweite Bürgermeisterin, von 2009 bis 2014 Mitglied des Europäischen Parlaments
- Olaf Scholz (* 1958), SPD-Politiker, MdB, Innensenator (2001), Bundesminister für Arbeit und Soziales (2007–2009), Erster Bürgermeister (2011–2018), Bundesfinanzminister und Vizekanzler (2018–2021), Bundeskanzler (seit 2021)
- Max Schramm (1861–1928), Rechtsanwalt, von 1925 bis 1928 Zweiter Bürgermeister der Freien und Hansestadt Hamburg, von 1920 bis 1928 Bausenator
- Markus Schreiber (* 1960), SPD-Politiker, seit 2015 Mitglied der Hamburgischen Bürgerschaft
- Carl August Schröder (1855–1945), Rechtsanwalt, Erster Bürgermeister (mehrfach zwischen 1912 und 1916)
- Horst Schröder (1938–2022), Politiker (CDU), von 1966 bis 1972 Mitglied der Hamburgischen Bürgerschaft, von 1972 bis 1984 Mitglied des Deutschen Bundestages
- Jacob Schuback (1726–1784), Jurist, Senatssyndicus, und Komponist
- Nicolaus Schuback (1700–1783), Jurist und Bürgermeister
- Helga Schuchardt (* 1939), von 1972 bis 1983 Mitglied des Deutschen Bundestages, von 1983 bis 1987 Hamburger Kultursenatorin, von 1990 bis 1998 niedersächsische Ministerin für Wissenschaft und Kultur
- Sören Schumacher (* 1976), SPD-Politiker, seit 2008 Mitglied der Hamburgischen Bürgerschaft
- Claus Schülke (* 1947), AfD-Politiker
- Albert Schulte (1716–1786), Bürgermeister von Hamburg
- Peter Schulz (1930–2013), SPD-Politiker, von 1971 bis 1974 Erster Bürgermeister der Freien und Hansestadt Hamburg
- Marcel Schweitzer (* 1980), Ministerialbeamter, von 2018 bis 2025 Sprecher des Senats der Freien und Hansestadt Hamburg
- Nico Semsrott (* 1986), u. a. Politiker Die Partei, von 2019 bis 2024 Mitglied des Europäischen Parlaments
- Wolfgang Sielaff (* 1942), Kriminalist, stellvertretender Polizeipräsident der Stadt Hamburg
- Jakob Albrecht von Sienen, Senatssyndicus (1768–1837)
- Friedrich Sieveking, Erster Bürgermeister (mehrfach zwischen 1861 und 1869)
- Kurt Sieveking (1897–1986), CDU-Politiker, von 1953 bis 1957 Erster Bürgermeister der Freien und Hansestadt Hamburg
- Hansjörg Sinn (* 1929), parteiloser Politiker, Wissenschaftssenator (1978–1985), Rektor und Vizepräsident der Universität, Chemiker
- Carsten Wilhelm Soltau (1767–1836), Präses der Handelskammer Hamburg, Oberalter und stellvertretender Bürgermeister (1813–1814)
- Ulrike Sparr (* 1957), Politikerin (Bündnis 90/Die Grünen), seit 2015 Mitglied der Hamburgischen Bürgerschaft
- Anselm Sprandel (* 1959), Hamburger Staatsrat (Bündnis 90/Die Grünen)
- Heinrich Georg Stahmer (1892–1978), Diplomat
- Heinz Stamer (1887–1958), Marineoffizier und Politiker, von 1949 bis 1953 Mitglied der Hamburgischen Bürgerschaft
- Johann Otto Stammann (1835–1909), Rechtsanwalt, Erster Bürgermeister (1907)
- Dorothee Stapelfeldt (* 1956), SPD-Politikerin, von 2011 bis 2015 Zweite Bürgermeisterin und Wissenschaftssenatorin, von 2015 bis 2022 Senatorin für Stadtentwicklung und Wohnen der Freien und Hansestadt Hamburg
- Günter Stegelmann (1909–1988), DP-Politiker
- Olaf Steinbiß (* 1966), SPD-Politiker, seit 2010 Mitglied der Hamburgischen Bürgerschaft
- Hjalmar Stemmann (* 1963), CDU-Politiker und Unternehmer, von 2008 bis 2015 Mitglied der Hamburgischen Bürgerschaft
- Sebastian Steineke (* 1973), CDU-Politiker und Rechtsanwalt, von 2013 bis 2021 Mitglied des Deutschen Bundestages
- Friedrich Sthamer (1856–1931), Rechtsanwalt, von 1919 bis 1920 Erster Bürgermeister der Freien und Hansestadt Hamburg
- Tim Stoberock (* 1977), SPD-Politiker, seit 2015 Mitglied der Hamburgischen Bürgerschaft
- Birgit Stöver (* 1970), CDU-Politikerin, seit 2008 Mitglied der Hamburgischen Bürgerschaft
- Otto Stolten (1853–1928), Senator, von 1919 bis 1925 Zweiter Bürgermeister der Freien und Hansestadt Hamburg
- Käthe Tennigkeit (1903–1944), Sportlehrerin und Frauenpolitikerin, sozialdemokratische Widerstandskämpferin und Opfer des Nationalsozialismus
- Ernst Thälmann (1886–1944), MdR, KPD-Vorsitzender
- Dennis Thering (* 1984), CDU-Politiker, seit 2011 Mitglied der Hamburgischen Bürgerschaft
- Anna Laura Tiessen (* 1988), Volt-Politikerin, seit 2023 Bundesvorsitzende von Volt
- Juliane Timmermann (* 1976), SPD-Politikerin, seit 2008 Mitglied der Hamburgischen Bürgerschaft
- Anjes Tjarks (* 1981), Politiker (Bündnis 90/Die Grünen), von 2011 bis 2020 Mitglied der Hamburgischen Bürgerschaft, seit 2020 Senator für Verkehr und Mobilitätswende der Freien und Hansestadt Hamburg
- Sven Tode (* 1964), SPD-Politiker, seit 2011 Mitglied der Hamburgischen Bürgerschaft
- Gunnar Uldall (1940–2017), CDU-Politiker, von 1966 bis 1983 Mitglied der Hamburgischen Bürgerschaft, von 2001 bis 2008 Senator für Wirtschaft und Arbeit der Freien und Hansestadt Hamburg
- Heino Vahldieck (* 1955), CDU-Politiker, von 1986 bis 2011 Mitglied der Hamburgischen Bürgerschaft, von 2010 bis 2011 Innensenator, von 2002 bis 2010 Leiter des Landesamts für Verfassungsschutz
- Fritz Vahrenholt (* 1949), SPD-Politiker, von 1991 bis 1997 Umweltsenator der Freien und Hansestadt Hamburg, Industriemanager
- Carola Veit (* 1973), SPD-Politikerin, seit 2004 Mitglied der Hamburgischen Bürgerschaft
- Johannes Versmann (1820–1899), Erster Bürgermeister (mehrfach zwischen 1887 und 1897), Rechtsanwalt
- Isabella Vértes-Schütter (* 1962), SPD-Politikerin, seit 2011 Mitglied der Hamburgischen Bürgerschaft
- Hans Vieregg (gebürtig als Hans Levy; 1911–2005), kommunistischer Widerstandskämpfer gegen den Nationalsozialismus, nach 1945 Gewerkschaftsfunktionär des FDGB, Arbeitsdirektor eines Volkseigenen Betriebes (VEB)
- Henning Voscherau (1941–2016), SPD-Politiker, von 1988 bis 1997 Erster Bürgermeister der Freien und Hansestadt Hamburg
- Christoph de Vries (* 1974), CDU-Politiker, MdB, Parlamentarischer Staatssekretär
- Eugen Wagner (1942–2025), SPD-Politiker, seit 2011 Mitglied der Hamburgischen Bürgerschaft, von 1983 bis 2001 Bausenator der Freien und Hansestadt Hamburg
- Hermann Anthony Cornelius Weber (1822–1886), Erster Bürgermeister (mehrfach zwischen 1879 und 1885)
- Markus Wegner (* 1953), Politiker der STATT-Partei, von 1993 bis 1997 Mitglied der Hamburgischen Bürgerschaft
- Herbert Wehner (1906–1990), von 1966 bis 1969 Bundesminister für gesamtdeutsche Fragen, Vorsitzender der SPD-Bundestagsfraktion
- Herbert Weichmann (1896–1983), SPD-Politiker, von 1961 bis 1974 Mitglied der Hamburger Bürgerschaft, von 1965 bis 1971 Erster Bürgermeister der Freien und Hansestadt Hamburg
- Marcus Weinberg (* 1967), CDU-Politiker, von 2001 bis 2005 Mitglied der Hamburgischen Bürgerschaft, von 2005 bis 2021 Mitglied des Deutschen Bundestages
- Michael Weinreich (* 1973), SPD-Politiker, seit 2015 Mitglied der Hamburgischen Bürgerschaft
- Christina Weiss (* 1953), parteilose Politikerin, von 1991 bis 2001 Kultursenatorin der Freien und Hansestadt Hamburg
- Karin von Welck (* 1947), parteilose Politikerin, von 2004 bis 2010 Kultursenatorin der Freien und Hansestadt Hamburg
- Ernst Weiß (1911–1998), SPD-Politiker, von 1948 bis 1982 Mitglied der Hamburgischen Bürgerschaft, von 1957 bis 1978 Senator für Arbeit und Soziales der Freien und Hansestadt Hamburg
- Dietrich Wersich (* 1964), CDU-Politiker, von 2008 bis 2011 Senator für Gesundheit und Soziales der Freien und Hansestadt Hamburg
- Rainer Wiegard (* 1949), CDU-Politiker, Minister in Schleswig-Holstein
- Martin Willich (* 1945), CDU-Politiker, Bürgerschaftspräsident (1982–1983, 1986–1987)
- Isaac Wolffson (1817–1895), Politiker und Jurist
- Lieselotte Wollny (1926–2019), Bürgerrechtlerin und Politikerin (Bündnis 90/Die Grünen)
- Alice Wosikowski (1886–1949), KPD-Politikerin und Widerstandskämpferin gegen den Nationalsozialismus
- Hartmuth Wrocklage (* 1939), SPD-Politiker, Innensenator (1994–2001)
- Lena Zagst (* 1990), Politikerin, Mitglied der Bürgerschaft (Bündnis 90/Die Grünen)

## Wirtschaft
- Amandus Augustus Abendroth (1767–1842), Senator, Gründer der Hamburger Sparkasse
- Hans Jürgen Ahrens (* 1941), Vorsitzender des Bundesverbands der Allgemeinen Ortskrankenkassen
- Amsinck (Familie), Kaufmannsfamilie
- Albert Ballin (1857–1918), Kaufmann und Reeder
- Udo Bandow (1932–2023), Bankier und Fußballfunktionär
- Willi Bartels (1914–2007), Unternehmer, „Kiez-König“
- Ludwig Wilhelm Gerhard Becker (1822–1896), Kaufmann
- Paul Carl Beiersdorf (1836–1896), Kaufmann und Apotheker (Nivea)
- Otto Beit (1865–1930), britischer Finanzier, Philanthrop und Kunstsammler
- John von Berenberg-Gossler (1866–1943), Bankier, Politiker, Senator
- Hermann Blohm (1848–1930), Ingenieur, Unternehmer, Werftmitbegründer
- Friedrich Alexander Bran (1767–1831), Verleger, Buchhändler, Schriftsteller
- Frederik Braun (* 1967), Unternehmer und Gründer des Miniatur Wunderlandes
- Gerrit Braun (* 1967), Unternehmer und Gründer des Miniatur Wunderlandes
- Jochen W. Braun (* 1942), Kaufmann, Autor und Mitgründer des Miniatur Wunderlandes
- Willy Bruns (1904–1998), Fruchthändler und Reeder
- Johann Georg Büsch (1728–1800), Pädagoge und Publizist, Mitbegründer der Handelsakademie
- Heinrich Butenandt von Rosenbusch (1634–1701), russischer Kaufmann, Unternehmer und Metallurg
- Julius Campe (1792–1867), Verleger
- Erich Diederichs (1913–2004), Funktionär im Genossenschaftswesen und langjähriger Vorstandsvorsitzender der Edeka
- Carl Wilhelm Diehl (auch: Carlos Guillermo Diehl-Bleer, 1824–1885), deutsch-argentinischer Kaufmann und Lyriker
- Rolf H. Dittmeyer (1921–2009), Unternehmer
- Conrad Hinrich Donner (1774–1854), Bankier, Kaufmann
- Karl-Joachim Dreyer (* 1942), Präses der Handelskammer (seit 2002), Bankier
- Jens Ehrhardt (* 1942), Fondsmanager, Vermögensverwalter und Autor
- Adolph von Elm (1857–1916), Genossenschafter, ein Gründer und erster Vorstand der Volksfürsorge und der „Pro“ (Konsum-, Bau- und Sparverein „Produktion“)
- Alexander Falk (* 1969), Unternehmer
- Gerhard Falk (1922–1978), Firmengründer, siehe Falk (Verlag)
- Uwe Franke (* 1949), Vorstandsvorsitzender der Deutsche BP AG
- Hans Fritsch (1889–1931), Geschäftsführer der Hamburger Gaswerke, als Freund Jakopp in Kurt Tucholskys Werke eingegangen
- Heinrich Geffcken (1792–1861), Kaufmann und Senator
- Otto Gellert (1929–2014), Wirtschaftsprüfer, Steuer- und Unternehmensberater
- Adolph Godeffroy (1814–1893), Kaufmann und Reeder
- Cesar Godeffroy (1813–1885), Kaufmann
- Helmut Greve (1922–2016), Unternehmer und Mäzen
- Hannelore Greve (1926–2023), Unternehmerin und Mäzenin
- Rüdiger Grube (* 1951), DASA-Manager, Vorstandsvorsitzender der Deutschen Bahn
- Carl Hagenbeck (1844–1913), Tierhändler, Völkerschauausrichter und Zoodirektor
- Johann Georg Halske (1814–1890), Unternehmer
- Salomon Heine (1767–1844), Bankier, Mäzen
- Hans-Olaf Henkel (* 1940), Wirtschaftslobbyist
- Otto Hübener (1891–1945), Gründer und Inhaber der Versicherungsmakler Jauch & Hübener, Widerstandskämpfer
- Johann Michael Hudtwalcker (1747–1818), Kaufmann
- Jürgen Hunke (* 1943), Unternehmer
- Walter Jauch (1888–1976), Gründer und Inhaber der Versicherungsmakler Jauch & Hübener
- Jenisch (Familie), Kaufmannsfamilie
- Martin Johann Jenisch der Ältere (1760–1827), Kaufmann und Senator
- Martin Johann Jenisch der Jüngere (1793–1857), Kaufmann, Senator und Mäzen
- Zimbert Jenisch (1587–1645), Kaufmann
- Ernst Emil Jung (1896–1976), Reeder und Mäzen
- Friedrich Jungheinrich (1899–1968), Ingenieur, Gründer der Firma Jungheinrich (Gabelstapler)
- Tomislav Karajica (* 1976), Unternehmer und Investor
- Zeljko Karajica (* 1970), Manager und Unternehmer
- Heinrich Kauffmann (1864–1928), Konsumgenossenschafter
- Hubert Kelter (1909–1999), Wirtschaftswissenschaftler, Syndikus der Handelskammer, Leiter der Commerzbibliothek und Autor
- Karl Klasen (1909–1991), Bankier
- Kurt A. Körber (1909–1992), Unternehmer, Mäzen
- Christian Kracht senior (1921–2011), Journalist und Manager
- Carl Laeisz (1828–1901), Reeder
- Ferdinand Laeisz (1801–1887), Reeder
- Corny Littmann (* 1952), LGBT-Aktivist
- Bernd Lüthje (* 1939), Volkswirt und Manager
- Werner Marnette (* 1945), Industriemanager und -verbandsfunktionär
- Paul Michael Mendel (1873–1942), Bankier, Bankvorstand, Kunstsammler und -mäzen
- Heinrich Christian Meyer (1797–1848), Unternehmer
- Franz Meyer (1868–1933), Ingenieur und Konstrukteur optischer Instrumente
- Alwin Münchmeyer (1844–1895), Kaufmann
- Heinrich Alwin Münchmeyer (1908–1990), Unternehmer, Bankier
- Hans Hermann Münchmeyer (* 1941), Kaufmann, Bankier, Unternehmensberater
- Hermann Münchmeyer (1815–1909), Bankgründer, Bürgerschaftsmitglied
- Hermann Rudolf Münchmeyer (1875–1950), Kaufmann
- Hans-Hendrik Neumann (1910–1994), SS-Standartenführer und von 1957 bis 1975 Hauptgeschäftsführer der Valvo GmbH – Unternehmensbereich Bauelemente der Philips GmbH – in Hamburg
- Friedrich Oetinger (1907–1986), Verleger
- Heidi Oetinger (1908–2009), Verlegerin
- Jürgen Oppermann (* 1961), Unternehmer und Autorennfahrer
- Burim Osmani (* 1964), Unternehmer
- Michael Otto (* 1943), Unternehmer, Vorstandsvorsitzender des Otto-Versands
- Werner Otto (1909–2011), Gründer unter anderem des Otto-Versands
- John Parish (1742–1829), Kaufmann
- Verena Pausder (* 1979), Unternehmerin, Gründerin und Autorin
- Friedrich Christoph Perthes (1772–1843), Buchhändler und Verleger
- Richard Ritter von Raffay (1840–1926), Kaufmann, Gründer des Autohandels Raffay
- Hermann Fürchtegott Reemtsma (1892–1961), Unternehmer
- Philipp Fürchtegott Reemtsma (1893–1959), Unternehmer
- Wilhelm Reinold (1895–1979), Bankier
- Wilhelm Anton Riedemann (1832–1920), Kaufmann und Unternehmer
- Hermann Moses Robinow (1837–1922), Kaufmann und Abgeordneter
- Siegmund Robinow (1808–1870), Kaufmann und Abgeordneter
- Richard Roosen (1901–1980), Maschinenbauingenieur und Direktor der Henschelwerke in Kassel
- Ernst August Scherling (1859–1939), erster Geschäftsführer der Großeinkaufs-Gesellschaft Deutscher Consumvereine m.b.H. (GEG)
- Anton Diedrich Schröder (1779–1855), Kaufmann und Oberalter
- Johann Heinrich Schröder (1784–1883), Kaufmann
- Kurt Freiherr von Schröder (1889–1966), Bankier, NSDAP-Gauwirtschaftsberater und SS-Brigadeführer
- Nikolaus W. Schües (* 1936), Reeder, Präses der Handelskammer (1996–2002)
- Abraham Philipp Schuldt (1807–1892), Kaufmann, gründete 1896 die Abraham Philipp Schuldt-Stiftung
- Rudolf Schülke († 1924), Unternehmensgründer von Schülke & Mayr
- Georg Heinrich Sieveking (1751–1799), Kaufmann
- Henry Brarens Sloman (1848–1931), Kaufmann
- Robert Miles Sloman (1783–1867), Reeder
- Adolf Soetbeer (1814–1892), Nationalökonom
- Laurens Spethmann (1930–2021), Unternehmer und Geschäftsführer der Ostfriesischen Tee Gesellschaft
- Hans Jürgen Stöcker (1928–2004), Manager und Verbandsfunktionär in der Schifffahrt
- Nicolas Stürken (1812–1886), Kaufmann, Bürgerschaftsmitglied
- Abraham Senior Teixeira (1581–1666), portugiesisch-jüdischer Bankier und Großkaufmann
- Isaac Chaim Senior Teixeira (1631–1705), Bankier und Großkaufmann
- Alfred Toepfer (1894–1993), Kaufmann, Landwirt und Ehrenbürger, Gründer der Alfred Toepfer Stiftung F.V.S.
- Oscar Troplowitz (1863–1918), Pharmazeut, Unternehmer, Kunstmäzen
- Caspar Voght (1752–1839), Kaufmann und Sozialreformer
- Georg Friedrich Vorwerk (1793–1867), Kaufmann und Stifter
- Ernst Voss (1842–1920), Schiffskonstrukteur, Werftmitbegründer
- Eric M. Warburg (1900–1990), deutsch-amerikanischer Bankier, Mitbegründer der Atlantik-Brücke
- Max Warburg (1867–1946), Bankier, Berater Wilhelms II.
- Paul Moritz Warburg (1868–1932), deutsch-amerikanischer Bankier und Politiker
- Katharina Winter (1901–2005), Unternehmerin und Unterstützerin der Widerstandskämpfer des 20. Juli 1944
- Adolph Woermann (1847–1911), Kaufmann, Reeder und Politiker
- Carl Woermann (1813–1880), Kaufmann, Reeder
- Marcus Wolter (* 1967), Medienmanager

## Wissenschaft (chronologisch)
- Albert Krantz (≈1448–1517), Humanist und Historiker
- Johann von Wowern (1574–1612) Politiker, Klassischer Philologe und Jurist
- Johann Adolf Tassius (1585–1654), Mathematiker
- Joachim Jungius (1587–1657), Mathematiker, Physiker und Philosoph
- Werner Rolfinck (1599–1673), Arzt, Naturforscher und Botaniker
- Paul Marquard Schlegel (1605–1653), Mediziner und Botaniker
- Christoph Schelhammer (1620–1651), Mediziner
- Lucas Langermann (1625–1686), Epigraphiker, Jurist und Domdekan
- Peter Lambeck (1628–1680), Rektor des Hamburger Gymnasiums, später Leiter der kaiserlichen Hofbibliothek Wien
- Hennig Brand (≈1630–1692), Apotheker und Alchemist, Entdecker des Phosphors
- Rudolf Capell (1635–1684), Pädagoge, Historiker und Philologe
- Hermann Samuel Reimarus (1694–1768), Gymnasialprofessor für orientalische Sprachen
- Johann Matthias Kaeuffelin (1696–1751), Philosoph, Rechtswissenschaftler und Sprachwissenschaftler
- Peter Carpser (1699–1759), Mediziner und Mitbegründer der ältesten deutschen Freimaurer-Loge
- Heinrich Gottlieb Schellhaffer (1707–1757), Philosoph, Dichter und Professor der praktischen Philosophie
- Johann Paul Langermann (1716–1752), Jurist und Numismatiker
- Johann Bernhard Basedow (1724–1790), Pädagoge
- Johann Albert Heinrich Reimarus (1729–1814), Arzt und Naturwissenschaftler
- Gerhard Philipp Heinrich Norrmann (1753–1837), Jurist und Fakultätsrektor an der Universität Rostock
- Abramson Meyer (1764–1817), Mediziner
- Johann Franz Encke (1791–1865), Astronom
- Cornelius Müller (1793–1879), klassischer Philologe und Gymnasiallehrer
- Ami Boué (1794–1881), Geologe und Mediziner
- Johann Martin Lappenberg (1794–1865), Historiker
- Friedrich Clemens Gerke (1801–1888), Pionier der Telegrafie, Schriftsteller, Journalist, Musiker
- Matthias Jacob Schleiden (1804–1881), Botaniker
- Gustav Moritz Redslob (1804–1882), Philosoph, Hebraist und Theologe
- Christian August Friedrich Peters (1806–1880), Astronom
- August Geyder (1808–1874), Rechtswissenschaftler und Übersetzer
- Karl Heinrich Ludwig Brinckmann (1809–1855), Rechtswissenschaftler und Hochschullehrer
- Ludwig Duncker (1810–1875), evangelischer Theologe und Hochschullehrer
- Ferdinand Adolph Wilda (1812–1862), Agrarwissenschaftler und Herausgeber
- Otto Beneke (1812–1891), Jurist, Archivar, Historiker, Schriftsteller
- Heinrich Barth (1821–1865), Geograph, Ethnologe, Linguist und Afrikaforscher
- George Rümker (1832–1900), Astronom, Direktor der Hamburger Sternwarte
- Alphons Oppenheim (1833–1877), Chemiker und Hochschullehrer
- Michael Bernays (1834–1897), Philologe und Literaturhistoriker
- Wilhelm Sick (1837–1899), Apotheker und Politiker
- Bernhard Tollens (1841–1918), Chemiker
- Karl Woermann (1844–1933), Kunsthistoriker
- Erwin Rohde (1845–1898), Altphilologe, zeitweise befreundet mit Friedrich Nietzsche
- Ernst Bernheim (1850–1942), Historiker
- Franz Engel (1850–1931), Mediziner, Lepraarzt in Ägypten
- Eduard Zacharias (1852–1911), Botaniker, Direktor der hamburgischen botanischen Staatsinstitute
- Oskar Frankfurter (1852–1922), Sprachwissenschaftler und Thaiist
- Hermann Kümmell (1852–1937), Chirurg
- Heinrich Hertz (1857–1894), Physiker
- Carl Jacobj (1857–1944), Arzt und Pharmakologe
- Lassar Cohn (1858–1922), Chemiker
- Wilhelm Sievers (1860–1921), Geograph und Forschungsreisender
- Axel de Chapeaurouge (1861–1941), Arzt, Tierzuchtgelehrter und Hippologe
- Max Mittelstein (1861–1927), Richter, Präsident des Hanseatischen Oberlandesgerichts
- Jakob Johann von Uexküll (1864–1944), Zoologe
- Heinrich Albers-Schönberg (1865–1921), Radiologe
- Aby Warburg (1866–1929), Kunsthistoriker, etablierte die Ikonologie
- Alexander Tornquist (1868–1944), Geologe und Paläontologe
- Oskar de la Camp (1871–1925), Internist
- Margarete Susman (1872–1966), Religionsphilosophin und Kultur-Essayistin
- Ernst Cassirer (1874–1945), Philosoph
- Carl Prausnitz (1876–1963), Hygieniker
- Paul Busching (1877–1945), Professor und Wohnungsreformer
- Max Dehn (1878–1952), Mathematiker und Hochschullehrer
- Wilhelm Holzmann (1878–1949), Neurologe und Hochschullehrer sowie als Nationalsozialist in der Weimarer Republik Mitglied der Hamburgischen Bürgerschaft
- Agathe Lasch (1879–1942), Germanistin
- Ernst Nottbohm (1879–1942), Lebensmittelchemiker
- Carl Georg von Maassen (1880–1940), Literaturhistoriker, Bibliophiler und Gastrosoph
- Ernst Fraenkel (1881–1957), Sprachwissenschaftler
- Fritz Lindenmaier (1881–1960), Jurist, Richter am Bundesgerichtshof
- Otto Kröber (1882–1969), Entomologe und Hochschullehrer
- Wilhelm Westphal (1882–1978), Physiker
- Siegfried Behn (1884–1970), Philosoph und Psychologe
- Walter A. Berendsohn (1884–1984), Literaturwissenschaftler, Skandinavien
- Julius Gebhard (1884–1966), Erziehungswissenschaftler und Hochschullehrer
- Robert Wichard Pohl (1884–1976), Physiker, Autor von Lehrbüchern
- Hermann Aubin (1885–1969), völkischer Historiker, später Wirtschafts- und Sozialhistoriker und Mediävist
- Hans Koopmann (1885–1959), Mediziner und Hochschullehrer
- Hermann Holthusen (1886–1971), Röntgenologe und Professor an der Universität Hamburg
- Richard Becker (1887–1955), Physiker und Hochschullehrer
- Otto Stern (1888–1969), Physiker
- Erik Peterson (1890–1960), Theologe und Christlicher Archäologe
- Erwin Panofsky (1892–1968), Kunsthistoriker
- Johannes Hasebroek (1893–1957), Althistoriker
- Hilde Lion (1893–1970), Soziologin, Begründerin der Stoatley Rough School in Haslemere/Surrey
- Hans Schmalfuß (1894–1955), Chemiker und Hochschullehrer
- Curt Bondy (1894–1972), Psychologe
- Erna Mohr (1894–1968), Zoologin
- Percy Ernst Schramm (1894–1970), Historiker
- Edgar W. A. Maass (1896–1964), Chemiker und Schriftsteller
- Bruno Snell (1896–1986), Klassischer Philologe
- Egmont Zechlin (1896–1992), Historiker
- Hermann Zorn (1896–1983), Chemiker
- Magdalene Schoch (1897–1987), Rechtswissenschaftlerin
- Emil Artin (1898–1962), Mathematiker
- Karl Garbers (1898–1990), Orientalist und Wissenschaftshistoriker
- Gerhard Kreyenberg (1899–1996), Psychiater; zur Zeit des Nationalsozialismus stellvertretender Direktor der Alsterdorfer Anstalten
- Paul Kimmelstiel (1900–1970), deutsch-US-amerikanischer Pathologe und Hochschullehrer
- Max Ufer (1900–1983), Pflanzengenetiker
- Hans Amandus Münster (1901–1963), Kommunikationswissenschaftler, Autor und Publizist
- Pascual Jordan (1902–1980), Physiker
- Karl Schubert (1903–1984), Verwaltungsjurist
- Hans Bauer (1904–1988), Biologe und Genetiker
- Gerhard Herzberg (1904–1999), deutsch-kanadischer Chemiker und Physiker, Nobelpreisträger
- Erwin Bünning (1906–1990), Biologe
- Hans Eggers (1907–1988), Sprachwissenschaftler und Hochschullehrer
- Peter Emil Becker (1908–2000), Neurologe, Psychiater und Humangenetiker
- Fritz Fischer (1908–1999), Historiker
- Konrad Paschen (1909–1992), Sportpädagoge und Sportwissenschaftler
- Hans-Wilhelm Buchholz (1910–2002), Chirurg und Gründer der Endo-Klinik
- Ernst Witt (1911–1991), Mathematiker
- Willibald Jentschke (1911–2002), Physiker und Gründer von DESY
- Albert Dietrich (1912–2015), Arabist und Hochschullehrer
- Jürgen von Hehn (1912–1983), Historiker, Regierungsdirektor in Hamburg
- Carl Friedrich von Weizsäcker (1912–2007), Physiker, Philosoph, Friedensforscher
- Curt Arpe (1913–1942), Altphilologe
- Detlev Ploog (1920–2005), Psychiater und Neurologe
- Gerd-Günther Grau (1921–2016), Philosoph und Chemiker
- Wolfgang Hans Richard de Grahl (1922–1992), Ornithologe und Autor
- Miriam Gillis-Carlebach (1922–2020), Erziehungswissenschaftlerin
- Hans Paulsen (1922–2024), Chemiker
- Walter Jens (1923–2013), Altphilologe und Literaturhistoriker
- Hardwin Jungclaussen (1923–2019), Physiker und Ingenieurwissenschaftler
- Theodor Nasemann (1923–2020), Mediziner und Schriftsteller
- Ernst-Werner Fuß (1924–1982), Jurist
- Albrecht Zeuner (1924–2021), Jurist und ab 1961 Lehrstuhlinhaber in Hamburg
- Hans Fahning (1925–2003), Wirtschafts- und Politikwissenschaftler
- Ewald Richter (1925–2019), Philosoph und Professor am Philosophischen Seminar der Universität Hamburg
- Thea Schönfelder (1925–2010), Psychiaterin, Ärztliche Direktorin des Universitätsklinikums Eppendorf
- August Nitschke (1926–2019), Historiker und Mitbegründer der Historischen Anthropologie
- Peter Schmid (1926–2022), Prähistoriker
- Horst Sund (1926–2021), Chemiker, Hochschullehrer, Professor für Biologie sowie Rektor der Universität Konstanz
- Inge Jens (1927–2021), deutsche Literaturwissenschaftlerin und Schriftstellerin
- Henry Makowski (1927–2023), Naturkundler und Tierfilmer
- Werner Uhlmann (1928–2011), Mathematiker
- Helga Anschütz (1928–2006), Orientalistin
- Michael Trede (1928–2019), Chirurg und Hochschullehrer
- Werner Baltes (1929–2013), Lebensmittelchemiker
- Lord Ralf Dahrendorf (1929–2009), Soziologe und Politiker
- Helmut Plambeck (1929–2019), Jurist und Richter
- Gundolf Ernst (1930–2002), Geologe und Hochschullehrer
- Heinz Bremer (1931–2001), Naturschützer, Biologe und Hochschullehrer
- Klaus Hasselmann (* 1931), Klimaforscher und Meteorologe
- Heinrich Wilhelm Kruse (1931–2019), Jurist und Hochschullehrer
- Gunnar Winkler (1931–2019), Sozialwissenschaftler und Hochschullehrer
- Peter Fischer-Appelt (* 1932), Theologe, langjähriger Präsident der Universität Hamburg
- Marion Ehrhardt (1932–2011), Romanistin und Lusitanistin
- Hans-Jürgen von Maydell (1932–2010), Forstwissenschaftler
- Willy Bostelmann (1934–1969), Mediziner und Hochschullehrer
- Carsten Nicolaisen (1934–2017), Kirchenhistoriker
- Hein Kötz (* 1935), Jurist, Gründungspräsident der Bucerius Law School
- Christian Becker-Carus (* 1936), Professor für Psychologie
- Gert Eilenberger (1936–2010), Physiker und Hochschullehrer
- Karl-Peter Hadeler (1936–2017), Mathematiker und Professor
- Jürgen Hauschildt (1936–2008), Professor für Betriebswirtschaftslehre, Innovationsforscher
- Knut Radbruch (1936–2024), Professor für Mathematik und ihre Didaktik
- Herbert Schnädelbach (1936–2024), Philosoph
- Jürgen Voss (* 1936), Chemiker und Hochschullehrer
- Klaus Brunnstein (1937–2015), Informatiker, FDP-Politiker
- Jürgen Deininger (1937–2017), Althistoriker
- Karl Heinz Höhne (* 1937), Physiker, Medizininformatiker
- Horst Jung (* 1937), Professor für Biophysik und Strahlenbiologie, Beiratsvorsitzender des Hamburger Tumorzentrums
- Petra Kipphoff (1937–2023), Literaturwissenschaftlerin und Kulturjournalistin
- Manfred Lahnstein (* 1937), Professor für Kultur- und Medienmanagement an der Hochschule für Musik und Theater Hamburg, SPD-Politiker
- Ulrich Mölk (1937–2019), Romanist, Literaturwissenschaftler und Mediävist
- Gert Roepstorff (* 1937), Physiker
- Eberhard Schütt-Wetschky (1937–2015), Politikwissenschaftler
- Gerd Simon (* 1937), Germanist und Linguist
- Ulrich Karpen (1938–2023), CDU-Politiker, Rechtswissenschaftler
- Harro Plander (1938–2022), Rechtswissenschaftler und Hochschullehrer
- Joachim Raschke (* 1938), Politologe
- Bernd Brinkmann (* 1939), Rechtsmediziner
- Torsten Capelle (1939–2014), Professor für Ur- und Frühgeschichte
- Rolf Knütel (1939–2019), Rechtswissenschaftler
- Karsten Schmidt (* 1939), Präsident der Bucerius Law School
- Maike Bruhns (* 1940), Kunsthistorikerin, Autorin, Kunstsammlerin
- Hartmut Grassl (* 1940), Klimaforscher
- Peter Schmidt (1940–2018), Archäologe
- Dietrich Schwanitz (1940–2004), Anglist, Literaturwissenschaftler, Autor
- Wilfried Hartmann (* 1941), Erziehungswissenschaftler
- Claus-Dieter Krohn (1941–2019), Historiker und Professor an der Leuphana Universität Lüneburg
- Wolfgang Krohn (* 1941), Techniksoziologe und Wissenschaftsphilosoph
- Jürgen Lüthje (* 1941), Jurist, Präsident der Universität (1991–2006)
- Horst W. Opaschowski (* 1941), Erziehungswissenschaftler und Freizeitforscher
- Frank Peters (1942–2022), Rechtswissenschaftler
- Peter Reichel (* 1942), Politikwissenschaftler
- Rainer Walz (1942–2006), Rechtswissenschaftler und Hochschullehrer an der Universität Hamburg und der Bucerius Law School
- Günter Tidow (1943–2016), Sportwissenschaftler
- Stephan von Wiese (* 1943), Kunsthistoriker und Museumskurator
- Max Miller (* 1944), Soziologe
- Friedemann Schulz von Thun (* 1944), Psychologe
- Ansgar Beckermann (* 1945), Philosoph
- Jochen Blaschke (* 1946), Sozialwissenschaftler
- Hans-Werner Goetz (* 1947), Historiker
- Michael Th. Greven (1947–2012), Politologe
- Sabine Hering (* 1947) Sozialwissenschaftlerin
- Franklin Kopitzsch (* 1947), Politiker und Historiker
- Christian Köster (1947–2019), Werbefim-Regisseur und Professor für Werbung an der HFF München
- Jörn Manz (* 1947), Physiker und Chemiker
- Rainer Schmidt (1947–2008), Physiker und Jazzmusiker
- Christian Wellmann (1948–2013), Soziologe und Friedensforscher
- Christopher Habel (* 1950), Informatiker und Sprachkünstler
- Claus P. W. Zebitz (* 1950), Professor für Phytomedizin
- Monika Auweter-Kurtz (* 1950), Physikerin, Präsidentin der Universität Hamburg
- Sigrid Weigel (* 1950), deutsche Literaturwissenschaftlerin
- Gunther Gerhardt (* 1951), Historiker und Archivar
- Axel Schildt (1951–2019), Historiker und Professor für Neuere Geschichte an der Universität Hamburg
- Bernd Streich (* 1951), Informatiker und Raumplaner
- Jan Philipp Reemtsma (* 1952), Literaturwissenschaftler, Essayist, Mäzen
- Norbert Ehrhardt (* 1953), Historiker und Hochschullehrer
- Robert Holländer (* 1953), Wasserbauingenieur
- Doris Henne-Bruns (* 1954), Chirurgin und Hochschullehrerin
- Karlheinz Meier (1955–2018), Physiker und Hochschullehrer
- Matthias Schrappe (* 1955), Internist und Hochschullehrer
- Christian Jansen (* 1956), Neuzeithistoriker
- Christian Rätsch (1957–2022), Altamerikanist und Ethnopharmakologe
- Oliver Remien (1957–2023), deutscher Rechtswissenschaftler und Hochschullehrer
- Thomas Straubhaar (* 1957), Ökonom, Direktor des Hamburgischen WeltWirtschaftsInstituts
- Frank Torsten Hufert (* 1958), Arzt und Hochschullehrer
- Meinhard Meuche-Mäker (* 1958), Politikwissenschaftler, Leiter des Hamburger Regionalbüros der Rosa-Luxemburg-Stiftung
- Gia Toussaint (* 1959), Kunsthistorikerin
- Rainer Hering (* 1961), Archivar und Historiker
- Ralph Tuchtenhagen (* 1961), Historiker
- Detlef Lohse (* 1963), Physiker
- Britta Klagge (* 1965), Wirtschaftsgeographin
- Christian Decker (* 1966), Wirtschaftswissenschaftler und Hochschullehrer
- Andreas Fahr (* 1966), Kommunikationswissenschaftler
- Hagen Lindstädt (* 1966), Wirtschaftswissenschaftler
- Anne Ulrich (* 1966), Chemikerin
- Thomas Duve (* 1967), Rechtshistoriker
- Anja Wolkenhauer (* 1967), Antiquarin und klassische Philologin
- Nisar Peter Malek (* 1968), Internist und Gastroenterologe
- Sönke Neitzel (* 1968), Historiker
- Matthias Waskow (* 1968), Jurist, Richter am Bundesarbeitsgericht
- Phillip Hellwege (* 1971), Juraprofessor
- Muna Tatari (* 1971), Islamwissenschaftlerin und Professorin für Islamische Theologie
- Jonas Schmidt-Chanasit (* 1979), Virologe und Hochschullehrer an der Universität Hamburg
- Lena Maier-Hein (* 1980), Medizininformatikwissenschaftlerin

## Kunst und Kultur

### Architektur (chronologisch)
- Johan van Valckenburgh (um 1575–1625)
- Ernst Georg Sonnin (1713–1794)
- Christian Frederik Hansen (1756–1845)
- Johann August Arens (1757–1806)
- Joseph Ramée (1764–1842)
- Carl Ludwig Wimmel (1786–1845)
- Franz Gustav Forsmann (1795–1878)
- Alexis de Chateauneuf (1799–1853)
- Franz Georg Stammann (1799–1871)
- Heinrich Hübbe (1803–1871)
- Carl Friedrich Reichardt (1803–1871)
- Gottfried Semper (1803–1879)
- William Lindley (1808–1900)
- George Gilbert Scott (1811–1878)
- Auguste de Meuron (1813–1898)
- Georg Luis (1816–1885)
- Arnold Güldenpfennig (1830–1908)
- Hugo Stammann (1831–1909), u. a. Rathaus
- Carl Johann Christian Zimmermann (1831–1911)
- Martin Haller (1835–1925)
- Franz Andreas Meyer (1837–1901)
- Johannes Otzen (1839–1911)
- Bernhard Hanssen (1844–1911)
- Emil Meerwein (1844–1927)
- Gustav Zinnow (1846–1934), u. a. Rathaus
- Friedrich Ruppel (1854–1937), Architekt
- Julius Faulwasser (1855–1944), zahlreiche Kirchenbauten
- Wilhelm Jollasse (1856–1921)
- Alfred Löwengard (1856–1929)
- Ernst Paul Dorn (1857–1913), repräsentative Villen, soziale Einrichtungen und altes Krematorium in Alsterdorf
- Fernando Lorenzen (1859–1917), repräsentative Villen, Kirchenbauten u. a. Gnadenkirche St. Pauli, Erschließung Hochkamp
- Ludwig Raabe und Otto Wöhlecke (1862–1931 und 1872–1920)
- Semmy Engel (1864–1948)
- Peter Behrens (1868–1940)
- Otto Linne (1869–1937), Garten- und Landschaftsarchitekt
- Fritz Schumacher (1869–1947), Architekt, Stadtplaner, Oberbaudirektor
- Johann Emil Schaudt (1871–1957)
- Hermann Distel (1875–1945)
- Emil Heynen (1877–1946)
- Fritz Höger (1877–1949)
- Carl Bensel (1878–1949)
- Paul August Reimund Frank (1878–1951)
- Gustav Oelsner (1879–1956)
- Hans und Oskar Gerson (1881–1931 und 1886–1966)
- Georg Kallmorgen (1882–1924), Altonaer Bausenator, Brahms-Kontor
- Friedrich Richard Ostermeyer (1884–1963)
- Rudolf Klophaus (1885–1957)
- Aby Warburg (1886–1929), Kunsthistoriker, Kunstwissenschaftler
- Ernst Dorendorf (1887–1953)
- Fritz Block (1889–1955)
- Karl Schneider (1892–1945)
- Hermann Schöne (1894–1982)
- Gerhard Langmaack (1898–1986), Kirchenbauten
- Werner Hebebrand (1899–1966)
- Arne Jacobsen (1902–1971)
- Konstanty Gutschow (1902–1978)
- Werner Kallmorgen (1902–1979)
- Bernhard Hermkes (1903–1995)
- Helmut Hentrich (1905–2001)
- Wilhelm Ohm (1905–1965)
- Cäsar Pinnau (1906–1988)
- Godber Nissen (1906–1997)
- Arthur Dähn (1907–2004)
- Ferdinand Streb (1907–1970)
- Gustav Lüttge (1909–1968), Garten- und Landschaftsarchitekt
- Fritz Leonhardt (1909–1999), Heinrich-Hertz-Turm
- Carl-Friedrich Fischer (1909–2001)
- Fritz Trautwein (1911–1993)
- Joachim Matthaei (1911–1999)
- Hubert Petschnigg (1913–1997)
- Oswald Mathias Ungers (1926–2007), Galerie der Gegenwart
- Walter Neuhäusser (1926–2021)
- Horst von Bassewitz (1932–2020)
- Meinhard von Gerkan (1935–2022)
- Egbert Kossak (1936–2016)
- Volkwin Marg (* 1936)
- Raimund Herms (1937–2014), Sohn der Gärtnermeisterin Hänse Herms. Garten- und Landschaftsarchitekt in Hamburg und Berlin
- Paul-Gerhard Scharf (1937–2019)
- Jan Störmer (* 1942)
- Elke Pahl-Weber (* 1952), Architektin und Stadtplanerin
- Hadi Teherani (* 1954)
- Jörn Walter (* 1957), Stadtplaner, Oberbaudirektor
- Stephen Williams (* 1963), britischer Architekt und Interior-Designer, der in Hamburg lebt und arbeitet

### Bildende Kunst, Design
- Tine Acke (* 1977), Fotografin und Designerin
- Friedrich Ahlers-Hestermann (1883–1973), Maler und Direktor der Landeskunstschule
- Heinrich Jacob Aldenrath (1775–1844), Maler und Lithograf
- Christian Wilhelm Allers (1857–1915), Maler und Zeichner
- Rainer Arke (* 1947), Maler und Visualist
- Dieter Asmus (* 1939), Maler
- Hans-Günther Baass (1909–1991), Maler
- Karl Ballmer (1891–1958), Maler
- Alma del Banco (1862–1943), Malerin
- Eduard Bargheer (1901–1979), Maler, Hochschullehrer
- Ernst Barlach (1870–1938), Bildhauer
- Raimund Bauer (* 1955), Bühnenbildner; Professor an der Hochschule für bildende Künste
- Franz Beck (1893–1983), Maler und Grafiker
- Hermann Becker (1817–1885), Maler und Kunsthistoriker
- Liebfriede Bernstiel (1915–1998), Keramikerin
- Meister Bertram (1340–1414), Maler
- Emil Bieber (1878–1962), Fotograf
- Hermann Biow (1810–1850), Fotograf
- Adelaide von Block-Quast (1896–1982), Malerin des Expressionismus
- Clara Blumenfeld (1889–1978), Malerin und Illustratorin
- Wilhelm Bode (1830–1893), Landschaftsmaler
- Henrik Böhlig (1908–1966), Bildhauer
- August Bohnhorst (1849–1919), Maler
- Birgitt Bolsmann (1944–2000), Malerin
- Hans Bornemann (nachgew. 1448–1469), Maler
- Hinrik Bornemann (≈1450–1499), Maler
- Holger Börnsen (1931–2019), Grafiker, Illustrator, Zeichner
- Andreas Borum (1799–1853), Maler und Lithograf
- Bill Brandt (1904–1983), Fotograf
- Stefan Brandt (* 1976), Kulturmanager, Geschäftsführer der Hamburger Kunsthalle
- Emmy Brode (1890–1967), Malerin und Kunstlehrerin
- Emma Budge (1852–1937), Kunstsammlerin, Stifterin, Mäzenin
- Annette Caspar (1916–2008), Malerin, Grafikerin, Wandgestalterin und Keramikerin
- Rosemarie Clausen (1907–1990), Theaterfotografin
- Doris Cordes-Vollert (* 1943), Künstlerin und Autorin
- Helene Cramer (1844–1916), Blumenmalerin
- Molly Cramer (1852–1936), Blumenmalerin
- Carl Otto Czeschka (1878–1960), Maler, Grafiker, Professor an der Landeskunstschule
- Wilhelm Danneboom (1894–1963), Maler, Glasmaler und Architekt
- Hanne Darboven (1941–2009), Konzeptkünstlerin
- Thomas Darboven (* 1936), Bildhauer und Architekt
- Johanna Diehl (* 1977), Künstlerin und Fotografin
- Sabine von Diest-Brackenhausen (* 1931), Bildhauerin und Malerin
- Horst Dietrich (1935–2014), Maler und Gründer des Kultur- und Kommunikationszentrums Fabrik
- Reinhard Drenkhahn (1926–1959), Maler, Grafiker, Bildhauer
- Rudolf Dührkoop (1848–1918), Fotograf
- Emma Gertrud Eckermann (1879–1967), Malerin, Grafikerin und Kunstlehrerin
- Heinrich Ehrich (1825–1909), Maler, Lithograf und Zeichenlehrer
- Karl Heinz Engelin (1924–1986), Bildhauer
- Gisela Engelin-Hommes (1931–2017), Bildhauerin
- Karl-Heinz Engert (1919–1986), Maler und Grafiker
- Georg Engst (1930–2021), Bildhauer
- Mathilde Eyssenhardt (1859–1932), Porträtmalerin
- Lore Feldberg-Eber (1895–1966), Malerin
- Albert Feser (1901–1993), Maler
- Peter Fetthauer (* 1944), Maler, Bildhauer, Holzschneider
- Anke Feuchtenberger (* 1963), Bildende Künstlerin, Comiczeichnerin und Professorin an der HAW Hamburg
- Arnold Fiedler (1900–1985), Maler und Grafiker
- Fritz Fleer (1921–1997), Bildhauer
- Fritz Flinte (1876–1963), Maler
- Jochen Flinzer (* 1959), Künstler, Professor an der Akademie der Bildenden Künste Nürnberg
- Meister Francke (um 1383–1436), Maler
- Wilhelm Fritzel (1870–1943), Maler
- Charles Fuchs (1803–1874), Lithograph, Fotograf
- Karl Garbers (1864–1943), Bildhauer
- Günther Gensler (1803–1884), Maler, Radierer und Zeichner
- Lotte Genzsch (1907–2003), Fotografin
- Erich Gerer (* 1945), Bildhauer
- Till Gerhard (* 1971), Maler
- Rolf Gith (* 1950), Maler, Zeichner und Designer
- Hans-Peter Goettsche (1927–2018), Bildhauer
- Arie Goral-Sternheim (1909–1996), Maler, Kunstpädagoge, Schriftsteller und Chronist des jüdischen Lebens am Grindel
- Friedrich Wilhelm Graupenstein (1828–1897), Maler und Graphiker
- Willem Grimm (1904–1986), Maler, Grafiker, Hochschullehrer
- Friedrich Carl Gröger (1766–1838), Maler und Lithograf
- Carl Gross (1903–1972), Maler und Grafiker
- Barbara Haeger (1919–2004), Bildhauerin
- Georg Haeselich (1806–1894), Maler und Lithograf
- Marcus Haeselich (1807–1856), Maler und Lithograf
- Barbara Hammann (1945–2018), Kunsthistorikerin, Hochschullehrerin und Videokünstlerin
- Hansen-Bahia, eigentlich Karl-Heinz Hansen (1915–1976), Maler und Grafiker
- Gerdt Hardorff der Ältere (1769–1864), Maler, Grafiker, Kunstsammler und Zeichenlehrer
- Ivo Hauptmann (1886–1973), Maler, Hochschullehrer
- Gerhard Hausmann (1922–2015), Maler, Grafiker und Bildhauer
- Minna Heeren (1823–1898), Genremalerin
- Franz Heesche (1806–1876), Maler
- Emil Heilbut (1861–1921), Kunstsammler und -vermittler, Publizist und Kunstkritiker
- Carl Georg Heise (1890–1979), Kunsthistoriker, Leiter der Kunsthalle
- Fred Hendriok (1885–1942), Werbegrafiker und Illustrator
- Ursula Hensel-Krüger (1925–1992), Bildhauerin
- Karin Hertz (1921–2017), Bildhauerin
- Bernd Hering (1924–2013), Maler und Grafiker
- Wilhelm Heuer (1813–1890), Lithograf
- Volker Hinz (1947–2019), Fotograf
- Vollrath Hoeck (1890–1968), Maler und Grafiker
- Tom Hops (1906–1976), Maler und Grafiker
- Richard Hünten (1867–1952), Marinemaler
- Carl Ihrke (1921–1983), Maler, Grafiker und Bildhauer
- Arthur Illies (1870–1952), Maler und Grafiker
- Martin Irwahn (1898–1981), Maler und Bildhauer
- Hella Jacobs (1905–1974), Malerin
- Maximilian Jahns (1887–1957), Maler
- August Jancke (1810–1840), Maler
- Adam Jankowski (* 1948), österreichischer Maler und Professor. Sein Atelier befindet sich in St. Pauli.
- Horst Janssen (1929–1995), Zeichner und Grafiker
- Jette Joop (* 1968), Designerin
- Wolfgang Joop (* 1944), Designer
- Daniel Josefsohn (1961–2016), Fotograf
- Tom Jütz (1965–2020), deutscher Maler und Illustrator
- Irmgard Kanold (1915–1976), Bildhauerin
- Lore Kegel (1901–1980), Kunstsammlerin
- Adolph Diedrich Kindermann (1823–1892), Maler und später Fotograf
- David Kindt (1580–1652), Maler
- Astrid Kirchherr (1938–2020), Fotografin
- Carl Kitzerow (1799–1874), Dekorationsmaler und Lithograf
- Wolfgang Klähn (1929–2019), Maler, Dichter und Komponist
- Hugo Klugt (1879–1939), Bildhauer und Maler
- Karl Kluth (1898–1972), Maler
- Margret Knoop-Schellbach (1913–2004), Malerin
- Johann Carl Koch (1806–1900), Maler
- Carl Koopmann (1797–1894), Maler
- Dieter Kraemer (* 1937), Maler und Professor für Bildende Kunst
- Uwe Krause (* 1933), Keramiker, Skulpteur und Maler
- Diether Kressel (1925–2015), Maler, Zeichner und Grafiker
- Carlo Kriete (1924–1989), Maler und Zeichner
- Klaus Kröger (1920–2010), Maler
- Fritz Kronenberg (1901–1960), Maler
- Stefanie Kühl (* 1970), Malerin und Illustratorin
- Gisela Kühler-Balcke (1913–1983), Bildhauerin
- Richard Kuöhl (1880–1961), Bildhauer, „Architekturplastiker“
- Erich Kux (1882–1977), Maler und Grafiker
- Karl Lagerfeld (1933–2019), Modeschöpfer, Designer, Fotograf und Kostümbildner
- Carl Langhein (1872–1941), Maler und Grafiker
- Leo Lehmann (1782–1859), Maler
- Nanette Lehmann (1920–1999), Künstlerin
- Alfred Lichtwark (1852–1914), Kunsthistoriker, Leiter der Hamburger Kunsthalle
- Herbert List (1903–1975), Fotograf
- Kurt Löwengard (1895–1940), Maler und Grafiker
- Carl Lohse (1895–1965), Maler
- Elfriede Lohse-Wächtler (1899–1940), Malerin
- Carl Friedrich Adolph Lorentzen (1801–1880), Landschaftsmaler
- Sandro von Lorsch (1919–1992), Maler
- Helene Lübbers-Wegemann (1875–1958), Malerin
- Walter Lüden (1914–1996), Fotograf
- Richard Luksch (1872–1936), Bildhauer, Keramiker, Kunsthandwerker
- Elena Luksch-Makowsky (1878–1967), Malerin und Bildhauerin
- Arnold Lyongrün (1871–1935), Maler, Lehrer an der Staatlichen Kunstgewerbeschule Hamburg, Mitglied der Hamburgischen Künstlerschaft
- Emil Maetzel (1877–1955), Maler, Grafiker und Baudirektor
- Dorothea Maetzel-Johannsen (1886–1930), Malerin
- Ella Magnussen (1847–1911), Malerin
- Alfred Mahlau (1894–1967), Maler, Grafiker, Hochschullehrer
- Max Hermann Mahlmann (1912–2000), Maler
- Käthe Mahr-Köster (1886–1950), Malerin
- Gert Marcus (1914–2008), Maler und Bildhauer
- Jonathan Meese (* 1970), Maler
- Hugo Meier-Thur (1881–1943), Grafiker, Lehrer an der Hansischen Hochschule für bildende Künste, NS-Opfer
- Jens J. Meyer (* 1958), Maler, Objekt- und Installationskünstler
- Jörn Meyer (* 1941), Künstler
- Carl Julius Milde (1803–1875), Zeichenlehrer am Katharineum zu Lübeck und Maler, Konservator und Restaurator
- Karl Josef Müller (1865–1942), Maler
- Franz Mutzenbecher (1880–1968), Maler
- Peter Nagel (* 1941), Maler
- Natias Neutert (* 1941) Grafiker, Zeichner, Maler, Collagist
- Katinka Niederstrasser (* 1939), Grafikerin, Fotografin, Illustratorin
- Charlotte Wilhelmine Niels (1866–1943), Malerin
- Werner Nöfer (* 1937), Maler und Grafiker
- Franz Nölken (1884–1918), Maler
- Friedrich Offermann (1859–1913), Bildhauer
- August Ohm (* 1943), Maler und Zeichner
- Wilhelm Ohm (1905–1965), Maler, Zeichner, Bildhauer und Architekt
- Karl August Ohrt (1902–1993), Bildhauer, Maler und Grafiker
- Julius Oldach (1804–1830), Maler
- Anna Oppermann (1940–1993), Konzeptkünstlerin
- Engelbert Peiffer (1830–1896), Bildhauer
- Gudrun Piper (1917–2016), Malerin und Grafikerin
- Alfred Wilhelm Amandus Plate (auch: Alfred William Amandus Plâté, 1858 oder 1859–1931), in Sri Lanka (damals: Britisch-Ceylon) tätiger Fotograf.
- Charlotte Popert (1848–1922), Porträt- und Genremalerin sowie Radiererin
- Alexandra Povòrina (1885–1963), Malerin
- Gerda Maria Raschke (* 1944), Malerin
- Werner Rebhuhn (1922–2001), Grafiker und Künstler
- Bertha von Redern (1811–1875), Malerin
- Anita Rée (1885–1933), Malerin
- Mirko Reisser (DAIM) (* 1971), Graffiti-Künstler
- Rolf Retz-Schmidt (1928–2006), Maler und Grafiker
- Daniel Richter (* 1962), Maler
- Hermann Rieck (1850 – nach 1917), Landschafts- und Genremaler
- Reinhold Rieckmann (* 1942), Keramiker, Grafiker und Objektkünstler
- Otto Rohse (1925–2016), Holzstecher, Illustrator, Typograf, Buchgestalter
- Wilhelm Röpke (1873–1956), Maler und Radierer
- Walter Alfred Rosam (1883–1916), Maler
- Helene Ross (1827–1911), Malerin
- Philipp Otto Runge (1777–1810), Maler
- Amelie Ruths (1871–1956), Malerin und Grafikerin
- Hans Martin Ruwoldt (1891–1969), Bildhauer
- Jil Sander (* 1943), Modedesignerin und Kosmetikfirmenchefin
- Armin Sandig (1929–2015), Maler und Grafiker
- Gerhard Schack (1929–2007), Kunstsammler und Mäzen
- Franz Schaffner (1876–1951), Marine- und Landschaftsmaler
- Rosa Schapire (1874–1954), Kunsthistorikerin
- Ernst Scharstein (1877–1961), Maler
- Axel Scheffler (* 1957), Illustrator und Autor von Bilderbüchern
- Heinrich Schilinzky (1923–2009), deutsch-baltischer Maler und Bildhauer
- Franz Bernhard Schiller (1815–1857), Bildhauer
- Sebastian Vitus Schlupf (1761–1826), Bildhauer und Zeichenlehrer bei der Patriotischen Gesellschaft
- Gustav Berthold Schröter (1901–1992), Grafiker und Reliefkünstler
- Carl Schümann (1901–1974), Bildhauer
- Mares Schultz (1920–2013), Malerin, Grafikerin und Illustratorin
- Kurt Schulzke (1950–2017), Pop-Art-Maler und Musiker
- Friedrich Schwinge (1852–1913), Maler
- Edda Skibbe (* 1965), Illustratorin von Kinder- und Jugendliteratur
- Hermann Wilhelm Soltau (1812–1861), Maler, Graphiker
- Herbert Spangenberg (1907–1984), Maler
- Eylert Spars (1903–1984), Maler, Grafiker und Verbandsfunktionär
- Erwin Speckter (1806–1835), Maler
- Johannes Michael Speckter (1764–1845), Lithograph, Grafik-Sammler
- Otto Speckter (1807–1871), Maler und Zeichner
- Hermann Steinfurth (1823–1880), Maler, Graphiker
- Heinrich Steinhagen (1880–1948), Maler
- Nikolaus Störtenbecker (1940–2022), Maler
- Paul Storm (1880–1951), Maler
- Wolf Strobel (1915–1978), Maler und Grafiker
- Carla Stüwe (1891–1981), Fotografin
- Heinrich Stuhlmann (1803–1886), Maler und Grafiker
- Anita Suhr (1900–1991), Malerin
- Cornelius Suhr (1781–1857), Lithograf und Zeichner
- Christoffer Suhr (1771–1842), Maler, Lithograf und Zeichner
- Johann Georg Stuhr (um 1640 – 1721), Maler
- Peter Suhr (1788–1857), Lithograf und Zeichner
- Karin Székessy (1938–2025), Fotografin
- Ilse Tesdorpf-Edens (1892–1966), Malerin
- Otto Tetjus Tügel (1892–1973), Maler
- Walter Thielsch (1950–2011), Grafikdesigner, Musiker und Sänger
- Willy Thomsen (1898–1969), Maler, Zeichner, Karikaturist, Illustrator und Graphiker
- Willi Titze (1890–1979), Maler und Graphiker
- Franz Tymmermann (um 1515 – nach 1540), Maler
- Johannes Ufer (1912–1987), Maler, Bildhauer sowie Raum- und Flächenkünstler
- Oscar E. Ulmer (1888–1963), Bildhauer
- Wilhelm Viehmann (1886–1966), Maler und wissenschaftlicher Zeichner
- Ernst Gottfried Vivié (1823–1902), Bildhauer, 2. Vizepräsident der Hamburgischen Bürgerschaft
- Adolph Friedrich Vollmer (1806–1875), Maler und Grafiker
- Willi Voss (1902–1973), Maler
- Gustav Friedrich Waagen (1794–1868), Kunsthistoriker
- Walter Wahlstedt (1898–1967), Maler, Grafiker und Bildhauer
- Petrus Wandrey (1939–2012), Künstler
- Mary Warburg (1866–1934), Malerin
- Friedrich Wasmann (1805–1886), Maler
- Frauke Wehberg (* 1940), Bildhauerin
- Gustav Weidanz (1889–1970), Bildhauer und Hochschullehrer
- Magnus Weidemann (1880–1967), Pfarrer, Maler, Grafiker, Fotograf und Autor
- Irma Weiland (1908–2003), Malerin, Zeichnerin
- Max Weiss (1884–1954), Maler und Grafiker
- Friedrich Wield (1880–1940), Bildhauer
- Karin Witte (* 1939), Zeichnerin, Malerin und Grafikerin
- Gretchen Wohlwill (1878–1962), Malerin
- Hans Wrage (1921–2012), Maler
- Wilhelmine Wrage (1859–1945), Malerin
- Johann Christian Wraske (1817–1896), Maler
- Adolf Wriggers (1896–1984), Maler
- Johannes Wüsten (1896–1943), Maler und Schriftsteller
- Wilhelm Friedrich Wulff (1808–1882), Maler
- Paul Wunderlich (1927–2010), Maler, Bildhauer, Grafiker

### Musik
- Ahzumjot (bürgerlich Alan Julian Asare-Tawiah) (* 1989), Rapper und Produzent
- Gerd Albrecht (1935–2014), Dirigent, Generalmusikdirektor in Hamburg (1988–1997)
- Karl Armbrust (1849–1896), Organist und Komponist
- Walter Armbrust (1882–1941), Organist
- Theodor Avé-Lallemant (1806–1890), Musiklehrer, Musikkritiker und Musikschriftsteller
- Carl Philipp Emanuel Bach (1714–1788), Komponist
- Ulli Bartel (* 1959), Jazzmusiker
- Ulli Baum (* 1958), Jazzsänger
- Hermann Baumann (1934–2023), Hornist
- Carl Bay (1927–2014), Opernsänger (Bariton) und Schauspieler
- Deine Cousine (bürgerlich Ina Bredehorn) (* 1986), Sängerin
- Dietrich Becker (≈1623–1679), Komponist und Violinist
- Hermann von Beckerath (1909–1964), Cellist
- Johann Jacob Behrens (1788–?), Organist, Komponist und Musikpädagoge
- Peter Beil (1937–2007), Schlagersänger, Trompeter, Komponist und Bandleader
- Hermann Berens (1826–1880), Pianist und Komponist
- Cisco Berndt (1942–2014), Musiker, Gründungsmitglied bei Truck Stop
- Michael von Biel (* 1937), Komponist und Cellist
- Rainer Bielfeldt (* 1964), Sänger und Komponist
- Rémon Biermann (* 1935), Jazz- und Unterhaltungsmusiker
- Wolf Biermann (* 1936), Liedermacher
- Dirk Bleese (* 1968), Jazzmusiker, Komponist
- Hans-Jürgen Bock (1939–2006), Jazzpianist
- Ursula Boese (1928–2016), Opernsängerin
- Carsten Bohn (* 1948), Musiker; war Schlagzeuger der in den 1970er Jahren populären Band Frumpy
- Hans Herbert Böhrs (1940–2022), Musiker, Komiker, Radiomoderator und Schauspieler
- Das Bo (bürgerlich Mirko Alexander Bogojević) (* 1976), Rapper
- Bonez MC (bürgerlich Johann Lorenz Moser) (* 1985), Rapper
- Beatrix Borchard (* 1950), Musikwissenschaftlerin
- Gottfried Böttger (1949–2017), Pianist, Gründungsmitglied der Rentnerband
- Paul Bouman (1918–2019), US-amerikanischer Kirchenmusiker und Komponist
- Johannes Brahms (1833–1897), Komponist
- Thomas Brandis (1935–2017), Violinist
- Walther Bullerdiek (1901–1971), Komponist, Schauspieler und Hörspielsprecher
- Christoph Brüx (* 1965), Komponist, Musiker, Musikproduzent
- Klaus Büchner (* 1948), Musiker
- Hans von Bülow (1830–1894), Dirigent, Pianist, Komponist
- Regy Clasen (1971–2020), deutsche Chanson-, Pop- und Soulsängerin und Liedermacherin
- Leslie Clio (* 1986), Pop- und Soulsängerin
- Disarstar (* 1994) (bürgerlich Gerrit Falius), Rapper
- Toni Cottura (* 1971), Musikproduzent, Rapper und Sänger
- Ingolf Dahl (1912–1970), Komponist, Pianist und Dirigent
- Shirin David (bürgerlich Barbara Schirin Davidavičius) (* 1995), Rapperin, Sängerin und Webvideoproduzentin
- Joachim Decker (um 1565–1611), Komponist und Organist
- Bertha Dehn (1881–1953), Musiklehrerin und Violinistin
- Jan Delay (bürgerlich Jan Philipp Eißfeld) (* 1976), Rapper und Sänger
- Samy Deluxe (bürgerlich Samy Sorge) (* 1977), Rapper
- Dendemann (bürgerlich Daniel Ebel) (* 1974), ehemaliger Rapper bei Eins Zwo und Soloartist
- Anna Depenbusch (* 1977), Sängerin
- Benni Dernhoff (* 1983), Musikproduzent
- Paul Dessau (1894–1979), Komponist
- Rica Déus (* 1937), Schauspielerin und Schlagersängerin
- Wilken F. Dincklage (1942–1994), alias Willem, Musiker und Schauspieler, Gründungsmitglied der Rentnerband
- Digitalism, Electro-House-Duo
- Christoph von Dohnányi (* 1929), Dirigent, Musikalischer Leiter an der Hamburgischen Staatsoper (1977–1984)
- Gesine Dreyer (* 1969), Harfenistin
- Jakobus Durstewitz (* 1969), Musiker, Sänger und Kunstmaler
- Sönke Düwer (* 1967), Fusionmusiker
- Horst Fascher (* 1936), Manager und Musikpromoter, Mitbegründer und Geschäftsführer des Star-Clubs
- Ole Feddersen (* 1974), Sänger und Songschreiber
- Oscar Fetrás (1854–1931), Komponist und Dirigent (eigene Kapelle)
- Britta-Ann Flechsenhar (* 1968), Jazzsängerin
- Nils Oliver Frahm (* 1982), Pianist und Komponist.
- Niels Frevert (* 1967), Sänger und Songwriter/Liedermacher
- Pascal Fuhlbrügge (* 1965), Musiker
- Markus Gardeweg (* 1969), House-DJ
- Manfred Gätjens (1926–2011), Jazz- und Unterhaltungsmusiker
- Alexander Geringas (* 1971), Komponist, Songwriter und Musikproduzent
- David Geringas (* 1946), Cellist und Dirigent
- Detlev Glanert (* 1960), Komponist
- Ralf Goldkind (* 1963), Musikproduzent und Musiker
- Rodrigo González (* 1968), Bassist der Punkband Die Ärzte, Banjospieler der Goldenen Zitronen
- Robin Grubert (* 1977), Sänger und Songwriter
- Friedrich Wilhelm Grund (1791–1874), Komponist, Dirigent und Musiklehrer, Mitgründer der Hamburger Singakademie und der Philharmonischen Gesellschaft
- Michael Gundlach (* 1960), Musiker und Arrangeur
- Stefan Gwildis (* 1958), Sänger und Songwriter
- Gzuz (bürgerlich Kristoffer Jonas Klauß) (* 1988), Rapper
- Johannes Haage (* ≈1980), Jazzmusiker
- Theodor Hagen (1823–1871), Komponist, zeitweiliger Theater-Sekretär der Hamburger Staatsoper, Mitglied im Bund der Kommunisten
- Georg Friedrich Händel (1685–1759), Komponist
- Kai Hansen (* 1963), Musiker, gilt als „Urvater des deutschen Power Metals“
- Keno Harriehausen (* 1988), Jazzmusiker
- Chris Harms (* 1980), Sänger und Gitarrist von Lord of the Lost
- George Harrison (1943–2001), Mitglied der Band The Beatles; lebte und wirkte in Hamburg 1960 und 1961
- Peter Heppner (* 1967), Sänger
- Holger Hiller (* 1956), Komponist, Musikproduzent, Musiker (u. a. bei Palais Schaumburg)
- Alfred Hilsberg (1947–2025), Labelbetreiber (Zickzack Records, What's So Funny About..), Musikjournalist
- Tony Holiday (1951–1990), Schlagersänger und Texter
- Abbi Hübner (bürgerlich Albert Charles Otto Hübner) (1933–2021), Arzt, Autor und Jazzmusiker
- Kristoffer Hünecke (* 1978), Gitarrist und Komponist der Band Revolverheld
- Les Humphries (1940–2007), Gründer der Les Humphries Singers
- Alex Hyde (1898–1956), amerikanischer Geiger
- Karsten Jahnke (* 1937), Konzert- und Tourneeveranstalter
- Bernhard Jakschtat (1896–1965), u. a. Volkssänger und Rundfunkkünstler
- Joco (Josepha Carl, * 1990 und Cosima Carl, * 1986), Sängerpaar
- DJ Rabauke (bürgerlich Thomas Jensen) (* 1972), ehemaliger DJ bei Eins Zwo und Tour-DJ bei Fettes Brot
- Sven Kacirek (* 1975), Schlagzeuger, Produzent, Buchautor und Dozent
- Bert Kaempfert (1923–1980), Orchesterleiter, Musikproduzent, Arrangeur und Komponist
- Kazuo Kanemaki (* 1949), in Hamburg lebender und arbeitender Dirigent
- Carlo Karges (1951–2002), Musiker
- Rolf Kasparek (* 1961), Musiker
- Hardy Kayser (* 1962), Musiker und Komponist
- Reinhard Keiser (1674–1739), Komponist und Opernproduzent
- Niels Klein (* 1978), Jazzmusiker
- Hein Köllisch (1857–1901), plattdeutscher Humorist und Liedtexter
- Otto von Königslöw (1824–1898), Violinist und Konzertmeister
- Nils Koppruch (1965–2012), Musiker, u. a. bei Fink und Kid Kopphausen. Unter dem Pseudonym SAM auch freischaffender Künstler
- Detlef Kraus (1919–2008), Pianist
- Caspar Daniel Krohn (1736–1801), Organist und Komponist
- Arnold Krug (1849–1904), Komponist
- Felix Kubin (* 1969), Komponist, Musiker, Hörspielmacher, Labelbetreiber (Gagarin Records)
- Felicitas Kukuck (1914–2001), Komponistin
- Pär Lammers (* 1982), Jazzmusiker, Komponist und Produzent
- Peter Lange (* 1938), Jazzmusiker
- James Last (1929–2015), Bandleader, Komponist und Arrangeur
- Boris Lauterbach (* 1974), Musiker
- Thomas L’Etienne (* 1956), Jazzmusiker
- Vicky Leandros, Schlagersängerin, wohnt seit 2012 wieder in Hamburg
- Florian Leis-Bendorff (1969–2005), Musiker
- György Ligeti (1923–2006), Komponist, Professor an der Hochschule für Musik und Theater Hamburg
- Udo Lindenberg (* 1946), Panik Präsident, Musiker, Texter, Komponist, Maler und Schauspieler
- Christian Kellersmann (* 1960), Musikproduzent, auch Musiker und Musikwissenschaftler
- Dennis Lisk (* 1977), Rapper
- Lonzo (bürgerlich Lorenz Westphal) (1952–2001), Musiker
- Lotto King Karl (bürgerlich Gerrit Heesemann) (* 1967), Musiker
- John Lennon (1940–1980), Musiker, wohnte und wirkte (zuerst in der Striptease-Bar Indra) zu Beginn der 1960er Jahre in Hamburg
- Annett Louisan (* 1977), Sängerin und Musikerin
- Lukas Loules (* 1972), Songwriter, Musikproduzent und Sänger
- Vincent Lübeck (1654–1740), Komponist und Organist
- Hans Lüdemann (* 1961), Jazz-Pianist
- Jacob Wilhelm Lustig (1706–1791), niederländischer Komponist, Organist und Musiktheoretiker
- Julian Maas (* 1975), Musiker, Filmkomponist
- Gustav Mahler (1860–1911), Komponist und Dirigent
- Liselotte Malkowsky (1913–1965), Schlagersängerin, Schauspielerin und Kabarettistin, lebte und wirkte in Hamburg
- Wilhelmine Marstrand (1843–1903), Pianistin und Pädagogin
- Johann Mattheson (1681–1764), Komponist
- Paul McCartney (* 1942), Mitglied der Beatles, lebte und wirkte in Hamburg 1960 und 1961
- Paul Meisen (1933–2020), Flötist
- Felix Mendelssohn Bartholdy (1809–1847), Komponist der Romantik
- Frl. Menke (bürgerlich Franziska Menke) (* 1960), Sängerin
- Jo Ment (1923–2002), Bandleader, Musiker, Komponist
- Albert Methfessel (1785–1869), Komponist und Dirigent
- Ingo Metzmacher (* 1957), Dirigent, Generalmusikdirektor in Hamburg (1997–2005)
- Peter „Banjo“ Meyer (1944–2025), Jazzmusiker, Musikproduzent und Rennfahrer
- Wolf Moser (1937–2023), Musiker und Schriftsteller
- Karl Muck (1859–1940), Dirigent
- Heime Müller (* 1970), Violinist und Hochschullehrer
- Marius Müller-Westernhagen (* 1948), Musiker und Schauspieler
- Addi Münster (* 1935), Jazzposaunist, langjähriger Leiter der Old Merry Tale Jazzband
- Matthias Neumann (* 1984), Organist
- Ali Neander (* 1958), Rock- und Fusionmusiker
- Britta Neander (1956–2004), Musikerin
- Nena (* 1960), Popsängerin
- Lotar Olias (1913–1990), Komponist und Textdichter
- Dörte Maria Packeiser (* 1957), Organistin, Chorleiterin, Kantorin und Kirchenmusikdirektorin
- Carsten Pape (* 1956), Musiker, Komponist
- Peter Petrel (* 1940), Musiker, Gründungsmitglied der Rentnerband
- Ferdinand Pfohl (1862–1949), Musikkritiker, -schriftsteller und Komponist
- Hans Poser (1917–1970), Komponist (Mitglied der „Freien Akademie der Künste“)
- Hieronymus Praetorius (1560–1629), Komponist und Organist
- Hieronymus (III) Praetorius (1614–1629), Komponist und Organist
- Johann Praetorius (1595–1660), Komponist und Organist
- Jacob Praetorius der Jüngere (1586–1651), Komponist und Organist
- Sonja Prunnbauer (* 1948), klassische Gitarristin und Hochschullehrerin
- Suzi Quatro (* 1950), US-amerikanische Musikerin, lebt seit 1971 in England sowie im Hamburger Stadtteil Sasel.
- Freddy Quinn (* 1931), Schlagersänger, wohnhaft in Hamburg
- Maxim Rad, Sänger, Gitarrist und Komponist
- Frank Ramond (* 1964), Musikproduzent
- Sebastian Räther (* 1971), Jazzmusiker
- Johann Adam Reincken (1643–1722), Komponist und Organist
- Mense Reents (* 1970), Musiker
- Malte Refardt (* 1974), Fagottist
- Herbert Rehbein (1922–1979), Violinist, Orchesterleiter, Arrangeur und Komponist
- Louise Caroline Reichardt (1779–1826), Sängerin, Komponistin, Chorgründerin
- Achim Reichel (* 1944), Leadsänger der Rattles und Solokünstler
- Ralph Arthur Roberts (1884–1940), Komponist und Textdichter (Auf der Reeperbahn nachts ...)
- Tim Rodig (* 1970), Jazzmusiker
- Cyprian Friedrich Marianne Romberg (1807–1865), Cellist
- Inga Rumpf (* 1946), Sängerin, Komponistin
- Kevin Russell (* 1964), Sänger der Rockband Böhse Onkelz
- Pauline Sachse (* 1980), Bratschistin, Kammermusikerin und Professorin
- Rocko Schamoni (* 1966), Entertainer, Musiker, Schauspieler
- Heinrich Scheidemann (1596–1663), Komponist und Organist
- Rainer Schmidt (1947–2008), Jazzmusiker und Physiker
- Rainer Schnelle (* 1951), Jazzpianist
- Alfred Schnittke (1934–1998), Komponist, Hochschullehrer
- Johann Schop (um 1590–1667), Musiker und Komponist
- Wolfgang-Andreas Schultz (* 1948), Komponist, Hochschullehrer und Schriftsteller
- Kurt Schulzke (1950–2017), Musiker, Texter, Komponist, Maler, Schulzkes Skandaltrupp
- Christian Friedrich Gottlieb Schwencke (1767–1822), Kantor (1788–1822) und Komponist
- Friedrich Gottlieb Schwencke (1823–1896), Organist und Komponist
- Johann Friedrich Schwencke (1792–1852), Organist und Komponist
- Gerd Seifert (1931–2019), Hornist bei den Berliner Philharmonikern bei den Richard-Wagner Festspielen und in der Singapore Symphony sowie Hochschullehrer
- Tony Sheridan (1940–2013), Musiker
- DJ Shog (1976–2022), Trance-DJ und -Produzent
- Jimi Siebels (* 1971), Musiker und DJ
- Special D. (* 1980), DJ
- Martin Spiegelberg (1955–2020), Jazzmusiker und Krimiautor
- Manfred Stahnke (* 1951), Komponist und Musikologe
- Nick St. Nicholas (* 1943), Musiker
- Philipp von Steinaecker (* 1972), Cellist und Dirigent
- Cleo Steinberger (* 1996), Jazzmusikerin
- Jacob Steinfeldt (1788–1869), Musiker, Mitgründer der Hamburger Singakademie
- Stefan Stoppok (* 1956), Musiker
- Matthias Strzoda (* 1962), Schlagzeuger und Musiker
- Nils Sustrate (1931–1999), Komponist, Musiker und Musiklehrer
- Georg Philipp Telemann (1681–1767), Komponist
- Nina Tenge (* 1974), Rap-Künstlerin und Schauspielerin
- Martin Terens (* 1985), Jazzmusiker
- Ferdinand Heinrich Thieriot (1838–1919), Komponist
- Asmus Tietchens (* 1947), Komponist
- Katharina Thomsen (* 1981), Jazzmusikerin
- Henry Christian Timm (1811–1892), Komponist
- Elena Tzavara (* 1977), Opernregisseurin und Kulturmanagerin
- Gerhard Vohwinkel (1932–2025), Jazzmusiker
- Carl Voigt (1808–1879), Begründer und erster Dirigent des Hamburger Cäcilienvereins
- Klaus Voormann (* 1938), Bassist und Produzent, gehörte zum Freundeskreis der Beatles in deren Hamburger Zeit. Auch als Graphiker tätig
- Raymond Voß (* 1952), Musiker
- Fiete Wacker (1929–1981), Musiker, Bassist, Bandleader, Arrangeur, Komponist
- Hannes Wader (* 1942), Musiker und Liedermacher; kam Anfang der 1970er Jahre nach Hamburg
- Jasmin Wagner (* 1980), Sängerin
- Abi Wallenstein (* 1945), Bluesmusiker
- Vince Weber (1953–2020), Blues- und Boogie-Pianist
- Matthias Weckmann (1616–1674), Komponist
- Susanne Weidinger (* 1977), Jazzmusiker
- Giovanni Weiss (* 1980), Jazzmusiker
- Edith Weiss-Mann (1885–1951), Cembalistin, Klavierpädagogin und Musikkritikerin
- Joja Wendt (* 1964), Pianist, Komponist
- Jochen Wiegandt (* 1947), Musiker, Volkssänger, Liedermacher, Gründungsmitglied von Liederjan
- Stefan Will (* 1959), Musiker und Komponist
- Andreas Willscher (* 1955), Kirchenmusiker und Komponist
- Kai Wingenfelder (* 1959), Sänger und Komponist
- Thorsten Wingenfelder (* 1966), Gitarrist und Komponist
- Joachim Witt (* 1949), Musiker, Schauspieler
- Gebrüder Wolf (Ludwig (1867–1955), Leopold (1869–1926) und James Isaac (1870–1943) Wolf), Varietékapelle (Jung mit’n Tüdelband)
- Lucius Wolter (* 1979), Sänger, Schauspieler und Musicaldarsteller
- Felix Woyrsch (1860–1944), Komponist und Musikdirektor in Altona
- Lisa-Rebecca Wulff (* 1990), Jazzmusikerin
- Simone Young (* 1961), Dirigentin, Generalmusikdirektorin in Hamburg (2005–2015)
- Alexander Zuckowski (* 1974), Komponist, Songwriter
- Rolf Zuckowski (* 1947), Komponist, Musiker
- Axel Zwingenberger (* 1955), Boogie-Woogie-Pianist, Komponist
- Torsten Zwingenberger (* 1959), (Jazz-)Schlagzeuger

### Darstellende Kunst
- Patrick Abozen (* 1985), Schauspieler
- Peter Ahrweiler (1915–2004), Schauspieler und Theaterdirektor
- Fatih Akin (* 1973), Regisseur
- Hans Albers (1891–1960), Schauspieler
- Axel von Ambesser (1910–1988), Schauspieler, Regisseur, Autor
- Manfred Andrae (1933–2020), Schauspieler, Synchronsprecher und Dokumentarfilmer
- Siegfried Arno (1895–1975), Schauspieler, Komiker, Sänger und Tänzer
- Patrick Bach (* 1968), Schauspieler und Synchronsprecher
- Felicitas Barg (1900–2002), Rezitatorin
- Eva Maria Bauer (1923–2006), Schauspielerin
- Magda Bäumken (1890–1959), Schauspielerin
- Susanne Beck (* 1947), Schauspielerin, Synchronsprecherin
- Patrick Becker (* 1970), Balletttänzer und Regisseur
- Rolf Becker (* 1935), Schauspieler
- Rudolf Beiswanger (1903–1984), Schauspieler, Hörfunksprecher und Theaterintendant
- Christoph Groszer (1926–2015), Intendant und Regisseur, zuletzt am Hessischen Staatstheater in Wiesbaden
- Charlotte Bellmann (* 1991), Schauspielerin
- Fritz Benscher (1904–1970), Schauspieler, Quizmaster, Moderator, Hörspielsprecher und -regisseur
- Alfred von Berger (1853–1912), Dramaturg, Theaterdirektor und Schriftsteller
- Edgar Bessen (1933–2012), Schauspieler
- Lotte Betke (1905–2008), Theaterschauspielerin (und Schriftstellerin)
- Dirk Bielefeldt (* 1957), Schauspieler und Kabarettist
- Moritz Bleibtreu (* 1971), Schauspieler
- Hans-Peter Bögel (auch Hans Peter Bögel; * 1941), Schauspieler, Fernseh- und Hörspielsprecher sowie Radioregisseur
- Kay Böger (* 1971), Schauspieler
- Hark Bohm (* 1939), Schauspieler und Regisseur
- Uwe Bohm (1962–2022), Schauspieler
- Hans-Robert Bortfeldt (1905–1955), Regisseur, Schauspieler und Dramaturg
- Ingrid von Bothmer (1918–2003), Schauspielerin
- Nina Bott (* 1978), Schauspielerin
- Hans Böttcher (1898–1936), Rundfunkpionier, Hörspielregisseur und -sprecher
- Adam Bousdoukos (* 1974), Schauspieler
- Tim Braeutigam (* 1989), Schauspieler
- Nadine Brandt (* 1975), Schauspielerin
- Aglaja Brix (* 1990), Schauspielerin und Model
- Andreas Brucker (* 1963), Schauspieler
- Walther Bullerdiek (1901–1971), Schauspieler, Hörspielsprecher und Komponist
- Hendrik von Bültzingslöwen (* 1984), Schauspieler
- Gustav Burmester (1904–1978), Regisseur und Schauspieler
- Aline Bußmann (1889–1968), Schauspielerin, Hörspielsprecherin und Publizistin
- Jessika Cardinahl (* 1965), Schauspielerin
- Tatjana Clasing (* 1964), Schauspielerin
- Till Demtrøder (* 1967), Schauspieler
- Klara Deutschmann (* 1989), Schauspielerin
- Marthe Lola Deutschmann (* 1991), Schauspielerin
- Olli Dittrich (* 1956), Schauspieler, Musiker, Komponist und Komiker
- Emil von Dollen (1884–1937), Schauspieler
- Adele Doré (1869–1918), Schauspielerin
- Stephen Dürr (* 1974), Schauspieler
- Angélique Duvier (* 1958), Schauspielerin
- Wilfried Dziallas (1944–2021), Schauspieler, Regisseur, Hörspielsprecher
- Harald Eggers (1927–1993), Schauspieler und Hörspielsprecher
- Ida Ehre (1900–1989), Intendantin und Theaterschauspielerin
- Conrad Ekhof (1720–1778), Schauspieler
- Erich Engel (1891–1966), Film- und Theaterregisseur
- Marlies Engel (* 1943), Schauspielerin
- Thomas Engel (1922–2015), Regisseur und Drehbuchautor
- Hans Epskamp (1903–1992), Schauspieler
- Heinz Erhardt (1909–1979), Komiker, Musiker, Entertainer, Schauspieler, Dichter
- Marek Erhardt (* 1969), Schauspieler
- Jan Fedder (1955–2019), Volksschauspieler
- Helga Feddersen (1930–1990), Volksschauspielerin
- Henrike Fehrs (* 1984), Schauspielerin
- Vijessna Ferkic (* 1987), Schauspielerin
- Milka Loff Fernandes (* 1980), Fernsehmoderatorin und Schauspielerin
- Hans Fitze (1903–1998), Schauspieler, Hörspielsprecher, Regisseur und Theaterintendant
- Elisabeth Flickenschildt (1905–1977), Schauspielerin
- Jürgen Flimm (1941–2023), Theaterintendant
- Giulia Follina (* 1950), Schauspielerin
- Hans Freundt (1892–1953), Schauspieler, Hörspielregisseur, Hörfunksprecher und Autor
- Uwe Friedrichsen (1934–2016), Schauspieler
- Willy Fritsch (1901–1973), Schauspieler
- Anna Führing (1866–1929), Schauspielerin
- Walter E. Fuß (1921–1996), Schauspieler
- Johanna Gastdorf (* 1959), Schauspielerin
- Konrad Gebhardt (1881–1937), Schauspieler und Hörspielsprecher
- Clemens Gerhard (* 1967), Schauspieler, Synchronsprecher und Synchronregisseur
- Sven Gielnik (* 1994), Schauspieler, Drehbuchautor und Regisseur
- Herbert Giffei (1908–1995), Pädagoge, Germanist, Historiker, Philosoph, Theaterpädagoge und Publizist
- Gerda Gmelin (1919–2003), Schauspielerin und Theaterleiterin
- Helmuth Gmelin (1891–1959), Schauspieler und Theaterleiter
- Boy Gobert (1925–1986), Schauspieler, Regisseur und Intendant
- Christian Görlitz (1944–2022), Filmregisseur und Drehbuchautor
- Meike Gottschalk (* 1970), Schauspielerin
- Ernst Grabbe (1926–2006), Schauspieler
- Oliver Graf (* 1981), Kulturmanager und Schauspieler
- Jenny Gröllmann (1947–2006), Schauspielerin
- Gustaf Gründgens (1899–1963), Intendant und Theaterschauspieler
- Evelyn Hamann (1942–2007), Schauspielerin
- Ute Hannig (* 1972), Schauspielerin
- Michael Harck (1954–2019), Schauspieler, Hörspiel- und Synchronsprecher
- Stefan Hardt (* 1957), Hörspielregisseur und Jazzsaxophonist
- Fabian Harloff (* 1970), Schauspieler
- Marek Harloff (* 1971), Schauspieler
- Raimund Harmstorf (1939–1998), Schauspieler
- Karl-Heinz von Hassel (1939–2016), Schauspieler
- Julia Heinemann (* 1968), Schauspielerin
- Oliver Hirschbiegel (* 1957), Regisseur
- Hannelore Hoger (1942–2024), Schauspielerin
- Nina Hoger (* 1961), Schauspielerin
- Claudia Holldack (* 1943), Regisseurin, Autorin
- Erkki Hopf (* 1964), Schauspieler
- Mirjam Horwitz (1882–1967), Prinzipalin der Hamburger Kammerspiele, Schauspielerin
- Max Jacob (1888–1967), Begründer der Hohnsteiner Puppenspiele
- Heidi Kabel (1914–2010), Volksschauspielerin
- Heini Kaufeld (1920–1996), Volksschauspieler
- Sibel Kekilli (* 1980), Schauspielerin
- Ulrich Khuon (* 1951), Theaterintendant
- Heinz Klevenow (1908–1975), Schauspieler
- Hilde Knoth (1888–1933), Schauspielerin und Hörspielsprecherin
- Herma Koehn (* 1944), Volksschauspielerin und Hörspielsprecherin
- Féréba Koné (* 1990), Schauspielerin
- Hans Peter Korff (1942–2025), Schauspieler
- Charlotte Kramm (1900–1971), Schauspielerin
- Karl-Heinz Kreienbaum (1915–2002), Volksschauspieler
- Diether Krebs (1947–2000), Schauspieler
- Mike Krüger (* 1951), Komiker, Schauspieler, Kabarettist und Sänger; aufgewachsen in Hamburg
- Regine Lamster (* 1954), Schauspielerin
- Hans Langmaack (1870–1949), Schauspieler, Hörspielsprecher, -regisseur, Rezitator und Schauspiellehrer
- Heinz Lanker (1916–1978), Volksschauspieler
- Volker Lechtenbrink (1944–2021), Schauspieler, Synchronsprecher, Regisseur, Intendant, Texter und Sänger
- Jürgen Lederer (* 1943), Schauspieler, Festspielintendant und Regisseur
- Fritz Lichtenhahn (1932–2017), Schauspieler und Hörspielsprecher
- Rolf Liebermann (1910–1999), Intendant der Staatsoper
- Erwin Linder (1903–1968), Schauspieler (Hamburger Kammerspiele)
- Loriot (1923–2011), Schauspieler, Cartoonist und Autor
- Susanne Lothar (1960–2012), Schauspielerin
- Günter Lüdke (1930–2011), Volksschauspieler
- Otto Lüthje (1902–1977), Volksschauspieler, Hörspielsprecher und -regisseur
- Reinhold Lütjohann (1881–1958), Schauspieler und Hörspielsprecher
- Kai Maertens (* 1958), Schauspieler
- Michael Maertens (* 1963), Schauspieler
- Miriam Maertens (* 1970), Schauspielerin (u. a. Thalia Theater)
- Peter Maertens (1931–2020), Schauspieler (Thalia Theater)
- Willy Maertens (1893–1967), Schauspieler, Theaterregisseur und Theaterintendant (Thalia Theater)
- Hans Mahler (1900–1970), Volksschauspieler und Theaterintendant (Ohnsorg-Theater)
- Heidi Mahler (* 1944), Volksschauspielerin
- Rolf Mares (1930–2002), Direktor am Schauspielhaus, am Thalia Theater und an der Staatsoper
- Eduard Marks (1901–1981), Schauspieler, Schauspiellehrer und Hörspielsprecher
- Annemarie Marks-Rocke (1901–2004), Schauspielerin, Schauspiellehrerin und Hörspielsprecherin
- Hendrik Martz (* 1968), Schauspieler
- Lotte Mende (1834–1891), Schauspielerin
- Karl-Ulrich Meves (1928–2025), Schauspieler und Synchronsprecher
- Ludwig Meybert (1893–1961), Schauspieler, Theaterregisseur und Hörspielsprecher
- Hans-Werner Meyer (* 1964), Schauspieler
- Joachim Meyerhoff (* 1967), Schauspieler, Regisseur und Schriftsteller
- Inge Meysel (1910–2004), Schauspielerin
- Tetje Mierendorf (* 1972), Komiker und Schauspieler
- Petra Verena Milchert (* 1957), Schauspielerin
- Eberhard Möbius (1926–2020), Kabarettist, Schauspieler, Regisseur, Theaterdirektor und Autor
- Benjamin Morik (* 1968), Schauspieler
- Nele Mueller-Stöfen (* 1967), Schauspielerin
- Hans-Helmut Müller (1938–2019), Schauspieler und Synchronsprecher
- Addi Münster (1902–1990), Humorist und Sänger
- Jona Mues (* 1981), Schauspieler
- Wanja Mues (* 1973), Schauspieler
- Ivan Nagel (1931–2012), Theaterintendant
- Rolf Nagel (* 1929), Schauspieler, ehem. Leiter Schauspielabteilung der Hochschule für Musik und Theater
- Sandra Nettelbeck (* 1966), Filmregisseurin und Drehbuchautorin
- Ruth Niehaus (1925–1994), Schauspielerin und Regisseurin
- John Neumeier (* 1939), Balletttänzer und -choreograph
- Eva Nürnberg (* 1994), Schauspielerin
- Richard Ohnsorg (1876–1947), Volksschauspieler, Theatergründer und Intendant
- Christoph M. Ohrt (* 1960), Schauspieler
- Georg Pahl (1893–1957), Schauspieler und Hörspielsprecher
- Tatjana Patitz (1966–2023), Model und Schauspielerin
- Jörg Pfennigwerth (1945–2008), Schauspieler und Musiker
- Jörg Michael Pilawa (* 1965), Fernsehmoderator
- Jürgen Pooch (1943–1998), Schauspieler und Autor
- Trude Possehl (1900–1994), Volksschauspielerin
- Markus Prinz (* 1976), Schauspieler
- Friedhelm Ptok (* 1933), Schauspieler
- Sandra Quadflieg (* 1979), Schauspielerin
- Will Quadflieg (1914–2003), Theaterschauspieler
- Kurt Raeck (1903–1981), Theaterintendant, Schauspieler, Theaterregisseur, Filmregisseur und Dramaturg
- Erna Raupach-Petersen (1904–1997), Volksschauspielerin
- Ernie Reinhardt (* 1955), alias Lilo Wanders, Schauspieler und Travestiekünstler
- Kurt Reiss (1903–1960), Regisseur und Autor
- Utz Richter (1927–2015), Schauspieler
- Lisa Riecken (* 1949), Schauspielerin
- Werner Riepel (1922–2012), Volksschauspieler
- Claudia Rieschel (* 1950), Schauspielerin
- Arnold Risch (1890–1979), Schauspieler, Hörspielsprecher, Autor und Rezitator
- Christian Rode (1936–2018), Schauspieler und Synchronsprecher
- Lola Rogge (1908–1990), Tänzerin, Choreografin und Pädagogin
- Paul Edwin Roth (1918–1985), Schauspieler
- Niels-Peter Rudolph (* 1940), Regisseur und Theaterintendant
- Sig Ruman (1884–1967), Bühnen- und Filmschauspieler sowie Regisseur
- Kay Sabban (1952–1992), Schauspieler
- Felix von Sassen (* 1979), Schauspieler
- Jens Scheiblich (1942–2010), Schauspieler
- Hans Scheibner (1936–2022), Satiriker, Liedermacher und Kabarettist
- Walter Scherau (1903–1962), Volksschauspieler
- Stephan Schiffers (* 1975), Filmregisseur und Drehbuchautor
- Matthias Schloo (* 1977), Schauspieler
- Burkhard Schmeer (* 1964), Schauspieler
- Annemarie Schradiek (1907–1993), Schauspielerin
- Erica Schramm (1919–2012), Schauspielerin
- Arthur Schröder (1892–1986), Bühnen- und Filmschauspieler
- Fritz Schröder-Jahn (1908–1980), Schauspieler und Regisseur
- Karin Schubert (* 1944), Schauspielerin
- Michael Schumacher (* 1982), Schauspieler
- Jannik Schümann (* 1992), Schauspieler, Musicaldarsteller und Synchronsprecher
- Anja Schüte (* 1964), Schauspielerin
- Friedrich Schütter (1921–1995), Schauspieler, Hörspiel- und Synchronsprecher, Theaterintendant
- Ilse Seemann (1934–2021), Schauspielerin, Hörspielsprecherin, Hörfunkmoderatorin und Autorin
- Julia Serda (1875–1965), Schauspielerin
- Hilde Sicks (1920–2007), Volksschauspielerin
- Bastian Sierich (* 1976), Schauspieler
- Hartwig Sievers (1902–1970), Schauspieler und Hörspielsprecher
- Inge Sievers (1941–2018), Schauspielerin und Autorin
- Douglas Sirk (1897–1987), Filmregisseur
- Susan Sideropoulos (* 1980), Schauspielerin und Sängerin
- Marco Soumikh (* 1985), Schauspieler und Musiker
- Carsten Spengemann (* 1972), Schauspieler und Fernsehmoderator
- Iris Mareike Steen (* 1991), Schauspielerin
- Manfred Steffen (1916–2009), Schauspieler, Nachrichten- und Hörspielsprecher
- Ruth Stephan (1925–1975), Film- und Bühnenschauspielerin
- Jessica Stockmann (* 1967), Schauspielerin
- Wolfgang Stumpf (1909–1983), Schauspieler
- Chris Tall (* 1991), Stand-up- und Filmkomiker
- Luisa Taraz (* 1978), Schauspielerin
- Nathalie Thiede (* 1987), Schauspielerin
- Freya Trampert (* 1968), Schauspielerin
- Gyula Trebitsch (1914–2005), Filmproduzent
- Hans Tügel (1894–1984), Schauspieler, Hörspielsprecher, Regisseur und Autor
- Ulrich Tukur (* 1957), Schauspieler und Musiker
- Elke Twiesselmann (1927–2021), Theater-, Film- und Fernsehschauspielerin sowie Hörspielsprecherin
- Kostja Ullmann (* 1984), Schauspieler
- Kira-Theresa Underberg (* 1985), Schauspielerin und Synchronsprecherin
- Henry Vahl (1897–1977), Schauspieler
- Henning Venske (* 1939), Schauspieler, Kabarettist, Moderator, Regisseur und Schriftsteller
- Harald Vock (1925–1998), Regisseur, Drehbuchautor, Hörspielautor, Produzent und Journalist
- Margret Völker (* 1966), Film- und Theaterschauspielerin
- Jürgen Vogel (* 1968), Schauspieler
- Jana Voosen (* 1976), Schauspielerin
- Otto Waalkes (* 1948), Komiker, Comiczeichner, Sänger, Schauspieler
- S. O. Wagner (1902–1975), Schauspieler, Autor, Hörspielsprecher, Hörspiel- und Theaterregisseur
- Viola Wahlen (1917–2018), Schauspielerin und Synchronsprecherin
- Thando Walbaum (* 1985), Schauspieler und Musiker
- Dieter Wedel (1939–2022), Regisseur
- Christa Wehling (1928–1996), Volksschauspielerin
- Jacob Weigert (1981 in Berlin geboren, in Hamburg aufgewachsen), Film/Fernseh- und Theaterschauspieler, Synchron und Hörbuch/spiel-sprecher
- Erich Weiher (1893–1972), Schauspieler und Hörspielsprecher
- Wim Wenders (* 1945), Regisseur, Fotograf und Hochschulprofessor
- Gisela Wessel (1930–2020), Volksschauspielerin
- Kai Wessel (* 1961), Regisseur
- Pit Weyrich (* 1948), Fernsehmoderator und -regisseur
- Armin Wick (1914–2008), Schauspieler
- Erwin Wirschaz (1923–2011), Schauspieler
- Nele Woydt (* 1971), Schauspielerin und Sängerin
- Hans Zander (1937–1991), Schauspieler und Theaterleiter
- Erich Ziegel (1876–1950), Intendant, Regisseur u. Schauspieler

### Schriftsteller
- Wilhelm Ernst Asbeck (1881–1947), Schriftsteller
- Rosa Maria Assing (1783–1840), Schriftstellerin, Scherenschnittkünstlerin, Gründerin eines literarischen Salons
- Ottilie Assing (1819–1884), Publizistin, Übersetzerin, Vorkämpferin des Abolitionismus
- Ludmilla Assing (1821–1880), Schriftstellerin und Biografin
- Jacob Audorf (1835–1898), Dichter, Redakteur und Aktivist der Arbeiterbewegung
- Elise Averdieck (1808–1907), Schriftstellerin
- Heinrich Behnken (1880–1960), Autor vornehmlich niederdeutscher Sprache
- Sophie Beier (1870–1917), Schriftstellerin
- Kristine Bilkau (* 1974), Journalistin und Schriftstellerin
- Friedrich Böer (1904–1987), Autor und Illustrator
- Kirsten Boie (* 1950), Kinderbuchautorin
- Wolfgang Borchert (1921–1947), Dichter
- Hinrich Borkenstein (1705–1777), Lustspieldichter
- Bettina Braun (* 1969), Autorin und Regisseurin
- Willi Bredel (1901–1964), Arbeiterschriftsteller, Zeitungsredakteur
- Barthold Heinrich Brockes (1680–1747), Dichter
- Minna Burgarth (1877–1965), Schriftstellerin
- Matthias Claudius (1740–1815), Dichter, Journalist
- Claudius Crönert (* 1961), Journalist und Autor
- Wolf-Ulrich Cropp (* 1941), Schriftsteller
- Felix Dahn (1834–1912), Schriftsteller, Rechtswissenschaftler
- Bernhard Christoph d’Arien (1754–1793), Dramatiker und Librettist
- Ida Dehmel (1870–1942), Schriftstellerin, Frauenrechtlerin
- Richard Dehmel (1863–1920), Schriftsteller
- Heinrich Deiters (1882–1971), freier Schriftsteller und Journalist
- Liane Dirks (* 1955), Schriftstellerin, Moderatorin und Journalistin
- Heike Doutiné (* 1945), Autorin (Romane, Gedichte)
- Elisabeth Dreisbach (1904–1996), Schriftstellerin, Erzieherin, Missionarin
- Leberecht Dreves (1816–1870), Lyriker, Übersetzer, Kirchenhistoriker und Jurist
- Karen Duve (* 1961), Schriftstellerin
- Willi Eggers (1911–1979), Autor und Lyriker niederdeutscher Sprache
- Christoph Ernst (* 1958), Schriftsteller und Künstler
- Otto Ernst (1862–1926), Schriftsteller und Bühnenautor
- Barthold Feind (1678–1721), Schriftsteller
- Hubert Fichte (1935–1986), Schriftsteller
- Christine Finke (* 1966), Anglistin, Journalistin, Bloggerin und Kinderbuch-Autorin
- Katarina Fischer (* 1982), Schriftstellerin
- Susanne Fischer (* 1960), Schriftstellerin, Journalistin und Herausgeberin
- Ilse Frapan (1849–1908), Kinderbuchautorin, Schriftstellerin, Frauenrechtlerin
- Christian Geissler (1928–2008), Schriftsteller
- Fredrika Gers (1959–2019), Autorin und Werbetexterin
- Friedrich Gerstäcker (1816–1872), Schriftsteller
- Günter Geschke (1931–2014), deutscher Journalist
- Ralph Giordano (1923–2014), Journalist, Schriftsteller und Regisseur
- Susette Gontard (1769–1802, geborene Borkenstein), die Diotima in den Werken Friedrich Hölderlins
- Arie Goral-Sternheim (1909–1996), Maler, Kunstpädagoge, Schriftsteller und Chronist des jüdischen Lebens am Grindel
- Georg Greflinger (1618–1677), Dichter
- Johann Diederich Gries (1775–1842), Dichter und Übersetzer
- Matthias T. J. Grimme (* 1953), Sachbuchautor und Verleger
- Kübra Gümüşay (* 1988), Journalistin, Bloggerin und Autorin
- Angelika Gundlach (1950–2019), Übersetzerin
- Jan Haarmeyer (* 1957), Journalist
- Friedrich von Hagedorn (1708–1754), Dichter
- Ulla Hahn (* 1945), Schriftstellerin
- Kathrin Hanke (1969–2024), Schriftstellerin
- Cornelius Hartz (* 1973), Schriftsteller und Übersetzer
- Irmgard Heilmann (1919–1993), Verlegerin und Schriftstellerin
- Jens Heimreich (1912–1944), Lyriker, Erzähler und Germanist der Inneren Emigration
- Sylvia Heinlein (* 1962), Kinderbuchautorin und Journalistin
- Finn-Ole Heinrich (* 1982), Kinder- und Jugendbuchautor
- Rolf Hennig (1928–2016), Sachbuchautor
- Wolfgang Hildesheimer (1916–1991), deutsch-jüdischer Schriftsteller und Maler
- Marianne Holberg (* 1939), Übersetzerin
- Hans Henning Holm (1908–1977), Schriftsteller, Bühnen- und Hörspielautor
- Andreas Hopf (1940–2000), Verleger und Schriftsteller
- Heino Jaeger (1938–1997), Dichter, Kabarettist, Maler
- Hans Henny Jahnn (1894–1959), Dichter
- Micaela Jary (* 1956), Schriftstellerin
- Otmar Jenner (* 1958), Journalist, Schriftsteller, Heiler
- Walter Jens (1923–2013), Literaturwissenschaftler, Kritiker, Schriftsteller
- Florentine Joop (* 1973), Kinderbuchillustratorin, Malerin und Autorin
- Ludwig Jürgens (1893–1966), Schriftsteller
- Hermann Kant (1926–2016), Schriftsteller, Mitglied des ZK der SED
- Ute Keil (* 1946), Kinderbuchautorin
- Friedrich Gottlieb Klopstock (1724–1803), Dichter
- Margareta Klopstock (1728–1758), Schriftstellerin
- Karen Köhler (* 1974), Schriftstellerin
- Brigitte Kronauer (1940–2019), Dichterin, Essayistin
- Anke Küpper (* 1966), Schriftstellerin
- Suzanne Latour (* 1964), Schriftstellerin
- Gabriel Laub (1928–1998), Journalist, Satiriker und Aphoristiker
- Hans Leip (1893–1983), Dichter und Schriftsteller
- Siegfried Lenz (1926–2014), Schriftsteller
- Gotthold Ephraim Lessing (1729–1781), Dichter der Aufklärung
- Hulda von Levetzow (1863–1947), Autorin
- Detlev von Liliencron (1844–1909), Lyriker, Prosa- und Bühnenautor
- Sylvia List (* 1941), Übersetzerin
- Günter Lucks (1928–2022), Autor
- Heinrich August Theodor Ludolphi (1811–1848), Schriftsteller
- Erwin Magnus (1881–1947), Schriftsteller und Übersetzer
- Albert Mähl (1893–1970), Schriftsteller und Journalist
- Hans-Jürgen Massaquoi (1926–2013), Journalist, Schriftsteller
- Svende Merian (* 1955), Schriftstellerin
- Maralde Meyer-Minnemann (* 1943), Übersetzerin
- Manfred Miethe (* 1950), Schriftsteller und Übersetzer
- Dagmar Mißfeldt (* 1964), Übersetzerin
- Paul Möhring (1890–1976), Redakteur, Bühnenautor und Theaterhistoriker
- Vilma Mönckeberg-Kollmar (1892–1985), Rezitatorin, Literaturwissenschaftlerin
- Wolf Moser (1937–2023), Musiker und Schriftsteller
- Johann Gottwerth Müller (1743–1828), Schriftsteller und Aufklärer
- Bruno Nelissen-Haken (1901–1975), Schriftsteller
- Philipp Andreas Nemnich (1764–1822), Lexikograf, Publizist und Jurist
- Natias Neutert (* 1941), Essayist, Lyriker, Übersetzer, Verleger
- Hans Erich Nossack (1901–1977), Schriftsteller
- Dietrich Oldenburg (* 1933), Schriftsteller, 1975–1986 Direktor des Arbeitsamtes Hamburg
- Carl von Ossietzky (1889–1938), Journalist (Friedensnobelpreis 1935)
- Werner Peterich (1929–2023), Übersetzer
- Nikolaus Piper (1952–2024), Journalist
- Christian Heinrich Postel (1658–1705), Schriftsteller
- Francois Maher Presley (* 1961), deutsch-syrischer Autor, Essayist, Fotograf, Ausstellungsmacher, Kunstkritiker und Philanthrop
- Hermann Quistorf (1884–1969), Schriftsteller, Übersetzer und Lehrer
- Fritz Raab (1925–2010), Schriftsteller und Rundfunkredakteur
- Birgit Rabisch (* 1953), Schriftstellerin
- Hennie Raché (1876–1906), Schriftstellerin
- Fritz J. Raddatz (1931–2015), Journalist und Schriftsteller
- Elise Reimarus (1735–1805), Schriftstellerin
- Uwe Reimer (1948–2004), Autor
- Kurt Reiss (1903–1960), Autor und Regisseur
- Walter E. Richartz (1927–1980), Chemiker und Schriftsteller
- Werner Riegel (1925–1956), Schriftsteller, Essayist
- Helmut Ries (1920–2009), Arzt, Buchautor und Mitbegründer der Historischen Gesellschaft Glücksburg
- Arnold Risch (1890–1979), Autor, Schauspieler, Hörspielsprecher und Rezitator
- Erwin Rosen (1876–1923), Schriftsteller und Journalist
- Harry Rowohlt (1945–2015), Schriftsteller, Kolumnist, Übersetzer, Rezitator und Schauspieler
- Paul Rosenhayn (1877–1929), Schriftsteller
- Peter Rühmkorf (1929–2008), Lyriker, Schriftsteller und Essayist
- Anna Rüling (1880–1953), Autorin und Journalistin
- Emil Sandt (1864–1938), Zollbeamter und Schriftsteller
- Ingo Sax (1940–2019), Autor von Theaterstücken, Märchenspielen und Hörspielen
- Heinrich Schacht (1817–1863), Schriftsteller und Arbeiterdichter
- Kurt Scheel (1948–2018), Kulturjournalist
- Daniel Schiebeler (1741–1771), Schriftsteller
- Tania Schlie (* 1961), Schriftstellerin und Lektorin
- Arno Schmidt (1914–1979), Schriftsteller
- Amalie Schoppe (1791–1858), Schriftstellerin
- Herbert Schuldt (* 1941), Lyriker, Übersetzer und Künstler
- Frank Schulz (* 1957), Schriftsteller
- Paul Schurek (1890–1962), Schriftsteller, Bühnen- und Hörspielautor
- Leona Siebenschön (1933–2001), Journalistin und Schriftstellerin
- Saša Stanišić (* 1978), Schriftsteller und Sprecher
- Fritz Stavenhagen (1876–1906), niederdeutscher Dichter, Dramatiker und Schriftsteller
- Margret Steenfatt (1935–2021), Schriftstellerin der Jugendliteratur
- Lola Stein (1885–1959), Schriftstellerin
- Heinz Strunk (* 1962), Entertainer, Autor und Politiker
- Ernst Tuch (1872–1922), Philosoph, Nationalökonom, Vereinsfunktionär, Zionist, Autor
- Hans Tügel (1894–1984), Schauspieler, Hörspielsprecher, Regisseur und Autor
- Ludwig Tügel (1889–1972), Schriftsteller
- Tina Uebel (* 1969), Schriftstellerin
- Elke Vesper (* 1949), Schriftstellerin
- Klaus Voswinckel (1943–2024), Schriftsteller und Filmemacher
- S. O. Wagner (1902–1975), Schauspieler, Autor, Hörspielsprecher, Hörspiel- und Theaterregisseur
- Johannes Wedde (1843–1890), Dichter, Mitglied der SDAP in der Zeit des Sozialistengesetzes
- Gideon Weigert (1919–2001), Agrarwissenschaftler, Journalist, Autor und Menschenrechtler
- Michael Weins (* 1971), Schriftsteller
- Kay Weniger (* 1956), Schriftsteller
- Engel Christine Westphalen (1758–1840), Schriftstellerin
- Daniel Douglas Wissmann (* 1962), Schriftsteller
- Rudolf Wittkopf (1933–1997), Schriftsteller und Übersetzer
- Adolf Woderich (1906–1963), Schriftsteller, Bühnenautor und Mundartdichter
- Hinrich Wriede (1882–1958), Schriftsteller
- Heinz Zache (* 1916), Schriftsteller
- Philipp von Zesen (1619–1689), Dichter

## Religion
- Johannes Aepinus (1499–1553), Theologe und kirchenpolitischer Reformator
- Julius Gustav Alberti (1723–1772), evangelisch-lutherischer Theologe und Aufklärer
- Eberhard Anckelmann (1641–1703), evangelischer Theologe, Sprachforscher und Orientalist
- Ansgar (801–865), Missionar, Bischof
- Ludwig Averkamp (1927–2013), katholischer Theologe, ehem. Erzbischof von Hamburg und Osnabrück
- Klaus Baltzer (1928–2017), evangelischer Theologe und Hochschullehrer
- Jürgen Becker (* 1934), evangelischer Theologe und Hochschullehrer
- Hans-Jürgen Benedict (* 1941), lutherischer Theologe, Friedensforscher, Autor und Hochschullehrer
- Johannes Beutler (1933–2024), römisch-katholischer Theologe
- Heinz-Georg Binder (1929–2009), evangelischer Theologe und Militärbischof
- Margarete Braun (1893–1966), Theologin
- Walter Bülck (1891–1952), Theologe und Hochschulangehörigerer, u. a. Professor für Religionsgeschichte an der Universität Hamburg
- Julius Carlebach (1922–2001), deutsch-britischer Rabbiner und Hochschullehrer
- Joseph Carlebach (1883–1942), Oberrabbiner in Hamburg, Opfer des Holocaust
- David Clodius (1644–1687), Orientalist und evangelischer Theologe
- Sigurd Martin Daecke (* 1932), evangelischer Theologe
- Brandanus Daetrius (1607–1688), lutherischer Theologe, Superintendent, Oberhofprediger in Braunschweig, Abt in Riddagshausen
- Paul von Eitzen (1521–1598), Theologe und kirchenpolitischer Reformator
- Helmut Echternach (1907–1988), Pastor, protestantischer Theologe (Dogmatiker) und Bischof
- Johann Frisch (1636–1692), Pastor, Schriftsteller und Publizist
- Christine Gerber (* 1963), evangelische Theologin und Professorin
- Adolf Glitza (1820–1894), Hauptpastor an St. Katharinen und Kunstsammler
- Johann Melchior Goeze (1717–1786), protestantischer Theologe
- Heinrich Grassmüller (1632–1683), lutherischer Geistlicher, Erzdiakon an St. Michaelis
- Friedrich Hammer (1908–1997), Theologe, Publizist und Heimatforscher
- Erich Hessing (1906–1996), evangelischer Geistlicher und Buchautor
- Karl Johann Heinrich Hübbe (1764–1830), lutherischer Prediger und Schriftsteller, Bibliothekar der Patriotischen Gesellschaft
- Hans-Jochen Jaschke (1941–2023), römisch-katholischer Theologe und Weihbischof
- Maria Jepsen (* 1945), Hamburger Bischöfin, erste evangelische Bischöfin Deutschlands
- Johann John (1797–1865), Theologe und Geistlicher
- Bernhard Klefeker (1760–1825), Hauptpastor, lutherischer Theologe
- Lorenz Langermann (1556–1620), Domherr und Autor geistlicher Schriften
- Gottfried Wilhelm Lehmann (1799–1882), Mitbegründer der deutschen Baptistengemeinden
- Eduard Lohse (1924–2015), Neutestamentler und ehemaliger Landesbischof von Hannover
- Carl Malsch (1916–2001), evangelischer Pfarrer
- Bernhard Walther Marperger (1682–1746), lutherischer Theologe
- Paul de Mathies (1868–1924), Sohn eines Großreeders, geadelt, katholischer Priester und Schriftsteller
- Friedrich Johann Lorenz Meyer (1760–1844), Präses des Domkapitels und letzter Domherr am Hamburger Mariendom
- Heinrich Moller (1530–1589), evangelischer Theologe
- Carl Mönckeberg (1807–1886), lutherischer Theologe
- Johann Gerhard Oncken (1800–1884), Begründer der ersten deutschen Baptistengemeinde, Keimzelle der meisten kontinentaleuropäischen Baptistenkirchen
- Silke Petersen (* 1965), evangelische Theologin und außerplanmäßige Professorin
- Hieronymus Praetorius (1595–1651), lutherischer Geistlicher, Theologe, Physiker und Hochschullehrer
- Reinhard Scheerer (* 1953), evangelischer Theologe, Publizist und Heilpraktiker für Psychotherapie
- Monika Scheidler (* 1962), römisch-katholische Theologin
- Peter Schmidt-Eppendorf (1931–2021), römisch-katholischer Theologe und Kirchenrechtler
- Tobias Heinrich Schubart (1699–1747), Theologe und geistlicher Dichter
- Nicolaus Staphorst (1679–1731), Kirchenhistoriker; verfasste eine mehrbändige Hamburger Kirchengeschichte, die auf heute teilweise verlorenen Urkunden beruht
- Johann Otto Thiess (1762–1810), lutherischer Theologe
- Werner Thissen (1938–2025), römisch-katholischer Erzbischof von Hamburg
- Raban Tilmann (1940–2017), römisch-katholischer Geistlicher, ehemaliger Generalvikar von Limburg
- Johann Hinrich Wichern (1808–1881), evangelischer Theologe, begründete die Innere Mission
- Ulrich Wilckens (1928–2021), Neutestamentler und ehemaliger Landesbischof von Lübeck
- Otto Wolters (1796–1874), Theologe und Hauptpastor der Katharinenkirche
- Peter Zorn (1682–1746), lutherischer Theologe, Historiker, Gräzist und Hebräist

## Wohlfahrt
- August Abendroth (1796–1867), Jurist, Kaufmann und Philanthrop
- Mathilde Arnemann (1809–1896), Mäzenin und Wohltäterin
- Albertine Assor (1863–1953), Diakonisse und Begründerin des später nach ihr benannten Albertinen-Krankenhauses in Hamburg-Schnelsen
- Auguste Jauch (1822–1902), Hamburger Philanthropin
- Charlotte Paulsen (1797–1862), Sozialreformerin und Frauenrechtlerin
- Katrin Rohde (* 1948), Gründerin von Waisenhäusern in Burkina Faso
- Arnold Schuback (1762–1826), Privatgelehrter und Mäzen
- Heinrich Matthias Sengelmann (1821–1899), Theologe, Gründer der Alsterdorfer Anstalten
- Amalie Sieveking (1794–1859), Philanthropin, Mitbegründerin der organisierten Diakonie in Deutschland
- Birte Toepfer (1945–2010), Mäzenatin und Stiftungsratsvorsitzende
- Jakob von Uexküll (* 1944), Gründer des World Future Council mit Sitz in Hamburg und Stifter des Right Livelihood Award
- Emilie Wüstenfeld (1817–1874), Frauenrechtlerin, Gründerin der Gewerbeschule für Mädchen

## Seefahrt
- Erich Bey (1898–1943), Konteradmiral
- Robert Hilgendorf (1852–1937), Windjammer-Kapitän der Hamburger F. Laeisz Reederei und Schifferalter
- Hans Hofmann (* 1933), Vizeadmiral
- Walter Holtzapfel (1872–1917), Korvettenkapitän
- Klaus Hympendahl (1939–2016), Weltumsegler
- Berend Jacob Karpfanger (1622–1683), Hamburger Admiral
- Thomas Kier (1869–1927), Kapitän und Kommodore der HAPAG
- Arnold Kludas (1929–2023), Schifffahrtshistoriker, Bibliothekar und Sachbuchautor
- Ditmar Koel (1500–1563), Kapitän, später Bürgermeister von Hamburg
- Erich Laeisz (1888–1958), Regattasegler, Reeder und Politiker
- Harry Mündel (1876–1946), Konteradmiral
- Boye Richard Petersen (1869–1943), Windjammer-Kapitän der Hamburger F. Laeisz Reederei
- Carl Prützmann (1864–1929), Windjammer-Kapitän der Hamburger F. Laeisz Reederei
- Johann Theodor Reinke (1749–1825), Kanalbaudirektor
- Hellmuth von Ruckteschell (1890–1948), Marineoffizier
- Felix Scheffler (1915–1986), Konteradmiral
- Georg Robert Schlüter (1850–1931), Segelschiff-Kapitän der Hamburger Reederei F. Laeisz und Schifferalter
- Klaus Störtebeker (um 1370–1401), Seeräuber, enthauptet auf dem Grasbrook
- Simon von Utrecht († 1437), Schiffshauptmann

## Militär
- Franz Maximilian Freiherr Jahnus von Eberstädt (1711–1772), österreichischer Feldmarschalleutnant und ab 1763 Stadtkommandant von Hamburg
- Adolf von Bülow (1850–1897), preußischer General
- Martin Dietrich (1883–1973), Luftschiffer und Oberst der Luftwaffe der Wehrmacht
- Claus Rücker (1883–1974), Fregattenkapitän der Kriegsmarine und U-Boot-Kommandant im Ersten Weltkrieg
- Harry William Hugh Armytage (1890–1967), britischer Stadtkommandant von 1945 bis 1946
- Erwin Jollasse (1892–1987), Generalleutnant im Zweiten Weltkrieg
- Wilhelm Frankl (1893–1917), deutsch-jüdischer Jagdflieger im Ersten Weltkrieg und Ritter des Ordens Pour le Mérite
- Friedrich Leesemann (1893–1976), deutscher General
- Otto Fein (1895―1953), Konteradmiral der Kriegsmarine
- Kurt Asche (1909–1997), SS-Obersturmführer
- Otto Kumm (1909–2004), SS-Brigadeführer und Generalmajor der Waffen-SS
- Paul-Werner Hozzel (1910–1997), General
- Werner Winter (1912–1972), Kapitän zur See der Bundesmarine
- Hans Asmus (1913–1991), General
- Alfred Martin (1915-nach 1969), Offizier, zuletzt Oberst i. G. der Bundeswehr und Informant in der Spiegel-Affäre
- Herbert Trebesch (1915–2007), Vizeadmiral der Bundesmarine, Militärischer Vertreter im Militärausschuss der NATO
- Horst Krüger (1916–1989), Generalmajor der Bundeswehr
- Peter Heinrich Carstens (* 1937), General
- Georg Freiherr von Brandis (1948–2021), Generalmajor der Bundeswehr
- Jens Beckmann (* 1961), Admiral
- Klaus von Heimendahl (* 1960), Generalleutnant des Heeres der Bundeswehr

## Medien
- Nadja Abd el Farrag (1965–2025), Fernsehmoderatorin, Sängerin, langjährige Lebensgefährtin von Dieter Bohlen
- Lily Abegg (1901–1974), Schweizer Journalistin und Autorin
- Rudolf Augstein (1923–2002), Journalist, Herausgeber des Nachrichtenmagazins Der Spiegel
- Franziska Augstein (* 1964), Journalistin
- Stefan Aust (* 1946), Journalist, Chefredakteur des Nachrichtenmagazins Der Spiegel (seit 1994)
- Kristiane Backer (* 1965), Fernsehjournalistin
- Heinz Bauer (* 1939), Verleger
- Reinhold Beckmann (* 1956), Fernsehmoderator, lebt in Hamburg
- Dagmar Berghoff (* 1943), Chef-Sprecherin der Tagesschau, Moderatorin
- Daniel Beskos (* 1977), Verleger, Literaturveranstalter und Übersetzer
- Karl-Heinz Betz (* 1946), Biologe, Journalist, Redaktionsleiter
- Nils Bomhoff (* 1980), Fernsehmoderator
- Nina Bovensiepen (* 1972), Journalistin
- Jo Brauner (* 1937), Chef-Sprecher der Tagesschau
- Gerd Bucerius (1906–1995), Verleger (Die Zeit), CDU-Politiker
- Werner Burkhardt (1928–2008), Theater- und Musikkritiker
- Vera Cordes (* 1961), Journalistin und Fernsehmoderatorin (Visite)
- Marion Gräfin Dönhoff (1909–2002), Journalistin der Wochenzeitung Die Zeit (1946–2002)
- Laura Dünnwald (* 1974), Sprecherin der Tagesschau
- Axel Eggebrecht (1899–1991), Hörfunkjournalist, Schriftsteller
- Kurt Emmerich (1930–2006), Sportreporter
- Lovelyn Enebechi (* 1996), Teilnehmerin an Reality-TV-Shows
- Karl Fleischer (1915–2002), Nachrichtensprecher für Tagesschau und NDR
- Jan Fleischhauer (* 1962), Journalist und Autor
- Hanns Joachim Friedrichs (1927–1995), Fernsehmoderator
- Singa Gätgens (* 1975), Moderatorin und Schauspielerin
- Oliver Geissen (* 1969), Fernsehmoderator
- Heidrun von Goessel (* 1945), Fernsehansagerin
- Henry Goverts (1892–1988), Verleger
- Pamela Großer (* 1977), Fernsehmoderatorin und Schauspielerin
- Nikolaus Hansen (* 1951), Verleger
- Dieter Thomas Heck (1937–2018), Moderator, Schauspieler, Sänger; in Hamburg aufgewachsen
- Ulrike Herrmann (* 1964), Journalistin und Autorin
- Jürgen Heuer (1961–2018), Fernsehjournalist des NDR
- Jan Hofer (* 1950), Chef-Sprecher der Tagesschau, Journalist, Moderator
- Kerstin Holm (* 1958), Journalistin und Autorin
- Alena Jabarine (* 1985), Journalistin
- Claus Jacobi (1927–2013), Journalist
- Paul Janke (* 1981), Fernsehdarsteller
- Alexander Jahr (1940–2006), Verleger
- Angelika Jahr-Stilcken (* 1941), Journalistin, Chefredakteurin, Herausgeberin und Verlegerin
- John Jahr senior (1900–1991), Verleger
- John Jahr junior (1933–2006), Verleger
- Johannes B. Kerner (* 1964), Fernsehmoderator, lebt in Hamburg
- Louis Klamroth (* 1989), Schauspieler und Fernsehmoderator
- Karl-Heinz Köpcke (1922–1991), Sprecher der Tagesschau von 1959 bis 1987
- Christian Krug (* 1965), Journalist
- Claus Kühn (1924–2016), Journalist
- Bernd Kundrun (* 1957), Verlagsmanager
- Dimitri Ladischensky (* 1972), Journalist und Autor
- Birgit Lahann (* 1940), Journalistin und Publizistin
- Monica Lierhaus (* 1970), Fernsehmoderatorin
- Ivar Lissner (1909–1967), Chefredakteur der Illustrierten Kristall, Schriftsteller
- Tim Mälzer (* 1971), Koch und Fernsehmoderator
- Dirk Manthey (* 1954), deutscher Verleger, 1975 Begründer der Filmzeitschrift Cinema in Hamburg
- Michael Martens (* 1973), Journalist und Buchautor
- Patrick Mayer, bekannt als Paluten (* 1988), deutscher Webvideoproduzent
- Otto Meissner (1819–1902), Verleger und Verlagsbuchhändler
- John Ment (* 1963), Radiomoderator
- Hans Jacob Heinrich Meyer (1795–1858), Buchdrucker, Kaufmann, Autor, Redakteur und Herausgeber
- Ernst Naumann (1921–2004), Verleger
- Frank Otto (* 1957), Medienunternehmer (Hamburg 1, Hamburger Morgenpost)
- Jana Pareigis (* 1981), Journalistin und Fernsehmoderatorin
- Jörg Pilawa (* 1965), Fernsehmoderator
- Theresa Pöhls (* 1981), Journalistin, Moderatorin
- Verona Pooth (* 1968), Entertainerin, Unternehmerin
- Karl Pündter (1883–1975), Schauspieler, Regisseur, Hörspielsprecher und nach 1945 Leiter der Abteilung Schulfunk beim NWDR in Hamburg
- Judith Rakers (* 1976), Sprecherin der Tagesschau, Moderatorin des NDR
- Julian Reichelt (* 1980), Journalist und Chefredakteur der Bild-Zeitung
- Eduard Rhein (1900–1993), Gründungschefredakteur der Hörzu, Schriftsteller, Erfinder
- Jürgen Roland (1925–2007), Spielfilm- und Fernsehregisseur und Fernsehpionier
- Gerd Ruge (1928–2021), Journalist, Moderator und Professor für Fernsehjournalismus an der Hochschule für Fernsehen und Film München
- Klaus-Peter Siegloch (* 1946), Nachrichtensprecher beim NDR und ZDF
- Sven Simon (1941–1980), alias Axel Springer junior, Journalist und Fotograf
- Theo Sommer (1930–2022), Publizist, Chefredakteur und Herausgeber der Wochenzeitung Die Zeit
- Elef Sossidi (1913–1992), Hörfunkjournalist
- Rut Speer (1936–2019), Journalistin und Fernsehmoderatorin
- Gerd Spiekermann (* 1952), Radiomoderator, Journalist, Herausgeber, Autor, plattdeutsche Comedy
- Axel Springer (1912–1985), Verleger
- Peter Tamm (1928–2016), Journalist und Manager, Museumsgründer
- Bettina Tietjen (* 1960), Fernsehmoderatorin
- Christian Ulmen (* 1975), Moderator, Entertainer, Satiriker sowie Produzent, Schauspieler, Publizist, Regisseur und Medienunternehmer
- Collien Ulmen-Fernandes (* 1981), Fernsehmoderatorin und Model
- Hanni Vanhaiden (* 1942), NDR-Fernsehansagerin
- Werner Veigel (1928–1995), Sprecher der Tagesschau
- Victoria Voncampe (* 1941), Fernsehmoderatorin
- Wilhelm Wieben (1935–2019), Sprecher der Tagesschau, Moderator des NDR, Schauspieler
- Johannes Wimmer (* 1983), Arzt und Fernsehmoderator
- Rainer Wulff (1943–2022), Journalist, Autor und Stadionsprecher beim FC St. Pauli
- Tarek Youzbachi (* 1971), Sprecher der Tagesschau
- Alfred Zahn (1903–1972), Journalist, Hochschullehrer und Politiker
- Peter von Zahn (1913–2001), Rundfunkjournalist
- Linda Zervakis (* 1975), deutsch-griechische Moderatorin, Nachrichtensprecherin und Journalistin

## Sport

### Basketball
- Patrick Femerling (* 1975)
- Katharina Kühn (* 1980)
- Jan Lipke (* 1983)
- Jón Axel Guðmundsson (* 1996), isländischer Basketballspieler

### Boxen
- Dieter Kottysch (1943–2017), Amateurboxer und Olympiasieger von 1972
- Max Schmeling (1905–2005)
- Kalle Schwensen (* 1953), Boxer und Hamburger Kiezgröße
- Hein ten Hoff (1919–2003)

### Fußball
- Edmund Adamkiewicz (1920–1991)
- Otto Addo (* 1975), deutsch-ghanaischer Fußballspieler
- Holger Aden (* 1965)
- Yusuf-Muri Adewunmi (* 1982)
- Emanuel Adou (* 2002)
- Joel Agyekum (* 2005)
- Kassim Aidara (* 1987), französisch-senegalesischer Fußballspieler
- Mohamed Aidara (* 1989), französisch-senegalesischer Fußballspieler
- Fahri Akyol (* 1990)
- Erhan Albayrak (* 1977), deutsch-türkischer Fußballspieler
- Berkan Algan (* 1977)
- Faride Alidou (* 2001)
- Stephan Ambrosius (* 1998)
- Bent Andresen (* 2003)
- Marcel Andrijanic (* 1992)
- Antonia Baaß (* 2000)
- Bentley Baxter Bahn (* 1992)
- Harry Bähre (* 1941)
- Bünyamin Balat (* 1997)
- Fabio Baldé (* 2005)
- Zlatan Bajramović (* 1979), deutsch-bosnisch-herzegowinischer Fußballspieler
- Walter Baresel (1913–1998), Fußballfunktionär
- Deniz Barış (* 1977), deutsch-türkischer Fußballspieler
- Uwe Beginski (1959–2025)
- Albert Beier (1900–1972)
- Daouda Beleme (* 2001)
- Rolf Bergeest (1938–2016)
- Marinus Bester (* 1969)
- Walter Borck (1891–1948), Fußballtorhüter
- Frank Böse (* 1969), Fußballtorhüter
- Jens-Peter Box (* 1956)
- Christopher Braun (* 1991)
- Andreas Brehme (1960–2024), Fußballweltmeister 1990
- Bernd Bressem (* 1965)
- Leonard Brodersen (* 2003)
- Svend Brodersen (* 1997), Fußballtorhüter
- Jordan Brown (* 1991)
- Daniel Brückner (* 1981)
- Florian Brügmann (* 1991)
- Haydar Çekırdek (* 1992), deutsch-türkischer Fußballspieler
- Volkan Çekırdek (* 1992), deutsch-türkischer Fußballspieler
- Eric Maxim Choupo-Moting (* 1989), deutsch-kamerunischer Fußballspieler
- Christian Conteh (* 1999)
- Sirlord Conteh (* 1996)
- Dennis Daube (* 1989)
- Jonas David (* 2000)
- Jürgen Degen (* 1967)
- Horst Dehn (1937–2005)
- Leon Deichmann (* 1997)
- Yannick Deichmann (* 1994)
- Ermedin Demirović (* 1998)
- Dietmar Demuth (* 1955), Fußballspieler und -trainer
- Holger Dieckmann (* 1943)
- Kai Dittmer (* 1974)
- Lothar Dittmer (* 1963)
- Bernd Dörfel (* 1944)
- Friedo Dörfel (1915–1980)
- Gert Dörfel (* 1939)
- Richard Dörfel (1911–1965)
- Björn Dreyer (* 1977)
- Serdar Dursun (* 1991), deutsch-türkischer Fußballspieler
- Jens Duve (* 1962)
- Davidson Eden (* 1988), deutsch-ghanaischer Fußballspieler
- Stefan Effenberg (* 1968), Fußballspieler und -trainer
- Ernst Eikhof (1892–1978)
- Alois Eisenträger (1927–2017)
- Friederike Engel (* 1987)
- Luis Engelns (* 2007)
- Werner Erb (1932–2017)
- Marisa Ewers (* 1989)
- Brooklyn Ezeh (* 2001), deutsch-nigerianischer Fußballspieler
- Mats Facklam (* 1996)
- Marc Fascher (* 1968), Fußballtrainer
- Petar Filipovic (* 1990), deutsch-kroatischer Fußballspieler
- Klaus Fock (* 1947)
- Hermann Friese (1882–1945), deutschbrasilianischer Fußballspieler, Leichtathlet und Schiedsrichter
- André Golke (* 1964)
- Jakob Golz (* 1998), Fußballtorhüter
- Bernd Gorski (* 1959)
- Werner Gorszka (* 1929)
- Oke Göttlich (* 1975), Unternehmer, Präsident FC St. Pauli
- Ashton Götz (* 1993)
- Fabian Graudenz (* 1992)
- Jürgen Gronau (* 1962)
- Jörn Großkopf (* 1966)
- Tillmann Grove (* 1988)
- Karim Guédé (* 1985), deutsch-togolisch-slowakischer Fußballspieler
- Peter Haack (1941–2013)
- Horst Haecks (1936–2010)
- Kevin Hansen (* 1979)
- Martin Harnik (* 1987), deutsch-österreichischer Fußballspieler
- Levon Hayrapetyan (* 1989), deutsch-armenischer Fußballspieler
- Bryan Hein (* 2001)
- Holger Hieronymus (* 1959), Fußballspieler und -funktionär
- Thomas Hinz (* 1964)
- Rolf Höfert (* 1949)
- Christian Hofmeister (* 1960)
- Kevin Ingreso (* 1993), deutsch-philippinischer Fußballspieler
- Patrick Ittrich (* 1979), DFB-Schiedsrichter
- Reinhold Jackstell (1923–2004)
- Adolf Jäger (1889–1944)
- Mathilde Janzen (* 2005)
- Andreas Jeschke (* 1966)
- Niklas Jessen (* 2003)
- Ralf Jester (* 1968)
- Helmuth Johannsen (1920–1998), Fußballtrainer
- Walter Junghans (* 1958)
- Gillian Jurcher (* 1997)
- Jan-Philipp Kalla (* 1986)
- Manfred Kaltz (* 1953)
- Wolfgang Kampf (* 1949)
- Jeremy Karikari (* 1987)
- George Kelbel (* 1992)
- Thiemo-Jérôme Kialka (* 1989)
- Florian Kirschke (* 1992), Fußballtorhüter
- Ivan Klasnić (* 1980), deutsch-kroatischer Fußballspieler
- Klaus Klock (* 1965)
- Uwe Knodel (* 1955)
- Michael Koch (* 1969)
- Reenald Koch (* 1959), Fußballspieler und -funktionär
- Umut Koçin (* 1988), deutsch-türkischer Fußballspieler
- Derrick Köhn (* 1999)
- Brian Koglin (* 1997)
- Kreso Kovacec (* 1969)
- Marijan Kovačević (* 1973), deutsch-kroatischer Fußballspieler
- Elijah Krahn (* 2003)
- Walter Krause (1896–1948)
- Peter Krohn (1932–2021), Präsident und Generalmanager des Hamburger SV
- Melvin Krol (* 1998)
- Gerhard Krug (1936–2011)
- Lukas Krüger (* 2000)
- Benjamin Kruse (* 1978)
- Herbert Kühl (1932–2020)
- Wolfgang Kulka (* 1955)
- Okan Kurt (* 1995), deutsch-türkischer Fußballspieler
- Mert Kuyucu (* 2000)
- Kusi Kwame (* 1989), deutsch-ghanaischer Fußballspieler
- Alexander Laas (* 1984)
- Zhi Gin Lam (* 1991)
- Walter Laubinger (* 1967)
- Alexander Laukart (* 1998)
- Steven Lewerenz (* 1991)
- Maurice Litka (* 1996)
- Reinhard Löffler (* 1942)
- Bernd Lorenz (1947–2005)
- Michael Lorkowski (* 1955), Fußballtrainer
- Aurel Loubongo (* 2001)
- Angelina Lübcke (* 1991)
- Otto Lüdecke (1909–1990)
- Kilian Ludewig (* 2000)
- Sigmund Malek (1955–2016)
- Braydon Manu (* 1997), deutsch-ghanaischer Fußballspieler
- Igor Matanović (* 2003)
- Jens Matthies (* 1977)
- Marcus Marin (* 1966)
- Omar Megeed (* 2005)
- Jochenfritz Meinke (1930–2022)
- Robin Meißner (* 1999)
- Linus Meyer (* 1992)
- Karl Miller (1913–1967)
- Manija Mir (* 1997)
- Emanuel Mirchev (* 2002), deutsch-bulgarischer Fußballspieler
- Florian Mohr (* 1984)
- Khaled Mohssen (* 1998), deutsch-libanesischer Fußballspieler
- Heinz Mühle (* 1920)
- Henry Müller (1896–1982)
- Philipp Müller (* 1995)
- Niclas Nadj (* 2000)
- Tibor Nadj (* 1973)
- Benjamin Nadjem (* 1995), deutsch-afghanischer Fußballspieler
- Klaus Neisner (* 1936)
- Frank Neubarth (* 1962)
- Horst Neumann (* 1952)
- Justin Njinmah (* 2000)
- Rudolf Noack (1913–1947)
- Fabian Nürnberger (* 1999)
- Evans Nyarko (* 1992), deutsch-ghanaischer Fußballspieler
- Reagy Ofosu (* 1991)
- Nicolas Oliveira (* 2004)
- Aaron Opoku (* 1999)
- Peter Osterhoff (* 1937)
- Elard Ostermann (* 1968), Fußballspieler und -trainer
- Moses Otuali (* 2002)
- Patrick Owomoyela (* 1979)
- Kelsey Owusu (* 2004)
- Levin Öztunali (* 1996)
- Jens Paeslack (* 1974)
- Joachim Pawlik (* 1965)
- Tim Petersen (* 1986)
- Patric Pfeiffer (* 1999)
- David Philipp (* 2000)
- Nils Pichinot (* 1989)
- Erwin Piechowiak (1936–2021)
- Benedikt Pliquett (* 1984), Fußballtorhüter
- Leon Pöhls (* 1997), Fußballtorhüter
- Merlin Polzin (* 1990), Fußballtrainer
- Ingo Porges (* 1938)
- Peer Posipal (* 1962)
- Gerrit Pressel (* 1990)
- Edgar Preuß (1930–2018), Fußballspieler und -trainer
- Christian Rahn (* 1979)
- Torben Rehfeldt (* 1993)
- Willi Reimann (* 1949), Fußballspieler und -trainer
- Uwe Reuter (1934–2011)
- Reinhard Rietzke (* 1948)
- Hans-Jürgen Ripp (1946–2021)
- Hans Rohde (1914–1979)
- Otto Rohwedder (1909–1969)
- Frank Ronstadt (* 1997)
- Rolf-Peter Rosenfeld (* 1957)
- Dennis Rosin (* 1996)
- Mariam Ruhin (* 1993)
- Shabnam Ruhin (* 1991)
- Elias Saad (* 1999)
- Daniel Sager (* 1979)
- Helmut Sandmann (* 1944)
- Tom Sanne (* 2004)
- Jens Scharping (* 1974)
- Kingsley Schindler (* 1993)
- Thorsten Schlumberger (* 1960)
- Lasse Schlüter (* 1992)
- Antonia Schmale (* 1980)
- Volker Schmidt (* 1978)
- Frank Schmöller (* 1966)
- Jan-Marc Schneider (* 1994)
- Horst Schnoor (* 1934), Fußballtorhüter
- Michael Schröder (* 1959)
- Rolf Schwartau (* 1944)
- Hans Schwartz (1913–1991)
- Oliver Schweißing (* 1971)
- Jörn Schwinkendorf (* 1971)
- Dieter Seeler (1931–1979)
- Erwin Seeler (1910–1997)
- Uwe Seeler (1936–2022)
- Ernst Seikowski (1917–1986)
- Busem Şeker (* 1998)
- Eren Şen (* 1984)
- Feiz Shamsin (* 1992), deutsch-libanesischer Fußballspieler
- Amir Shapourzadeh (* 1982), deutsch-iranischer Fußballspieler
- Josef Shirdel (* 1993), deutsch-afghanischer Fußballspieler
- Stefan Siedschlag (* 1977)
- Eric da Silva Moreira (* 2006)
- Ömer Şişmanoğlu (* 1989), deutsch-türkischer Fußballspieler
- Otmar Sommerfeld (1929–2008)
- Lennard Sowah (* 1992)
- Heinz Spundflasche (1919–1972)
- Holger Stanislawski (* 1969), Fußballspieler und -trainer
- Hubert Stapelfeldt (1941–2017)
- Kai Steffen (* 1961)
- Ulrich Stein (* 1954), Fußballtorhüter
- Matti Steinmann (* 1995)
- Harald Stender (1924–2011)
- Marco Stier (* 1984)
- Dieter Stolze (* 1945)
- Kurt Stössel (1907–1978)
- Erwin Stührk (1910–1942)
- Jonathan Tah (* 1996)
- Şebnem Taşkan (* 1994), deutsch-türkische Fußballspielerin
- Eike Thiemann (* 1995)
- Antonio Tikvić (* 2004)
- Kevin Tittel (* 1994)
- Deran Toksöz (* 1988)
- Tunay Torun (* 1990), deutsch-türkischer Fußballspieler
- Tidiane Touré (* 2004)
- Piotr Trochowski (* 1984)
- André Trulsen (* 1965), Fußballspieler und -trainer
- Julian Ulbricht (* 1999)
- Klaus Ulbricht (* 1965)
- Ahmet Usman (* 1977)
- Josha Vagnoman (* 2000)
- Robin Velasco (* 2002)
- Sascha Voelcke (* 2002)
- Claus Vogler (* 1943)
- Tanja Vreden (* 1977)
- Stephan Vujcic (* 1986)
- Jürgen Wähling (* 1940), Fußballspieler und -trainer
- Carsten Wehlmann (* 1972), Fußballtorhüter
- Jürgen Weidlandt (1940–1999)
- Denis-Danso Weidlich (* 1986), deutsch-ghanaischer Fußballspieler
- Kevin Weidlich (* 1989)
- Heinz Weisener (1928–2005), Architekt und Fußballfunktionär
- Jürgen Werner (1935–2002)
- Hans Weymar (1884–1959)
- Jannes Wieckhoff (* 2000)
- Gert Wieczorkowski (1948–2021)
- Herbert Wojtkowiak (1922–1990)
- Peter Woldmann (1943–2003)
- Thomas Wolter (* 1963)
- Kwasi Okyere Wriedt (* 1994), deutsch-ghanaischer Fußballspieler
- Peter Wulf (1938–1995)
- John Yeboah (* 2000)
- Mahmut Yilmaz (* 1979), deutsch-türkischer Fußballspieler
- Dirk Zander (* 1965)
- Mustafa Zazai (* 1993), deutsch-afghanischer Fußballspieler
- Kevin Zschimmer (* 1993)
- Valon Zumberi (* 2002)

### Handball
- Fritz Bahrdt (* 1939)
- Tim-Oliver Brauer (* 1992)
- Friederike Gubernatis (* 1988)
- Kevin Herbst (* 1994)
- Dennis Klockmann (* 1982), Handballtorwart
- Otto Maychrzak (1927–2002)
- Stefanie Melbeck (* 1977)
- Christian Scheffler (* 1972)
- Jan Schult (* 1986)
- Hans Theilig (1914–1976)
- Werner Vick (1920–2000), Handballspieler und -trainer
- Adrian Wagner (* 1978), Handballspieler und -trainer
- Kai Wandschneider (* 1959), Handballspieler und -trainer

### Hockey
- Sebastian Biederlack (* 1981), Feldhockeyspieler und Weltmeister, Olympiasieger 2008
- Christian „Büdi“ Blunck (* 1968), Hockeynationalspieler, Olympiasieger 1992
- Alfons Brehm (1882–1968), Hockeyspieler
- Florian Fuchs (* 1991), Feldhockeyspieler, Olympiasieger 2012
- Moritz Fürste (* 1984), Feldhockeyspieler, Weltmeister 2006, Olympiasieger 2008, 2012
- Oskar Deecke (* 1986), Feldhockeyspieler, Olympiasieger 2012
- Tobias Hauke (* 1987), Feldhockeyspieler, Olympiasieger 2008, 2012
- Julia Müller (* 1985), Feldhockeyspielerin
- Janne Müller-Wieland (* 1986), Feldhockeyspielerin
- Mathias Müller (* 1992), Hockeyspieler, Weltmeister 2023
- Kristina Reynolds (* 1984), Hockeyspielerin
- Philippa Suxdorf (* 1971), Hockeyspielerin
- Philip Witte (* 1984), Feldhockeyspieler, Olympiasieger 2008

### Leichtathletik
- Marion Becker (* 1950), Speerwerferin, Silbermedaille 1976 in Montreal
- Manfred Bock (1941–2010), Zehnkämpfer
- Inge Bödding (* 1947), 400-Meter-Läuferin
- Willi Boltze (1904–1937), deutscher Mittel- und Langstreckenläufer
- Rolf Danneberg (* 1953), Diskuswerfer, Olympiasieger
- Stefan Drews (* 1979), Zehnkämpfer
- Antje Gleichfeld (* 1938), 400- und 800-Meter-Läuferin, Olympiateilnehmerin
- Karl Hein (1908–1982), Hammerwerfer und Olympiasieger
- Anni Holdmann (1900–1960), Sprinterin und Olympiamedaillengewinnerin
- Bianca Kappler (* 1977), Weitspringerin
- Richard Krebs (1906–1996), 400-Meter-Läufer
- Jürgen Kühl (1934–2020), 400-Meter-Läufer
- Hans Liesche (1891–1979), Hochspringer und Olympiamedaillengewinner
- Paula Mollenhauer (1908–1988), Diskuswerferin
- Carolin Nytra (* 1985), Hürdenläuferin
- Hans Scheele (1908–1941), 400-Meter- und 400-Meter-Hürdenläufer
- Egon Schein (1912–1977), 100-, 200- und 400-Meter-Läufer und Olympiateilnehmer
- Jana Sussmann (* 1990), deutsche Meisterin über 3000 Meter Hindernis
- Eva-Maria Westphal (1918–1996), erste deutsche Rekordhalterin im 100-km-Lauf

### Motorsport
- Manfred von Brauchitsch (1905–2003), Autorennfahrer
- John Cordts (* 1935), kanadischer Autorennfahrer
- Roald Goethe (* 1960), Unternehmer und Autorennfahrer
- Ilse Thouret (1897–1969), Motorrad- und Automobilrennfahrerin, Sportlerin sowie Sportjournalistin
- Marcel Tiemann (* 1974), Autorennfahrer
- Götz von Tschirnhaus (1939–2022), Autorennfahrer

### Poker
- Ismael Bojang (* 1988)
- Niklas Heinecker (* 1984)
- Jan-Peter Jachtmann (* 1968)
- Sebastian Ruthenberg (* 1984)

### Reitsport
- Hein Bollow (1920–2020), Jockey
- Andreas Dibowski (* 1966), Vielseitigkeitsreiter
- Claus Erhorn (* 1959), Vielseitigkeitsreiter
- Johannes Frömming (1910–1996), Trabrennsportler
- Nicola Ströh-Kiedrowski (* 1980), Voltigiererin, Weltmeisterin

### Rudern
- Max Ammermann (1878–??), Steuermann
- Maren Derlien (* 1975), Riemenruderin
- Alexander Gleichmann von Oven (1879–1969), Steuermann
- Holger Hocke (* 1945), Steuermann
- Kurt Hoffmann (1890–1976), Europameister und Olympiateilnehmer
- Ingrid Huhn-Wagener (* 1948), Steuerfrau
- Ernst Jencquel (1879–1939)
- Torben Johannesen (* 1994), Riemenruderer (Deutschland-Achter)
- Peter-Michael Kolbe (1953–2023), Sportler des Jahres 1975
- Horst Meyer (1941–2020), 1968 Olympiasieger mit dem Achter
- Roland Opfer (* 1974)
- Bahne Rabe (1963–2001), Schlagmann, Olympiasieger und Weltmeister
- Tobias Rose (* 1974)
- Iris Völkner (* 1960)
- Arthur Warncke (1880–19??)

### Schach
- Jan Gustafsson (* 1979), Schachgroßmeister
- Anja Hegeler (geboren als Anja Dahlgrün; 1965–2022)
- Paul Heuäcker (1899–1969), Schachstudienkomponist
- Niclas Huschenbeth (* 1992)
- Karsten Müller (* 1970), Schachgroßmeister
- Heinrich Wagner (1888–1959)

### Schwimmen und Wasserspringen
- Günther Haase (* 1925), Wasserspringer, 1952 olympische Bronzemedaille im Turmspringen
- Stefan Pfeiffer (* 1965), Schwimmer
- Sandra Völker (* 1974), Schwimmerin, Olympiasiegerin, Europameisterin, Weltmeisterin
- Albert Zürner (1890–1920), Wasserspringer und Olympiasieger

### Segeln
- Carl Wentzel (1895–1952), Regattasegler
- Hans Paschen (1896–1960), Regattasegler
- Edgar Behr (1910–1985)
- Fritz Kopperschmidt (1939–2011)
- Werner Krogmann (1901–1954)
- Florian Spalteholz (* 1977)

### Tennis
- Andy Fahlke (* 1979)
- Christian Geyer (* 1964)
- Tommy Haas (* 1978)
- Hugo Hardy (1877–1936)
- Luis Heyden (1893–1951)
- Marvin Möller (* 1999)
- Axel Pretzsch (* 1976)
- Jörn Renzenbrink (* 1972)
- Ella Seidel (* 2005)
- Friedrich Adolf Traun (1876–1908)
- Alexander Zverev (* 1997)
- Mischa Zverev (* 1987)

### Tischtennis
- Heinz Benthien (1917–1981)
- Paul Benthien (1914–1982), Tischtennisspieler und Präsident des Hamburger SV

### Volleyball und Beachvolleyball
- Margareta Kozuch (* 1986), Volleyballspielerin
- Anika Krebs (* 1993), Volleyball- und Beachvolleyballspielerin
- Frank Mackerodt (* 1963), Volleyball- und Beachvolleyballspieler

### Sonstige
- Katharina Albers (* 2001), Radsportlerin
- Georg Andersen (1887–??), Ringer
- Jan-Phillip Bombek (* 1996), American-Football-Spieler
- Herbert Bramfeldt (1912–1983), Moderner Fünfkämpfer
- Berend Breitenstein (* 1964), Bodybuilder
- Lucas Carstensen (* 1994), Radsportler
- Bernd Dankowski (* 1963), Radsportfunktionär
- Kasim Edebali (* 1989), American-Football-Spieler
- Katharina Haecker (* 1992), australische Judoka
- Heinz Huth (1908–1996), Segelflieger und Weltmeister
- Andreas Jenike (* 1988), Eishockeytorwart
- Karin Krüger (* 1958), Judoka, Vizeweltmeisterin, Europameisterin
- Yvonne Li (* 1998), Badmintonspielerin
- Rafael Nickel (* 1958), Fechter und Olympiasieger
- André Pollehn (* 1969), Speedway- und Langbahnrennfahrer
- Hermann Rieger (1941–2014), Physiotherapeut
- Kerstin Ubben (* 1968), Badmintonspielerin
- Dorothee Vieth (* 1960), Handbikerin
- Arthur Vollstedt (1892–1969), Eisschnellläufer
- Isao Yoneda (* 1977), japanischer Turner

## Kriminalität
- Susanne Albrecht (* 1951), Terroristin Rote Armee Fraktion
- Mohammed Atta (1968–2001), Terrorist und Mitglied der Hamburger Terrorzelle, lebte 4 Jahre lang in Hamburg
- Friedrich Engel (1909–2006), SS-Mitglied
- Otto „Tull“ Harder (1892–1956), Fußballspieler, KZ-Aufseher
- Fritz Honka (1935–1998), Prostituiertenmörder
- Ronald „Blacky“ Miehling (1950–2022), Kokainhändler
- Robert Mulka (1895–1969), stellvertretender Kommandant des KZs Auschwitz
- Julius Adolf Petersen (1882–1933), Verbrecher „Lord von Barmbeck“
- Werner „Mucki“ Pinzner (1947–1986), Auftragsmörder
- Bruno Streckenbach (1902–1977), Gestapochef in Hamburg

## Sonstige
- Aale-Dieter (* 1939), Fischhändler
- Fips Asmussen (1938–2020), Komiker und Alleinunterhalter
- Johann Wilhelm Bentz (1787–1854), berühmter Wasserträger, auf den der Ausruf „Hummel, Hummel – Mors, Mors!“ zurückgeht
- Johann Martin Dase (1824–1861), Schnellrechner und Rechenkünstler
- Caro Daur (* 1995), Bloggerin
- Amalie Friedländer (1800–1838), Cousine von Heinrich Heine
- Heinrich Leopold Grein (1882–1952), Reformpädagoge
- Valentin Heins (1637–1704), Rechenmeister
- Reinhard Kopps (1914–2001), NS-Geheimdienstagent und NS-Fluchthelfer
- Clara Lehmann (1874–1942), Pädagogin, Schulgründerin und -leiterin
- Henriette Johanne Marie Müller (1841–1916), genannt Zitronenjette (Hamburger Original)
- Karl-Peter Naumann (* 1950), Ehrenvorsitzender des Fahrgastverbandes Pro Bahn, Bundesvorsitzender 1996–2012
- Oskar vom Pferdemarkt (1902–1969), alias Fritz Krüger, Hamburger Stadtoriginal
- Kurt Otte (1902–1983), Apotheker und Kunstsammler
- Oz (1950–2014), eigentlich Josef Walter Fischer, Graffiti-Sprayer
- Ottilie Reimers (1913–2025), Altersrekordlerin
- Hilde Rosenberg (1928–2019), Wahrsagerin und Original auf dem Dom, lebte und starb in Hamburg
- Waltraut Rubien (1927–2017), Pädagogin, lebte und wirkte fast 70 Jahre in Hamburg
- Hannelore „Loki“ Schmidt (1919–2010), Lehrerin, Ehrenprofessorin der Universität, Ehefrau von Helmut Schmidt
- Arp Schnitger (1648–1719), Orgelbauer
- Erna Stahl (1900–1980), Reformpädagogin
- Fritz Valentin (1897–1984), Richter („Drei-Marks-Urteil“)

## Weitere in Hamburg geborene Personen
- Aarón (* 1982), deutsch-spanischer Fußballspieler
- Lorena Abicht (* 1994), österreichische Seglerin
- Sefa Aksoy (* 1989), türkischer Fußballspieler
- Carl Alberti (1763–1828), Beamter
- Käte Alving (1896–1974), Theater- und Filmschauspielerin
- Jochen Amme (1935–2016), Buchautor und Rechtsanwalt
- Christian Ante (* 1978), parteiloser Kommunalpolitiker
- Manfred von Ardenne (1907–1997), Naturwissenschaftler
- Gabriele von Arnim (* 1946), Journalistin und Schriftstellerin
- Elsa Arnold (1903–1986), Widerstandskämpferin gegen den Nationalsozialismus in der Résistance
- Rudi Bach (1886–1942), Schauspieler, Drehbuchautor und Filmregisseur
- Wanda Badwal (* 1985), Fotomodell, Musicaldarstellerin und Schauspielerin
- Axel Bärendorf (* 1957), Bürgermeister von Reinbek
- Arne Bathke (* 1972), Mathematiker/Statistiker und Universitätsprofessor
- James Bauer (1884–1947), Theaterschauspieler, Regisseur und Filmproduzent
- Jan Bauer (* 1980), Politiker (CDU)
- Stefan Bauer (* 1969), Bürgermeister von Henstedt-Ulzburg
- Wilma Bayer (1909–1977), Politikerin, Mitglied des Landtages Niedersachsens
- Stefan von der Beck (* 1964), Richter, Ministerialbeamter und politischer Beamter
- Achim Becker (1931–2021), SED-Funktionär
- Peter Becker (* 1946), Bäckermeister, Verbandsfunktionär im Bäckerhandwerk
- Klaus Beer (1932–2025), Jurist, engagiert in der Aufarbeitung des NS-Unrechts
- Sabina Began (* 1974), Schauspielerin, in Italien tätig
- Erna Behling (1884–1945), Widerstandskämpferin gegen den Nationalsozialismus
- Almuth von Below-Neufeldt (* 1954), Politikerin
- Ottilie Bercht (1856–1913), Schriftstellerin und Sängerin
- Hans Joachim Berker (1924–1992), namibischer Chief Justice (oberster Richter)
- Albert Bessler (1905–1975), Schauspieler, Theaterregisseur, Autor und Dramaturg
- Karl-Heinz Betz (* 1946), Biologe und Journalist
- Friedrich Beug (1885–1956), Schauspieler, Theaterleiter und -regisseur
- Hans-Jürgen Beug (1932–2022), Botaniker
- Hans-Joachim Bieber (* 1940), Historiker
- Lena-Marie Biertimpel (* 1991), Schriftstellerin
- Marina Blanke (* 1991), Schauspielerin und Moderatorin
- Johann Elert Bode (1747–1826), Astronom (Titius-Bode-Reihe)
- Carl-Georg Böhne (* 1937), Historiker und Germanist
- Egon Boldt (1926–2003), Gewerkschafter und Politiker
- Edgar Booth (1888–1945), deutsch-brasilianischer Fußballspieler
- William Borm (1895–1987), Politiker (FDP)
- Nina Bovensiepen (* 1972), Journalistin
- Alfred Brandt (1846–1899), Ingenieur und Erfinder
- Bettina Braun (* 1969), Politikerin (Bündnis 90/Die Grünen)
- Birgit Breuel (* 1937), Politikerin (CDU), 1970–78 MdHB, Landesministerin in Niedersachsen
- Carlotta Brinckmann (1876–1965), Weberin und Textilrestauratorin
- Woldemar Brinkmann (1890–1959), Architekt
- Emil Bruns (1915–1997), Bauunternehmer
- Vanja Budde (* 1967), Hörfunkjournalistin
- Christine Buchholz (* 1971), Politikerin (Die Linke)
- Lars Bünning (* 1998), Fußballspieler
- Rolf Busch (1933–2014), Fernseh- und Hörspielregisseur
- Matthias Buschkühl (1953–1997), Bibliothekar
- Hildegard Busse (1914–2010), Schauspielerin
- Hans-Jürgen Butt (* 1961), Physiker
- Salomon Peter Carlebach (1925–2022), US-amerikanischer Rabbiner
- Armin Chodzinski (* 1970), Künstler
- Netti Christensen (1914–2006) als Netti Davidsohn, Widerstandskämpferin gegen den Nationalsozialismus und Vorschulpädagogin
- Alin Coen (* 1982), deutsch-mexikanische Sängerin
- Amrai Coen (* 1986), deutsch-mexikanische Journalistin
- Bernhard Cramer (* 1965), Geologe
- Hermann Crüger (1818–1864), Botaniker und Pharmazeut
- Wolfram Dahms (* 1938), Architekt und Hochschullehrer
- Josef Friedrich August Darbes (1747–1810), Porträtmaler
- Hieronymus Dathe (1667–1707), lutherischer Theologe
- Barbara Dauner-Lieb (* 1955), Rechtswissenschaftlerin
- Kerstin von der Decken (* 1968), Juristin, Professorin für Völker- und Europarecht
- Carl Heinrich Dencker (1900–1967), Landtechniker und Hochschullehrer
- Rafael de Sousa Albuquerque (* 1992), brasilianischer Fußballtorhüter
- Bernhard Dessau (1861–1923), Geiger und Komponist
- Nicolas Detering (* 1985), Literaturwissenschaftler
- Moritz Diehl (* 1971), Ingenieurwissenschaftler und Hochschullehrer
- Otto Diels (1876–1954), Chemiker (Nobelpreis 1950)
- Justus Diller (* 1936), Ordinarius für mathematische Logik und Grundlagenforschung, Sohn von Hans Diller
- Jeremy Dudziak (* 1995), Fußballspieler
- Anna Duque y González de Durana (* 1976), deutsch-spanische Kunsthistorikerin
- Serra Durugönül (* 1962), türkische Klassische Archäologin
- Johann Arnold Ebert (1723–1795), Schriftsteller und Übersetzer
- Jürgen Ehlers (* 1948), Geograph und Schriftsteller
- Lucille Eichengreen (1925–2020), Holocaustüberlebende und Autorin
- Colin Eisler (* 1931), amerikanischer Kunsthistoriker
- Robert Eschricht (* 1985), Politiker (AfD)
- Rolf-Bernhard Essig (* 1963), Literaturwissenschaftler
- Mats Facklam (* 1996), Fußballspieler
- Sonja Falk (1904–1968), Schweizer Malerin
- Thomas Fettback (* 1959), Politiker (SPD), 1994–2012 Oberbürgermeister von Biberach an der Riß in Baden-Württemberg
- Willi Fick (1891–1913), Fußballspieler
- Günter Fischer (1924–2011), Meteorologe und Hochschullehrer
- Elisabeth Flügge (1895–1983), Lehrerin und Gerechte unter den Völkern
- James Franck (1882–1964), Physiker (Nobelpreis 1925)
- Carl Manfred Frommel (1884–1938), Studentenschaftsführer und Publizist
- Friedrich Theodor Führer (1821–1870), Mediziner und Anatom
- Toni Garrn (* 1992), Model
- Michael Gechter (1946–2018), Provinzialrömischer Archäologe
- Michael W. Gee (* 1971), Ingenieur und Hochschullehrer
- Gego (1912–1994), Künstlerin
- Johannes Gehrts (1855–1921), Maler, Buchillustrator und Kostümbildner
- Hartwig H. Geiger (* 1939), Hochschullehrer für Pflanzenzüchtung insbesondere Populationsgenetik
- Richard Geith (1900–1945), Agrarwissenschaftler
- Johann Heinrich Kaspar Gerdau (1849–1917), deutsch-brasilianischer Unternehmer
- Sandra Gerken (* 1980), politische Beamtin
- Axel Gerntke (* 1964), Politiker (Die Linke)
- Kay Germann (* 1966), Handballspieler und -trainer
- Edgar Giesenberg (1851–1892), Architekt
- Michael Göttsche (1934–2013), Zeichner, Maler und Bildhauer
- Emil Goldschmidt (1901–1990), Pädagoge, Schulleiter und Hochschullehrer
- Hermann Grimm (1860–1931), Genremaler der Düsseldorfer Schule
- Jenny Gröllmann (1947–2006), Schauspielerin
- René Guder (* 1994), Fußballspieler
- Simone Großner (* 1977), Politikerin (CDU)
- Bernhard Gutmann (1869–1936), deutsch-amerikanischer Landschafts-, Figuren- und Stilllebenmaler sowie Illustrator und Kunstlehrer
- Heinrich von Hacht (1915–1998), Politiker (SPD)
- Simon Halfmeyer (* 1974), Künstler
- Dariush Hassanpour (* 1996), Politiker (Die Linke)
- Karin Hausen (* 1938), Historikerin und Frauenforscherin
- Corinna Hauswedell (* 1953), Historikerin
- Valentin Heins (1894–1971), Rechtsanwalt
- Gustav Helrich (* 1878), in Moskau tätiger Architekt
- Wolfgang Herrndorf (1965–2013), Schriftsteller, Maler und Illustrator
- Gustav Hertz (1887–1975), Physiker (Nobelpreis 1925)
- Gerd Herzberg (* 1950), Jurist und Gewerkschafter
- Gerhard Herzberg (1904–1999), Chemiker (Nobelpreis 1971)
- Eva Hesse (1936–1970), Künstlerin
- Frauke Hilgemann (* 1965), politische Beamtin
- Wilfried Hinsch (* 1956), Philosoph und Hochschullehrer
- Jürgen Hinz (1939–2018), Politiker (SPD)
- Helmut Hitzigrath (1891–1950), Bekenntnispfarrer in Berlin
- Franz Heinrich Höltich (1643–1676), Jurist und Syndikus (geboren in Bergedorf, heute Hamburg-Bergedorf)
- Iris Hundertmark (* 1974), Apothekerin
- Ilse Ibach (1921–2002), Schriftstellerin
- Dennis Ibrahim (* 1974), Fußballspieler
- Kurt Illies (1906–1987), Maschinenbauingenieur und Hochschullehrer
- Vitaly Janelt (* 1998), Fußballspieler
- Björn Jansen (* 1958), Unternehmer und Manager
- Johnny Jebsen (1917–1945), deutsch-britischer Playboy und Doppelagent
- Johannes Hans Daniel Jensen (1907–1973), Physiker (Nobelpreis 1963)
- Pelle Jensen (* 1992), Fußballspieler
- Alfred Jepsen (1900–1979), lutherischer Theologe und Religionshistoriker
- Hans Jessen (1874–1930), Baumeister
- Natalja Joselewitsch (* 1991), Theater- und Filmschauspielerin
- Lukas Jung (* 2004), Eishockeyspieler
- Gillian Jurcher (* 1997), Fußballspieler
- Erich Käding (1912–1987), Schauspieler, Hörspielsprecher und Sänger
- Nadja Käther (* 1988), Leichtathletin
- Julius Kaftanski (1866–1931), Stummfilmproduzent und Filmpionier
- Lydia Kahmke (* 1968), deutsch-australische Handballspielerin
- Hermann Kant (1926–2016), Schriftsteller und Politiker (SED)
- Max-Jonas Karpa (* 1994), Volleyball- und Beachvolleyballspieler
- Hasan Kaya (* 1995), Fußballspieler
- Max Kayser (* 1918), Geiger
- Thomas Kerstan (* 1958), Journalist
- Ina Kersten (* 1946), Mathematikerin
- Karin Kessler (* 1939), Leichtathletin
- Felix Kiessling (* 1980), Künstler
- Laura Kirst (* 1990), Bühnen- und Kostümbildnerin
- Niels Klein (* 1978), Jazzmusiker
- Josef Klemann (1871–1960), Apostolischer Vikar von Groß-Namaland
- Hermann Klose (1858–1940), Organist
- Niklot Klüßendorf (* 1944), Numismatiker
- Jobst Knigge (* 1944), Journalist und Historiker
- Felix zu Knyphausen (* 1969), Schauspieler und Drehbuchautor
- Ulrike Koch-Brinkmann (* 1964), Archäologin
- Thomas Kohl (* 1978), Historiker
- Mats Köhlert (* 1998), Fußballspieler und Schauspieler
- Johann Wilhelm Cornelius von Königslöw (1745–1833), Organist und Komponist
- Helmut Koester (1926–2016), deutsch-amerikanischer Theologe und Neutestamentler
- Katja Kohfeld (* 1968), politische Beamtin
- Werner Köster (1896–1989), Chemiker und Metallforscher
- Hermann Krabbo (1875–1928), Historiker, Archivar und Hochschullehrer
- Elsa Krieger (* 2010), Kinderdarstellerin
- Jutta Kremer (* 1957), Rechtswissenschaftlerin, Verwaltungsjuristin, Ministerial- und politische Beamtin (SPD)
- Michael Krohn (* 1943), Generalapotheker in der Bundeswehr
- Peter Kultzen (* 1962), Übersetzer
- Bernd Lampe (* 1939), Schriftsteller, Dozent in Salem (Baden)[1]
- Leonie Landa (* 1994), Schauspielerin, Synchron-, Hörbuch- und Hörspielsprecherin
- Heinz Landsmann (1886–1950), Filmaufnahme- und Produktionsleiter
- Margarete Lanner (1896–1981), Theater- und Stummfilmschauspielerin
- Jakob Sebastian Lauremberg (1619–1668), Historiker und Jurist
- Detlef Lehnert (* 1955), Politikwissenschaftler
- Claas Leplow (* 1972) Richter am Bundesgerichtshof
- Horst Lerche (1938–2017), Maler und Bildhauer
- Helene von der Leyen (1874–1950), Porträtmalerin und Radiererin
- Nikolaus Listenius (1510–?), Musiktheoretiker
- Peter Leibing (1941–2008), Pressefotograf
- Hans Lorenz-Meyer (1861–1947), Bauingenieur
- Ulrich von Löwendal (1700–1755), Feldherr
- Dirk Luther (* 1970), Koch, mit zwei Sternen im Guide Michelin ausgezeichnet
- Emma Malewski (* 2004), Geräteturnerin, Europameisterin am Schwebebalken
- Gerhard Mammen (1947–2012), Ökonom, Professor und Präsident der Hochschule Ansbach
- Walther Manshard (1923–2023), Geograph
- Jenö Marton (1905–1958), Schweizer Schriftsteller
- Henry Marx (* 1982), Politiker (SPD)
- Moje Menhardt (* 1934), österreichische Malerin
- Julius Diedrich Meyer (1833 – nach 1860), Landschafts- und Tiermaler der Düsseldorfer Schule
- Wilhelm Hildemar Mielck (1840–1896), Pharmazeutiker und niederdeutscher Sprachforscher
- Brigitte Mira (1910–2005), Schauspielerin, Kabarettistin und Chanson-Sängerin
- Björn Mirow (* 1938), Generalarzt a. D. der Bundeswehr
- Hans Joachim Moebis (1908–1935), Schauspieler
- Fabian Monasterios (* 1977), Schauspieler
- Lisel Mueller (1924–2020), deutschamerikanische Dichterin
- Torsten Müller (* 1957), Jazzkontrabassist
- Ulrich Müller (* 1963), Archäologe
- Maren Münke (* 1943), Juristin, Richterin am Bundesgerichtshof
- Salar Nader (* 1981), afghanisch-amerikanischer Tablaspieler, Komponist und Musikpädagoge
- Luisa Neubauer (* 1996), Klimaschutzaktivistin und Mitorganisatorin von Fridays for Future in Deutschland
- Lea Niako (1908–1996), Tänzerin und Schauspielerin
- Lorenz Niebuhr (um 1540 – 1588), Jurist, Rektor der Universität Rostock
- Lukas Nmecha (* 1998), Fußballspieler
- Felix Nmecha (* 2000), Fußballspieler
- Rolf Nobel (* 1950), Fotograf
- Karin Nohr (* 1950), Schriftstellerin
- Theodor Nölting (1811–1890), Pädagoge und klassischer Philologe
- Claudia Nowak (* 1967), Richterin am Bundesarbeitsgericht
- Martin Ohst (* 1957), evangelischer Theologe
- Rolf Olderog (1937–2024), Politiker (CDU)
- Sebastian Opderbeck (* 1986), Handballspieler
- Daniel O’Sullivan (* 1971), Richter
- Alfons Pannek (1907–1995), Gestapoagent
- John Parish von Senftenberg (1774–1858), Kaufmann und Hobbyastronom
- Christian Pegel (* 1974), Politiker (SPD)
- Dana Penno (* 1985), Basketballspielerin
- Horst Petermann (* 1944), Schweizer Koch deutscher Herkunft
- Roy Petermann (* 1957), Koch
- Adolf Peters (1803–1876), Mathematiker und Dichter
- Dirk Pette (1933–2022), Biochemiker
- Dirk Pohlmann (* 1959), Autor und Dokumentarfilmer
- Werner Potzernheim (1927–2014), Radsportler
- Günter Powalla (1919–2019), Mäzen und Unternehmer
- Martin Przybilski (* 1970), germanistischer Mediävist
- Otto Rahm (1904–1994), Maler und Bildhauer
- Anselm Ramelow (* 1964), Dominikaner und Philosoph
- Bernd Ramm (* 1940), Medizinphysiker und Sachbuchautor
- Werner Ranck (1904–1989), Generalleutnant im Zweiten Weltkrieg
- John Rappeport (1887–1974), Schauspieler
- Paul Johannes Rée (1858–1918), Kunsthistoriker
- Christiana Reemts (* 1957), Benediktinerin, Äbtissin von Mariendonk
- Konny Reimann (* 1955), Unternehmer und Fernsehpersönlichkeit
- Mechthild Reinders (* 1959), Schauspielerin
- Melanie Reinecke (* 1979), Politikerin (CDU)
- Rik Reinking (* 1976), Kunstsammler, Kunsthändler und Kurator
- Berthold Reissig (1877–1960), Schauspieler
- Julian Reister (* 1986), Tennisspieler
- Hartmut Renk (* 1962), Generalmajor des Heeres der Bundeswehr
- Franziska Rettenbacher, (1938–2019), Trachtenpflegerin und Leiterin des Heimatmuseums Simbach am Inn
- Reinhold Rieckmann (* 1942), Keramiker, Bildhauer, Grafiker, Objektkünstler
- Birgit Rieger (* 1949), Kinderbuchillustratorin
- Tim Rohrmann (* 1963), Psychologe
- Betty Roose (1778–1808), Schauspielerin
- August Roterberg (1867–1928 oder 1939), Zauberkünstler, Trickerfinder, Autor
- Hans-Georg Rudolph (1908–1987), Schauspieler und Filmregisseur
- Reginald Rudorf (1929–2008), Politologe und Autor
- Johann Rump (1871–1941), protestantischer Geistlicher und Schriftsteller
- Klauspeter Sachau (1940–2023), Literaturförderer, Literaturveranstalter, Verleger und Grafiker
- Theo Saevecke (1911–2000), SS-Offizier und Polizeibeamter
- Dirk Sager (1940–2014), Journalist
- Marjam Samadzade (* 1973), Richterin und politische Beamtin
- Ernest H. Sanders (1918–2018), Musikhistoriker
- Ralph Sauer (* 1928), Theologe
- Gottfried Schädel (* nach 1680 in Wandsbek † 1752 in Kiew), Barock-Architekt in St. Petersburg
- Heinrich Carl Scheel (1829–1909), deutsch-baltischer Architekt in Riga
- Gerhart Scheuer (1935–2021), Verwaltungsbeamter und Landtagsabgeordneter der CDU in Baden-Württemberg
- Jeffrey Schlupp (* 1992), englisch-ghanaischer Fußballspieler
- Christian Johann Heinrich Schmidt (1810–1885), Lokomotivführer
- Arthur Schmidt (1895–1987), Generalleutnant im Zweiten Weltkrieg
- Astrid Schmitt (* 1959), Politikerin (SPD)
- Katja Schneider (* 1953), Kunsthistorikerin
- Rudolf Schönwald (1928–2022), österreichischer Maler, Grafiker, Karikaturist und Zeichner
- Birger Scholz (* 1973), Finanzwissenschaftler und politischer Beamter
- Robert Scholz (1886–1927), Schauspieler
- Henry Schradieck (1846–1918), Komponist, Geiger und Musikpädagoge
- Albrecht Schreiber (1938–2022), Journalist, Autor und Verleger
- Binette Schroeder (1939–2022), Grafikerin und Kinderbuchillustratorin
- Susanne Schütz (* 1966), Lehrerin und Politikerin, MdL (FDP)
- Sirka Schwartz-Uppendieck (* 1965), Organistin und Pianistin, Kirchenmusikdirektorin in Fürth
- Leon Schwarzbaum (1921–2022), deutsch-polnischer Holocaust-Überlebender
- Rosely Schweizer (* 1940), Unternehmerin und Politikerin (CDU)
- Bodo Scriba (1939–2023), Filmproduzent
- Alexander Seggelke (* 1979), Basketballspieler
- Severin Walther Slüter (1646–1697), Generalsuperintendent von Lauenburg
- Emil Sörensen (1900–1977), Maschinenbauer und Hochschullehrer
- Özer Enes Soylu (* 2000), türkischer Fußballtorhüter
- Gustav Spangenberg (1828–1891), Maler
- Rolf Spangenberg (1932–2020), Tierarzt, Autor und Moderator
- Herbert Spiro (1924–2010), deutsch-amerikanischer Politikwissenschaftler, Diplomat und Politiker
- Herbert Stadelmaier (1916–2009), Gewerkschaftsfunktionär
- Marec Béla Steffens (* 1964), Wirtschaftswissenschaftler, Manager, Autor und Librettist
- Armin Steinbach (* 1978), Rechts- und Wirtschaftswissenschaftler
- Peer Steinbrück (* 1947), Ministerpräsident des Landes Nordrhein-Westfalen (2002–2005), Bundesfinanzminister (2005–2009)
- Edda Stelck (1939–2014), Mitbegründerin der Dritte-Welt-Läden und der Heinrich-Böll-Stiftung
- Dorit Stenke (* 1960), Ministerialbeamtin und Staatssekretärin
- Samantha Steuerwald (* 1998), Fußballspielerin
- Tom Stonier (1927–1999), Biologe, Philosoph, Informationswissenschaftler
- Fred Stranz (1893–1955), Schauspieler, Regisseur und Drehbuchautor
- Kurt Struve (1902–1986), Jurist und leitender Verwaltungsbeamter in Hamburg, hatte Verstrickungen mit der Kinder-Euthanasie
- Asta Südhaus (1898–1981), Rezitatorin und Synchronsprecherin
- Christian Thieme (* 1972), Jurist und Politiker
- Malte Thießen (* 1974), Historiker
- Julius Thole (* 1997), Volleyball- und Beachvolleyballspieler
- Hans Thomsen (1891–1968) Diplomat
- Uwe Timm (* 1940), Schriftsteller
- Jonas Toboll (* 1987), Fußballspieler
- Heinrich Toeller (1911–1999), Technischer Physiker
- Klaus Tonner (* 1947), Jurist
- Benedict Tonon (* 1944), Architekt
- Peter Uebersax (1925–2011), Schweizer Journalist
- Karl Ulmer (1915–1981), Philosoph
- Friedrich Vellguth (1905–1989), Architekt
- Luis Vernet (1791–1871), Kaufmann und Inselkommandant auf den Falklandinseln
- Claus Vinçon (* 1956), Schauspieler
- Hedwig Voegt (1903–1988), Literaturwissenschaftlerin und Hochschullehrerin in Leipzig
- Fabian Vogler (* 1977), Künstler
- Kurt Vogler (1893–1963), Landschaftsmaler
- Katrin Vohland (* 1968), Biologin und Politikerin
- Michael Vollstedt (1942–2020), Generalmajor der Bundeswehr
- Julian Voss-Andreae (* 1970), Bildhauer
- Wilhelm Waetzoldt (1880–1945), Kunsthistoriker
- Ewald Wagner (* 1927), Orientalist
- Hauke Wahl (* 1994), Fußballspieler
- Hans-Christoph Wagner (* 1963), niederländischer Politiker
- Hajo Wandschneider (1925–2017), Strafverteidiger
- Bodo Wartke (* 1977), Kabarettist und Pianist
- Stephan Weil (* 1958), Politiker (SPD) und Ministerpräsident von Niedersachsen (seit 2013)
- Milan Weißbach (* 1989), Handballspieler
- Hans-Joachim Werner (* 1950), Chemiker
- Uwe Wesel (1933–2023), Rechtswissenschaftler und Rechtshistoriker
- Dagmar Westberg (1914–2017), Mäzenin
- Arved Ludwig Wieler (1858–1943), Botaniker und Hochschullehrer
- Ulrich Wille (1848–1925), schweizerischer Oberbefehlshaber während des Ersten Weltkrieges
- Alexander Williams (* 1996), Handballspieler
- Max Wilson (* 1972), brasilianischer Rennfahrer
- Bernhard Woldenga (1901–1999), Offizier, zuletzt Oberst im Zweiten Weltkrieg
- Julien Wolff (* 1983), Sportjournalist und Buchautor
- Hanne Wickop (1939–2018), Malerin und Schriftstellerin
- Sina Zadra (* 1990), Schauspielerin, Synchronsprecherin und Psychologin
- Christian Zahn (* 1948), Gewerkschafter
- Olaf Zehe (* 1966), Handballspieler
- Martin Zwierlein (* 1977), Physiker
- Ekhard Zinke (* 1954), Jurist
- Pirko Kristin Zinnow (* 1964), Politikwissenschaftlerin und Staatssekretärin
- Peter Zorn (1682–1746), Theologe und Hochschullehrer in Kiel
- Cornel Zwierlein (* 1973), Historiker

## Weitere in Hamburg gestorbene Personen
- Benedikt V. († 965 oder 966), Papst
- Jürgen Fehling (1885–1968), Theaterregisseur und Schauspieler
- Paul Fleming (1609–1640), Arzt, Schriftsteller und Lyriker
- Friedrich VIII. (1843–1912), König von Dänemark
- Götz George (1938–2016), Schauspieler
- Otto von Guericke (1602–1686), Ratsherr, Bürgermeister, Diplomat, Naturforscher und Erfinder
- Fritz Mehrlein (1874–1945), Hamburger Staatsdienst und bis 1933 Senator in Lübeck
- Gustav Adolf Scheel (1907–1979), Arzt und Funktionär (1936–1945) in der Zeit des Nationalsozialismus
- Felix Schelle (1867–1927), Träger des Pour-le-Mèrite-Ordens
- Hans Segelken (1897–1982), Jurist und Reichsgerichtsrat
- Stuart Sutcliffe (1940–1962), Bassist der Beatles während ihrer Zeit in Hamburg
- Alexander Werth (1879–1942), Vizeadmiral